# Región de Murcia
La Región de Murcia es una comunidad autónoma uniprovincial de España, situada en el sureste de la península ibérica, que limita con Andalucía (Granada y Almería), con Castilla-La Mancha (Albacete), con la Comunidad Valenciana (Alicante) y con el mar Mediterráneo al sur y al este. Su capital es la ciudad de Murcia, sede de los órganos institucionales regionales, con excepción de la Asamblea Regional de Murcia, que se encuentra en la ciudad de Cartagena, razón por la que es denominada como «capital legislativa» en el preámbulo de la ley 5/2005.
La población total de la Región de Murcia es de 1 571 933 habitantes (INE 2024), de los que algo menos de un tercio vive en la capital y la mitad en los municipios de Murcia, Cartagena y Lorca. Comunidad uniprovincial, es no obstante 9.ª de España en superficie y la 10.ª en población por delante de Aragón o Asturias. En su condición de provincia es la 7.ª más poblada de las 50 que tiene el país.
La región es una de las mayores productoras de frutas, verduras y flores de Europa, contando con viñedos importantes en los municipios de Jumilla, Bullas y Yecla, que producen vinos con Denominación de Origen. Cuenta así mismo con un importante sector turístico, concentrado en una costa con numerosos espacios vírgenes (muchos de ellos amenazados) y que posee la laguna salada costera del Mar Menor. Su industria destaca por el sector petroquímico y energético, centrado en Cartagena, y la industria alimentaria. El pico más alto de la región está en el Macizo de Revolcadores, con 2015 m sobre el nivel del mar.
De su amplio patrimonio, cabe destacar los 72 conjuntos rupestres pertenecientes al Arte rupestre del arco mediterráneo de la península ibérica declarados Patrimonio de la Humanidad, al igual que el Consejo de Hombres Buenos de la Huerta de Murcia, declarado Patrimonio Cultural Inmaterial de la Humanidad, de la misma forma que las Tamboradas de Moratalla y Mula y los Caballos del Vino de Caravaca de la Cruz, localidad que es lugar de referencia para el culto de la Iglesia católica al disponer del privilegio de celebrar Año Jubilar a perpetuidad cada siete años en torno a la Vera Cruz de Caravaca.
La Región de Murcia es una región histórica del sureste de España, heredera del antiguo Reino de Murcia, que tradicionalmente ha comprendido como región biprovincial las provincias de Albacete y Murcia. Durante la Transición, Albacete pasó a la nueva Castilla-La Mancha, formándose la autonomía uniprovincial de la Región de Murcia.

## Toponimia
El topónimo Murcia tiene un origen controvertido. Según Francisco Cascales, dicho topónimo podría referirse a la diosa romana Venus Murcia, relacionada con las murtas o mirtos que había en las riberas del río Segura; hipótesis que ha sufrido discusión al respecto. 
Los estudios históricos concluyen que, al igual que la mencionada divinidad, Murcia es un topónimo de origen latino que deriva muy probablemente de Myrtea o Murtea («lugar de mirtos» o «lugar donde crecen los mirtos») y que de esa forma Mursiya (primera denominación documentada ya en época islámica para la ciudad de Murcia) fue la adaptación árabe del término latino preexistente. Según Bienvenido Mascaray, el nombre vendría de la lengua ibérica en la forma m-ur-zia, significando «el agua que empapa o humedece».

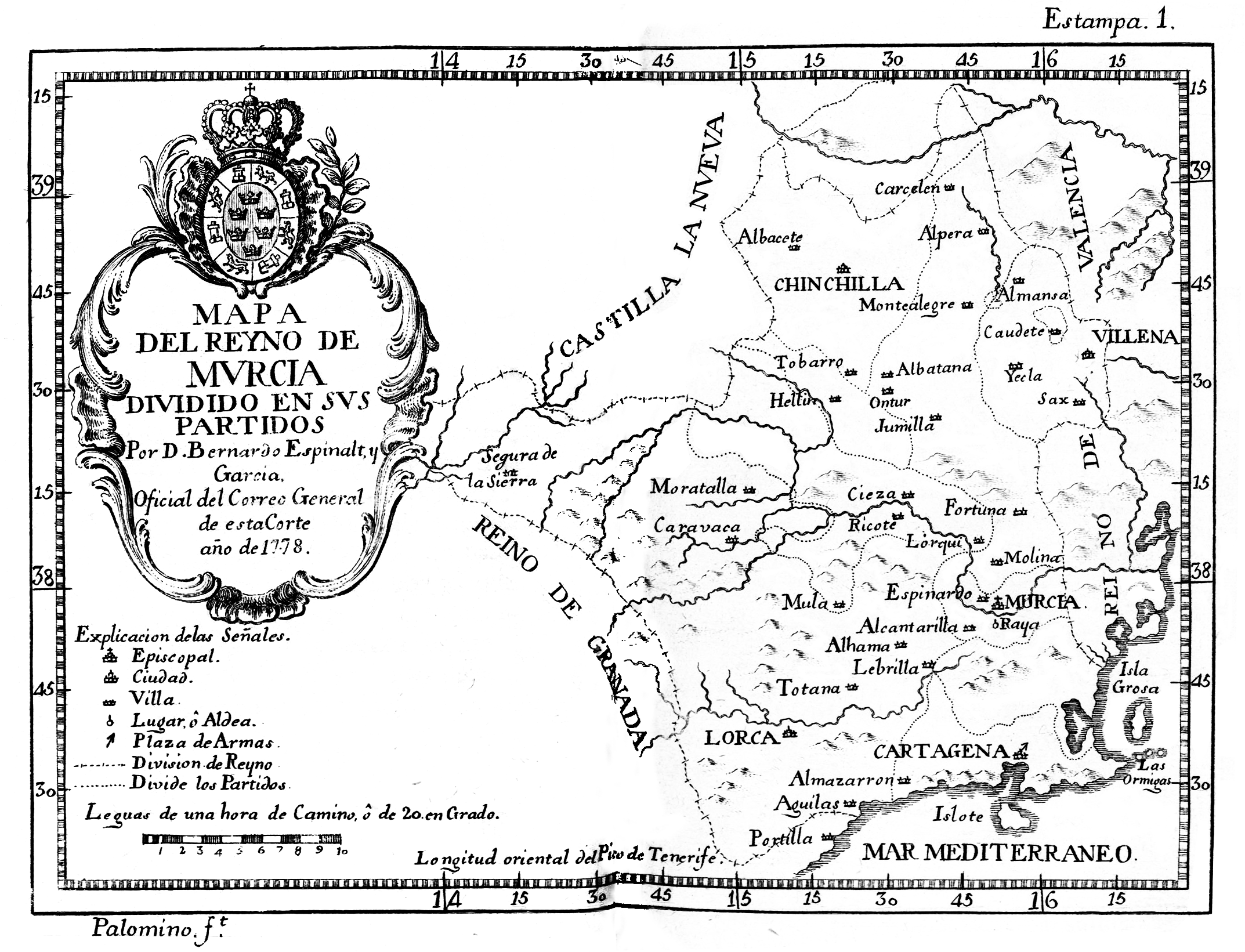
Mapa del Reyno de Murcia dividido en sus partidos, de 1778

El uso de dicho término para definir igualmente a la actual región tiene su origen en el reino taifa de Murcia que existió en diferentes momentos de los siglos XI, XII y XIII, ente político que sirvió de base para que tras la conquista (acaecida en esta área entre 1243 y 1266) surgiera así mismo el cristiano Reino de Murcia, jurisdicción territorial que llegó a tener instituciones propias y que existió hasta 1833.
Tras la reforma administrativa provincial de aquel año, comenzó a existir una primigenia Región de Murcia formada por las provincias de Albacete y Murcia. En el primer intento descentralizador de la historia de España durante la I República, esta región fue uno de los 17 estados miembros que contemplaba el Proyecto de Constitución Federal de 1873, llegando a proclamarse durante aquel año el denominado Cantón Murciano como un intento de cantón regional en el contexto de la Revolución Cantonal.
En 1978, se creó el Consejo Regional de Murcia como ente preautonómico hasta que en 1982 quedó aprobado el Estatuto de Autonomía de la Región de Murcia, donde la provincia de Murcia en exclusiva accedió a la autonomía con el nombre oficial de Comunidad Autónoma de la Región de Murcia en el marco del proceso político vivido durante la transición española.

## Símbolos

### Bandera

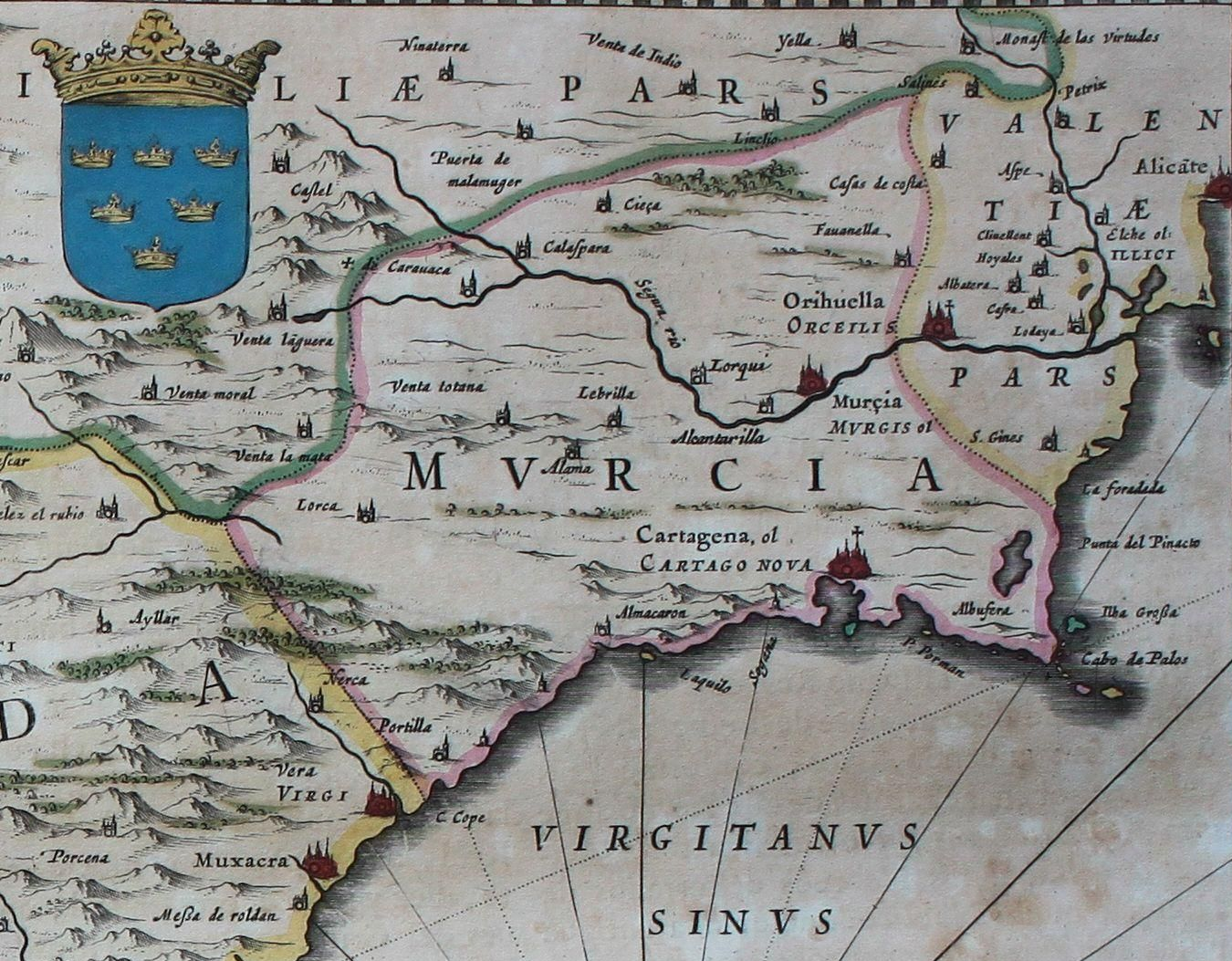
Mapa del Reino de Murcia de la Geographia Blaviana de Joan Blaeu (1659). En el cuadrante superior izquierdo aparece el blasón del reino, que quedó incluido en la bandera y el escudo de la Región de Murcia

La bandera de la región es rectangular y contiene cuatro castillos almenados en oro, en el ángulo superior izquierdo, distribuidos de dos en dos (simbolizando el carácter fronterizo del antiguo Reino de Murcia y las cuatro fronteras que dispuso en algún momento de su historia), y siete coronas reales en el ángulo inferior derecho (siendo éstas el blasón histórico del Reino de Murcia), dispuestas en cuatro filas, con uno, tres, dos y un elementos, respectivamente; todo ello sobre fondo rojo carmesí o Cartagena.
Su origen se remonta a la Transición española, cuando el presidente del Consejo Regional de Murcia, Antonio Pérez Crespo, encargó en 1978 a una comisión el estudio de la futura bandera de la Región de Murcia. Comisión formada por los historiadores Juan Torres Fontes y José María Jover Zamora y los senadores Ricardo de la Cierva y Hoces y Antonio López Pina. Aprobándose su proyecto el 26 de marzo de 1979, e izándose por primera vez el 5 de mayo de 1979 en un balcón del edificio del Consejo Regional, antigua Diputación Provincial de Murcia (actual Consejería de Hacienda).

### Escudo
El mismo comité estableció que el escudo de la Región de Murcia tuviera los mismos símbolos y distribución que la bandera, con la corona real. Bandera y escudo fueron recogidos en el artículo cuarto del Estatuto de Autonomía de la Región de Murcia, aprobado por ley orgánica en 1982.

### Día oficial
El día de la región se celebra el 9 de junio, conmemorando la promulgación del Estatuto de Autonomía.

## Geografía

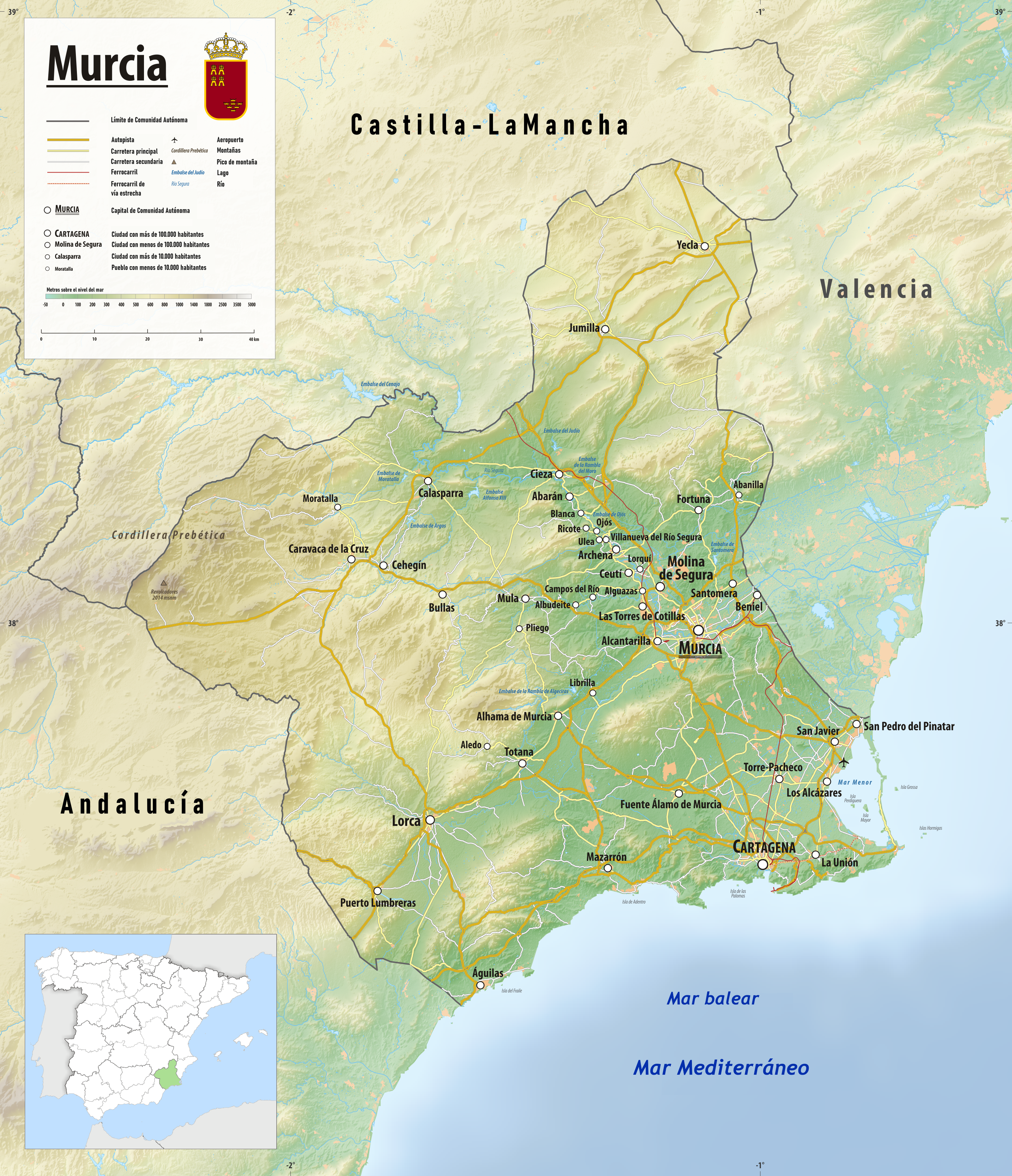
Mapa de relieve de la región de Murcia

La Región de Murcia es una comunidad autónoma de España situada en el sureste de la península ibérica, en el litoral del mar Mediterráneo. Con 11 313 km², es la novena región de España por superficie y representa el 2,9 % de la extensión nacional. La Comunidad se extiende sobre la mayor parte de la cuenca hidrográfica del Segura, contando así con una unidad geográfica definida, salvo las comarcas de la Sierra de Segura y los Campos de Hellín que quedaron en la provincia de Albacete, Los Vélez en Almería y la Vega Baja en la provincia de Alicante, todas pertenecientes aun así a la misma cuenca.
Su posición geográfica es 38° 45′ en el extremo norte, 37° 23′ en el extremo sur, 0° 41′ en el extremo oriental y 2° 21′ en el extremo occidental.

### Relieve

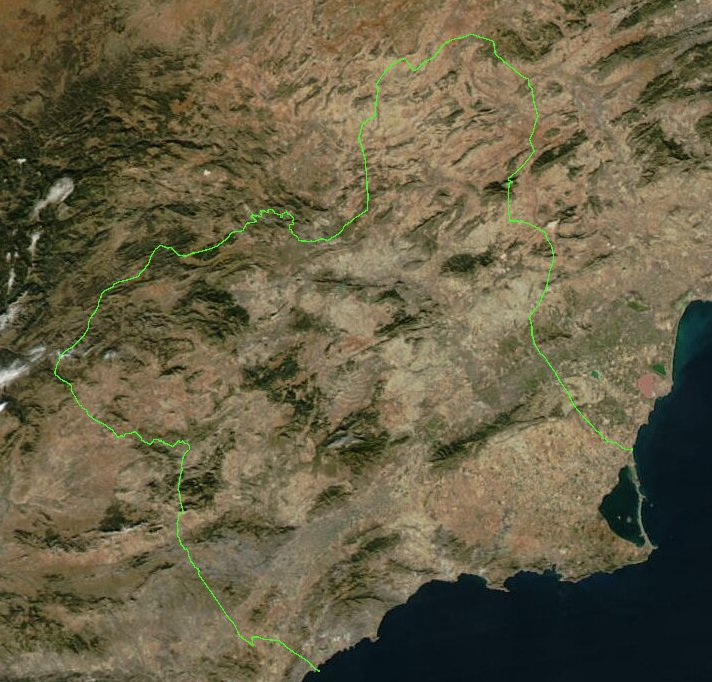
Vista satélite de la comunidad

La Región de Murcia se sitúa en el extremo oriental de las cordilleras Béticas, viéndose afectada climatológicamente por una orografía que la aísla de la influencia atlántica. Estas cordilleras se dividen a su vez de norte a sur en:
- Cordillera Prebética: la más septentrional, donde destacan entre otras la Sierra del Carche.
- Cordillera Subbética: Está constituida por numerosos cabalgamientos superpuestos entre sí o sobre los materiales del Prebético. El Macizo de Revolcadores, el de mayor altitud de la región con 2015 metros, pertenece a este sistema.
- Cordillera Penibética: con tres complejos litológicos diferenciados de norte a sur (Nevado-Filabride, Alpujárride y Maláguide). Se encuentran muy fracturados, aunque existe un predominio de cabalgamientos y fallas inversas entre dichos complejos. Sierra Espuña es una de las serranías penibéticas fundamentales.

Aproximadamente el 27 % del territorio murciano corresponde a relieves montañosos, el 38 % a depresiones intramontanas y valles corredores, y el 35 % restante a llanuras y altiplanicies.
Algunos de estos valles y llanuras son la depresión litoral del Campo de Cartagena-Mar Menor, algo más al interior se encuentra el valle del Guadalentín (también llamada depresión prelitoral murciana) fosa tectónica que recorre buena parte de la geografía murciana en dirección SO-NE, las vegas del Segura que se disponen desde que dicho río entra en la región (siendo una de las más afamadas el denominado valle de Ricote), y otros valles interiores formados por afluentes del Segura como la cuenca de Mula. Entre las altiplanicies se encuentran el Campo de San Juan y el Altiplano murciano.
La cuenca del Mar Menor está integrada por:
1. La unidad biogeográfica constituida por un gran plano inclinado de 1600 km² con dirección noroeste-sureste, limitado al norte y noroeste por las últimas estribaciones orientales de las cordilleras Béticas constituidas por las sierras prelitorales (Carrascoy, Cabezos del Pericón y Sierra de los Victorias, El Puerto, Los Villares, Columbares y Escalona), y al sur y suroeste por sierras litorales (El Algarrobo, Sierra de la Muela, Pelayo, Gorda, Sierra de La Fausilla y la sierra minera de Cartagena-La Unión, con sus últimas estribaciones en el cabo de Palos), e incluyendo la cuenca hídrica y sus redes de drenaje (ramblas, cauces, humedales, criptohumedales, etc.).
2. El conjunto de los acuíferos (Cuaternario, Plioceno, Messiniense y Tortoniense) que pueden afectar a la estabilidad ecológica de la laguna costera, incluyendo la intrusión de agua marina mediterránea.

Como explicación a tan complejo relieve regional, hay que destacar la existencia de importantes fallas en toda la zona, como la falla de Alhama de Murcia, la Falla de Bullas-Archena o la Cicatriz Nor-Bética, que junto a la intersección con otras fallas menores generan numerosos movimientos de tierra, como el terremoto de Lorca de 2011.
Los suelos que predominan son el fluvisol calcárico, el regosol calcárico y el xerosol cálcico (que tiene el horizonte B [tercera capa del suelo] con un espesor de carbonato cálcico formado a partir de depósitos de 15 cm como mínimo y que contenga al menos un porcentaje de CaCO3 del 15 % entre otras características). Según el Atlas Global de la Región de Murcia, aproximadamente una quinta parte de la superficie está compuesta de regosoles (suelos formados a partir de materiales sin consolidar y que están muy escasamente desarrollados) y los horizontes cálcicos están presentes en casi la mitad de la Región.

### Clima

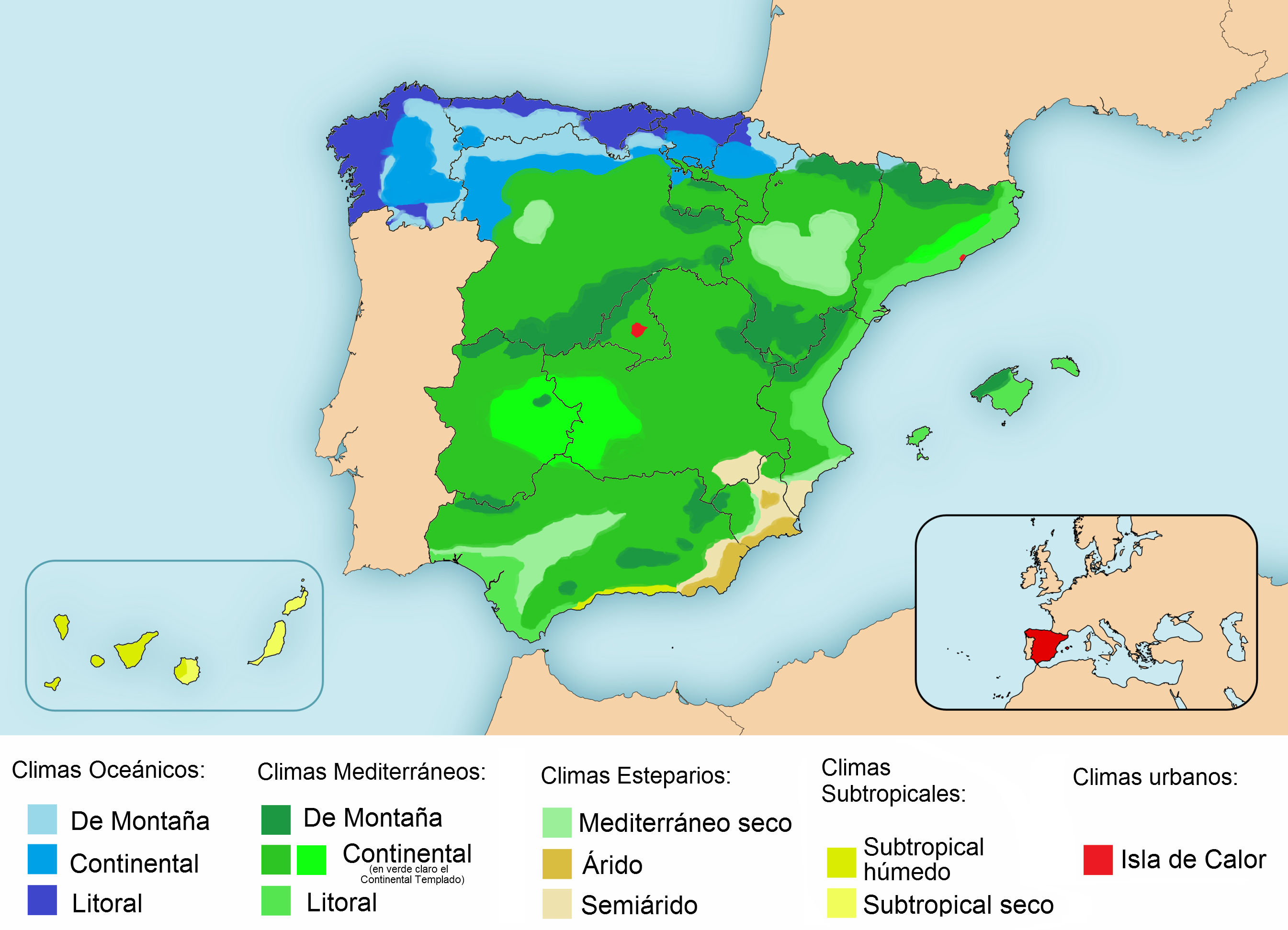
De los climas mediterráneos en la Región de Murcia encontramos el de montaña en las sierras más elevadas del Noroeste, el continental en el resto del Noroeste, norte del Alto Guadalentín y Altiplano murciano. Y dentro de los climas esteparios el semiárido en las Vegas del Segura, Comarca Oriental y Valle del Guadalentín, y el árido en la zona litoral y puntos de las vegas interiores

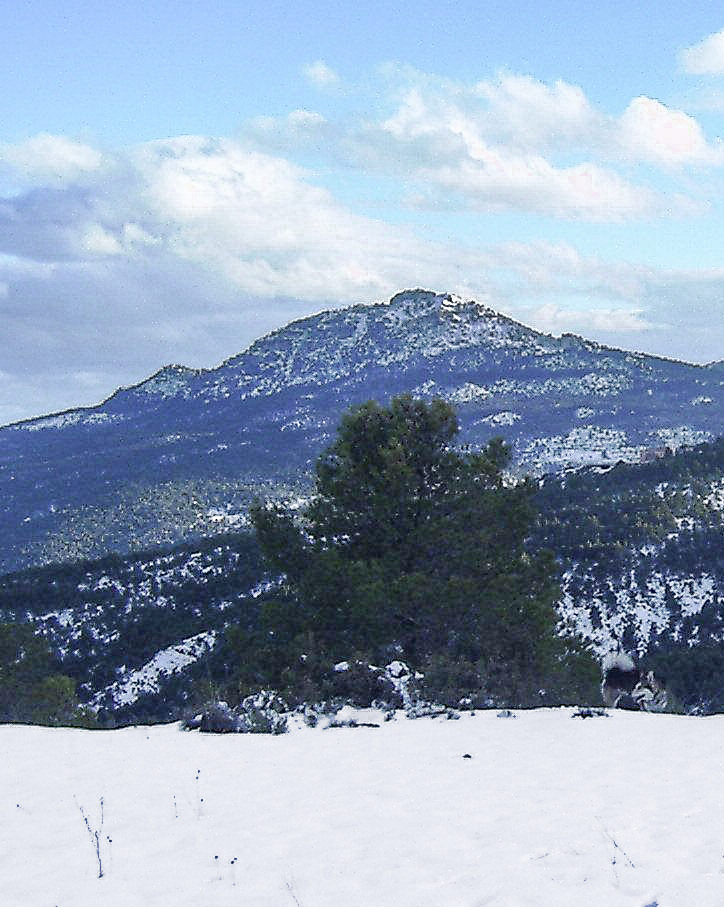
Sierra del Buitre, Moratalla, con clima mediterráneo de montaña

La Región de Murcia disfruta en general de un clima mediterráneo seco que corresponde en la clasificación climática de Köppen al código BS, el de los climas secos semiáridos, si bien, la topografía variable de su territorio, y la distancia al mar, origina una diversidad de matices y genera importantes diferencias térmicas y pluviométricas entre la costa y el interior.
Con inviernos suaves y veranos calurosos, la temperatura anual media en las zonas más bajas se sitúa en el entorno de los 18 °C, y va descendiendo según se gana altura. Las comarcas del Altiplano, Noroeste, tierras altas de Lorca, o las zonas montañosas de mayor altura presentan ya clima mediterráneo continentalizado en su comportamiento térmico. Así, mientras que en el litoral las temperaturas medias mensuales rara vez descienden de 10 °C en los meses más fríos, hay zonas en las comarcas del interior donde no se suele sobrepasar los 6 °C, y las temperaturas medias anuales se sitúan en el entorno de los 15 °C, o incluso son menores a los 12 °C en las zonas más elevadas. En cuanto a los valores extremos, estos son más moderados en las zonas de costa, mientras que pueden superar los 40 °C en verano y descender de los 0 °C en inverno en zonas del interior. Y rebasar incluso la barrera de los −10 °C en el Altiplano, Noroeste y zonas más elevadas.
Respecto a las precipitaciones, los acumulados anuales se sitúan en la mayor parte del territorio en el entorno de los 300 mm anuales, debido a que su disposición orográfica (al este de las cordilleras Béticas) dificulta la llegada de las borrascas atlánticas por el efecto Föhn. Las lluvias se concentran normalmente en pocos días, principalmente en invierno, primavera y sobre todo otoño, pudiendo ser torrenciales en situaciones de gota fría, con valores superiores a los 100 mm en menos de 24 horas, pudiéndose ocasionar riadas e importantes inundaciones.

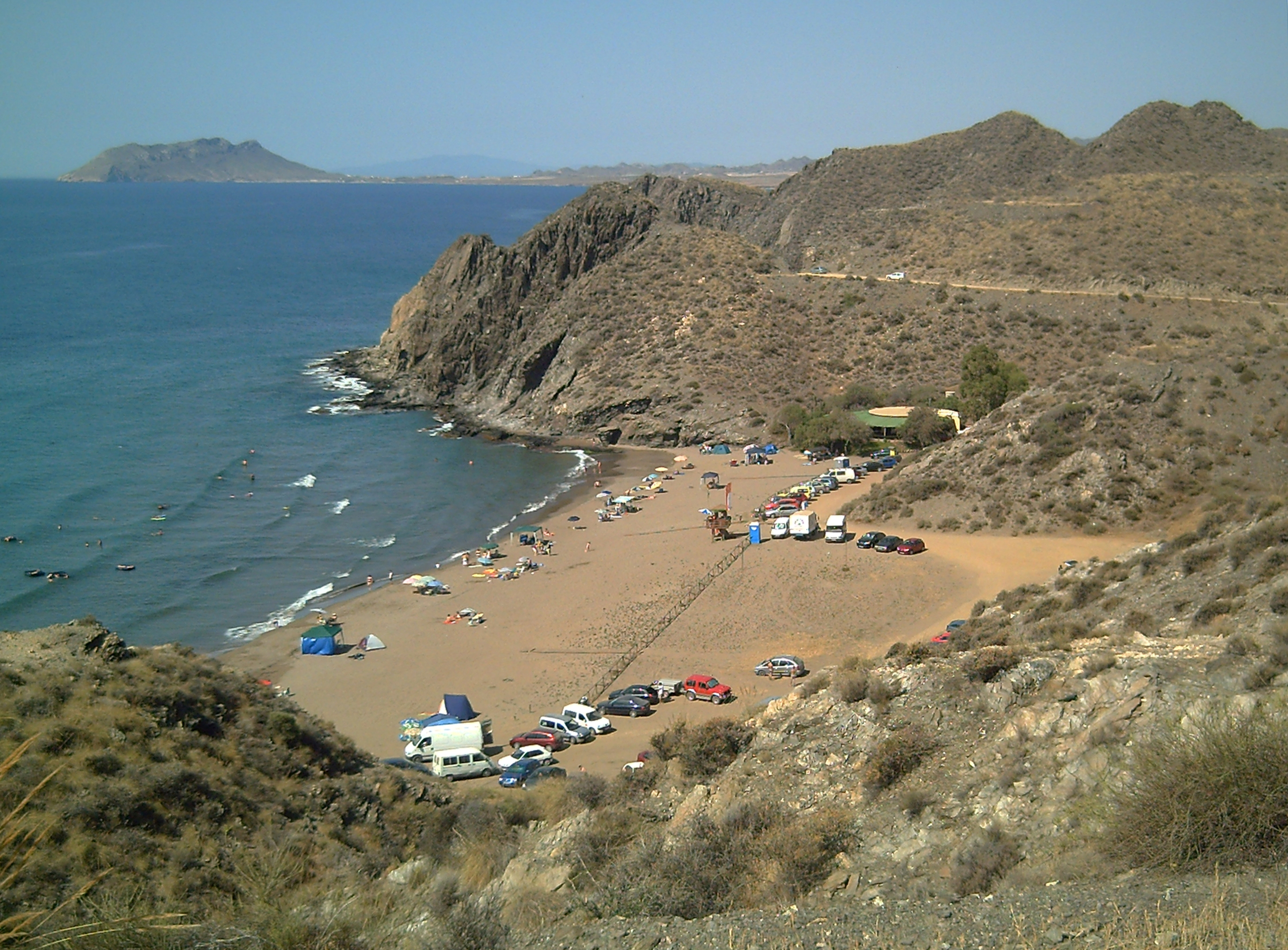
Playa de Calnegre, en el municipio de Lorca, con clima árido

Los acumulados anuales son superiores a los 400 mm en la parte más noroccidental de la comarca del Noroeste, Sierra Espuña y zonas próximas, o la cara norte de algunos conjuntos montañosos, como el de Carrascoy o el Carche, alcanzándose los valores pluviométricos del clima mediterráneo típico. E incluso pueden llegar a superarse los 650 mm de media en las sierras más húmedas del Noroeste. Estas sierras, que disfrutan de un clima mediterráneo subhúmedo de montaña, contrastan con el clima árido de la costa meridional (Águilas, costa de Lorca y Mazarrón) o algunas zonas puntuales del interior, donde se dan valores próximos a los 200 mm anuales, y se diferencian del conjunto regional por su escasa pluviometría.
Finalmente, la nieve puede caer en las cumbres y zonas altas de montaña en episodios de entradas frías en invierno, y de forma más ocasional, en las cotas medias de las comarcas del Altiplano, Noroeste, y tierras altas de Lorca, siendo extraordinariamente rara en cotas bajas, y en el litoral. A modo de ejemplo, en la capital de la Región, situada en la depresión prelitoral a 43 m s. n. m. (metros sobre el nivel del mar), ha nevado dos veces en los últimos cuarenta años.

### Hidrografía

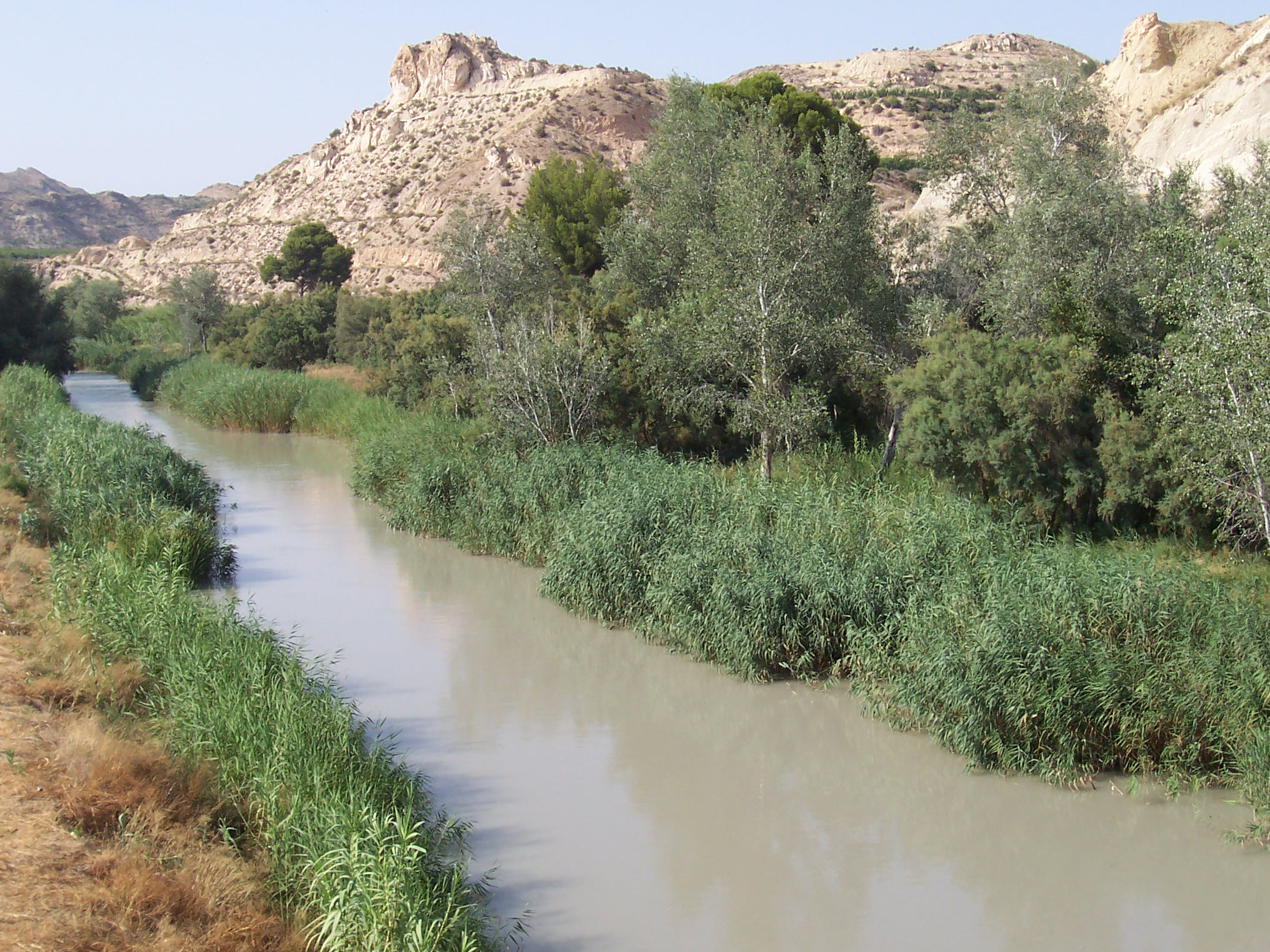
El río Segura a su paso por las cercanías de Archena

La red hidrográfica de la Región de Murcia se compone de forma fundamental por el río Segura y su cuenca; que constituye el eje principal de la red de drenajes murciana. Además del río Segura hay que añadir unos ejes secundarios estructurados en torno a sus afluentes:
- Río Alhárabe: Que discurre por las sierras de Moratalla y que posee aguas perennes. Los ríos siguientes sufren sin embargo prolongados estiajes.
- Río Argos: Que bordea los cascos urbanos de Caravaca, Cehegín y Calasparra.
- Río Quípar: Se une al Segura en el famoso paraje del cañón de Almadenes.
- Río Mula: Genera una de las vegas interiores más feraces, la huerta de Mula.

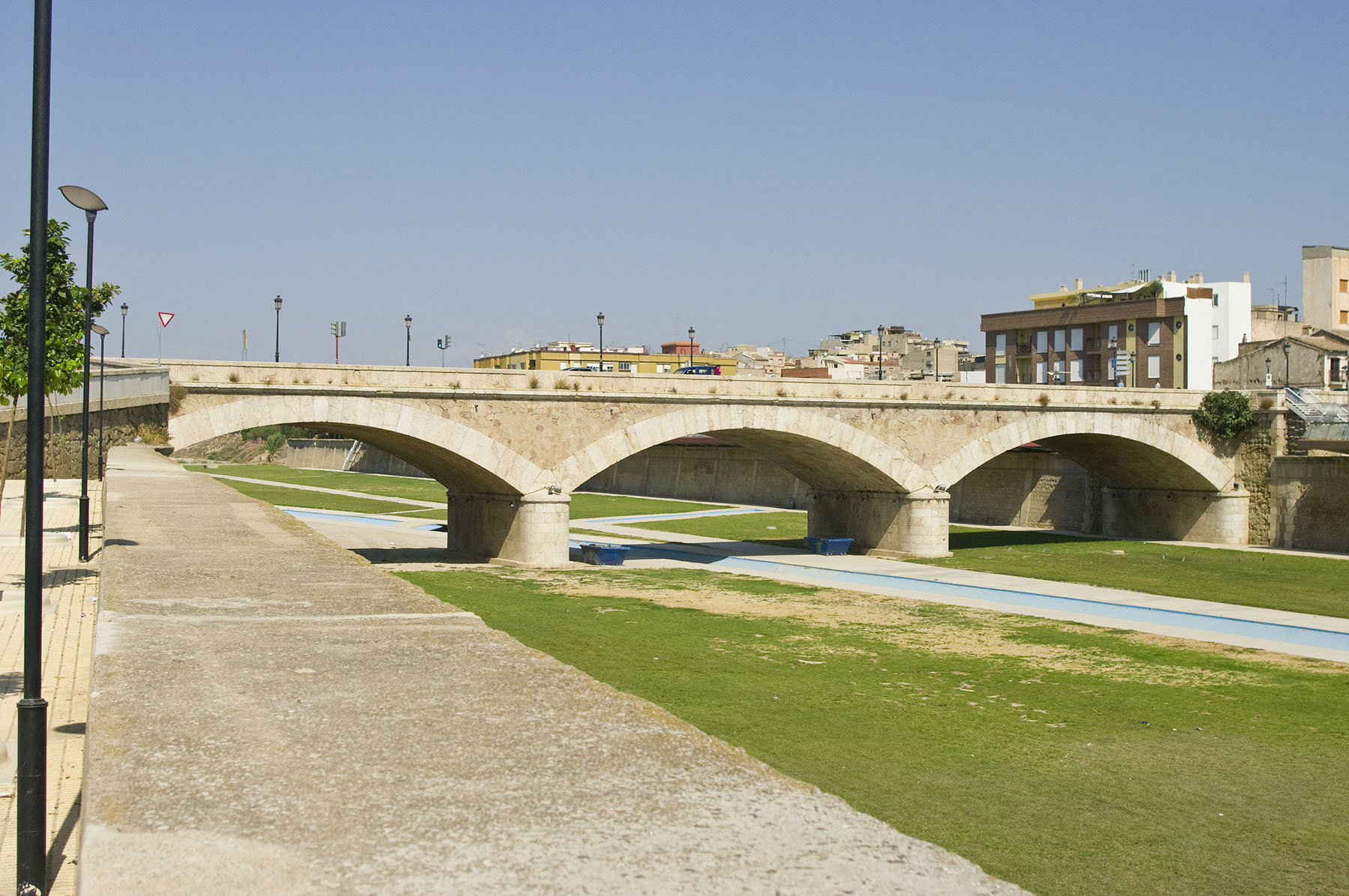
Cauce del río Guadalentín con el puente del Barrio en Lorca

- Río Guadalentín o Sangonera: Que pasa por el casco urbano de Lorca y constituye el eje del amplio valle del Guadalentín (la también llamada depresión prelitoral murciana). Su naturaleza irregular ha generado multitud de tragedias como consecuencias de sus riadas.[28]

Este sistema hídrico canaliza el 95 % de las aguas que se recogen en la Región de Murcia, el resto son vertidas hacia el Mediterráneo o el Mar Menor a través de multitud de ramblas que se disponen entre las sierras prelitorales y la costa (tales como la rambla del Albujón, la rambla de Benipila, la rambla de las Moreras o la rambla de Ramonete).
Prácticamente todo el territorio de la Región de Murcia se encuentra bajo la unidad hidrológica de la Cuenca del Segura, excepto una pequeña parte del norte del municipio de Yecla que pertenece a la cuenca del Júcar, y el extremo más occidental de los términos de Moratalla y Caravaca que vierten a la del Guadalquivir.
El déficit de recursos hídricos que sufre la cuenca del Segura; motivado por ser una cuenca de régimen pluvial mediterráneo levantino, ha impulsado a lo largo del tiempo diversas iniciativas gubernamentales que pretendían solucionar o al menos paliar dicho déficit. Algunas de las más significativas son:
- El trasvase Tajo-Segura, completado en 1979 y en servicio.
- Mancomunidad de canales del Taibilla.
- El Programa AGUA, actualmente en marcha, que se planteó como alternativa a los trasvases previstos en el Plan Hidrológico Nacional y que incluye, entre otras actuaciones, la construcción de plantas desalinizadoras.

### Mares

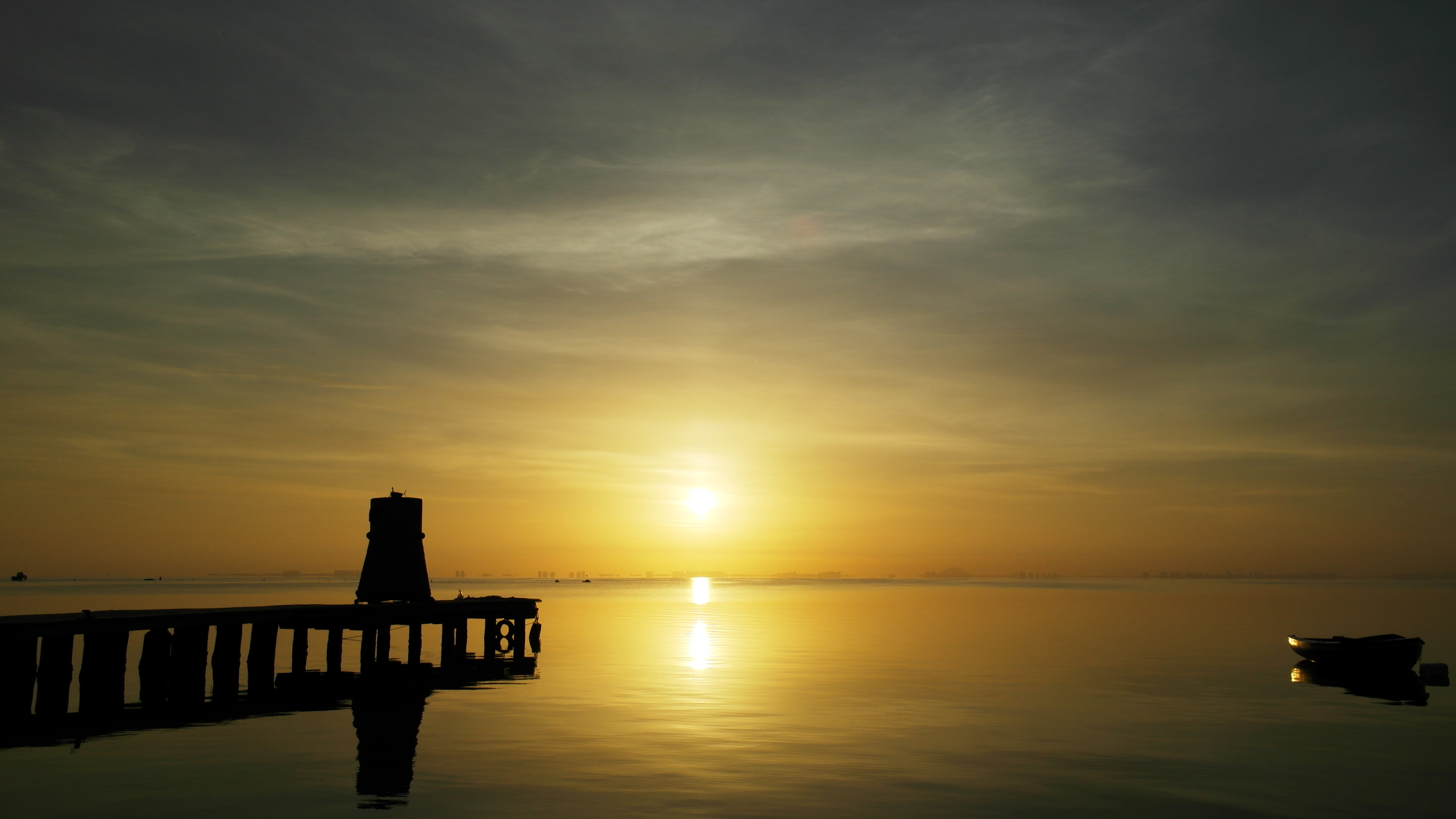
Amanecer en el Mar Menor

En la Región de Murcia se encuentra la laguna natural más grande de España, la albufera del Mar Menor. Se trata de una laguna de agua salada situada junto al mar Mediterráneo, constituyendo una de las más grandes de Europa. Sus especiales características ecológicas y naturales hacen del Mar Menor un paraje natural único. De forma semicircular, está separado del mar Mediterráneo por una franja de arena de 22 km de longitud y entre 100 y 1200 m de anchura, denominada La Manga del Mar Menor, comunicándose ambos «mares» por dos pasos naturales y uno artificial. La laguna ha sido designada por la Organización de las Naciones Unidas como Zona Especialmente Protegida de Importancia para el Mediterráneo. En su perímetro litoral cuenta con 73 km de costa en la que se van sucediendo playas de aguas transparentes y poco profundas (la profundidad máxima no es superior a 7 m), y con 170 km² de superficie.
El litoral mediterráneo murciano, desde el punto de vista geomorfológico, presenta una gran riqueza de formas. El accidentado puzle de relieves y depresiones del área que nos ocupa, bajo la acción de los procesos de modelado que han actuado a lo largo de los tiempos, ha dado lugar a los diferentes tipos de costas que actualmente se pueden contemplar. De los 258 km de línea de costa, el 26,19 % (67,6 km) es acantilado alto (de más de 20 m de altura), el 11,82 % (30,5 km) es acantilado medio (entre 2 y 20 m de altura), el 6,55 % (16,9 km) es costa rocosa baja (menos de 2 m de altura) y el 32,62 % (84,2 km) son playas.

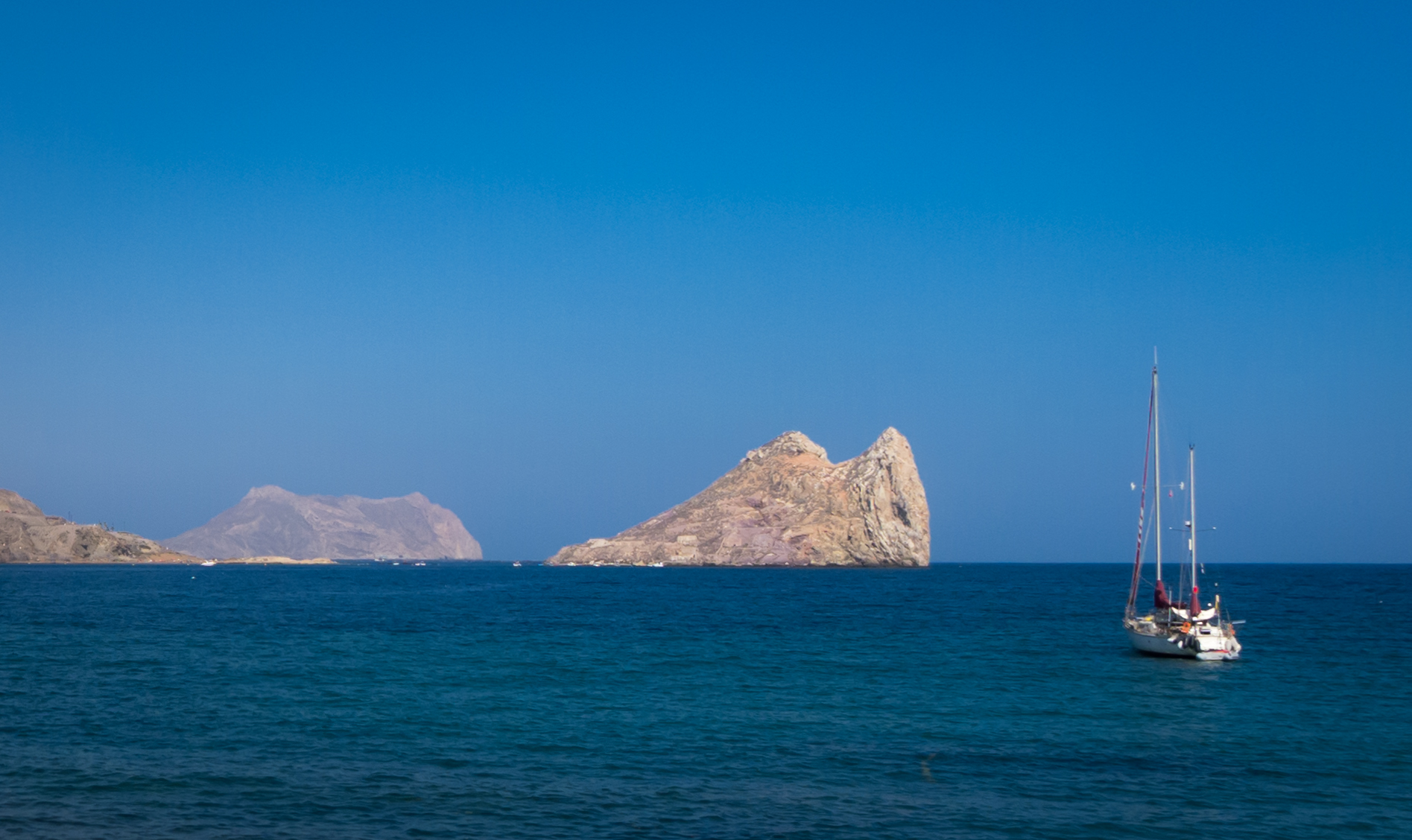
La Isla del Fraile, en Águilas, con la mole de cabo Cope al fondo

### Islas
El litoral de la Región de Murcia dispone de diversas islas, todas ellas de pequeño tamaño y deshabitadas siendo muchas de origen volcánico, destacando el conjunto de islas que se encuentran dentro del Mar Menor (Isla Mayor, Isla Perdiguera, Isla del Ciervo, Isla del Sujeto e Isla Rondella), y las islas que están en pleno Mar Mediterráneo (la Isla Grosa, Islas Hormigas, Isla de Escombreras, Isla de Mazarrón, Isla del Fraile, etc.).

### Flora

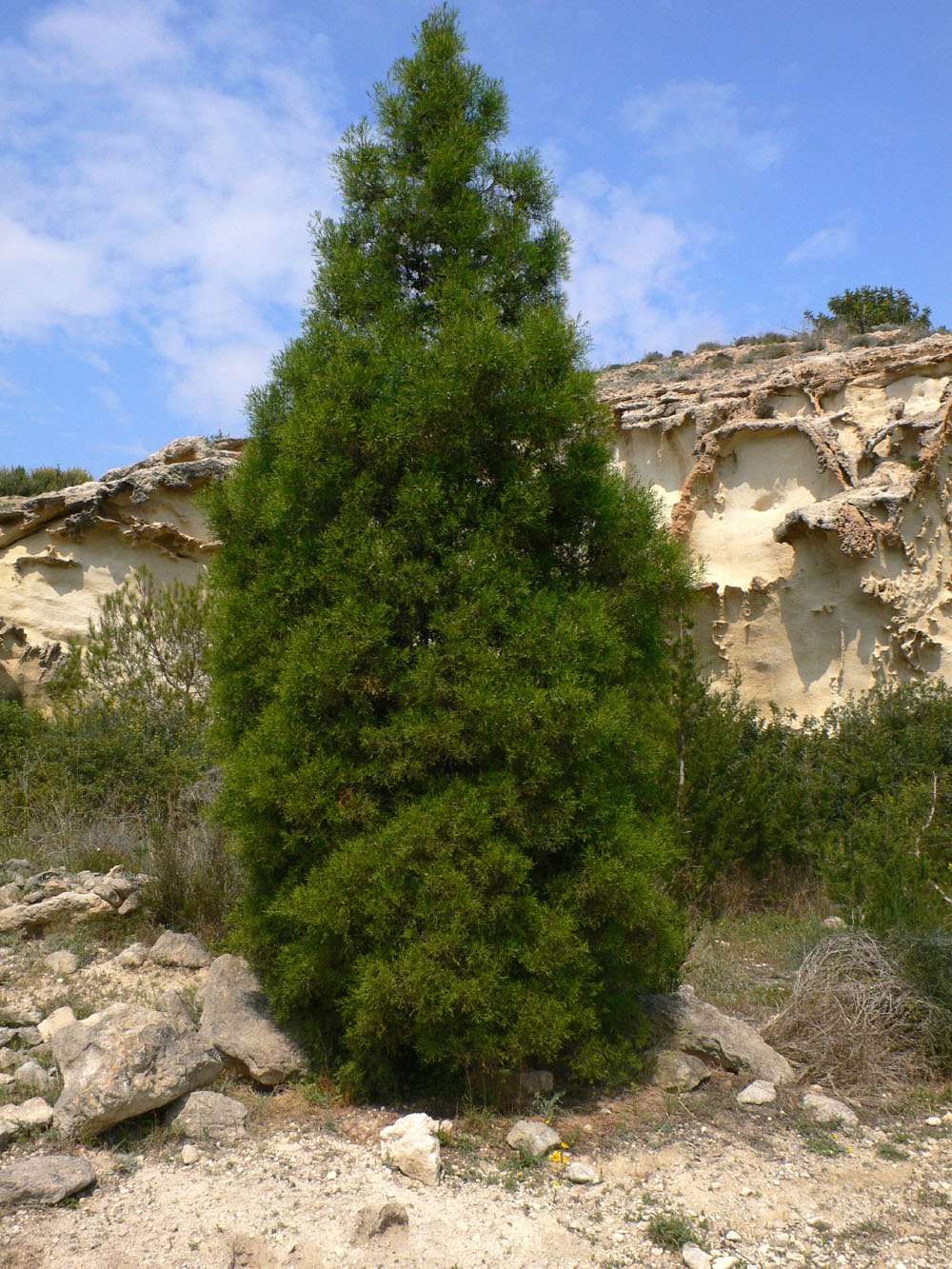
Tetraclinis articulata o «Sabina Mora» de las Canteras romanas de Cartagena. especie endémica

La condición climática de la Región de Murcia ya descrita, conforma un panorama diverso y en gran medida diferenciado en cuanto a su flora. En las zonas montañosas del interior, con mayor pluviometría, la cubierta vegetal presente es asimilable a cualquiera de las zonas de las regiones fitobiológicas béticas o castellanas, con el pino en sus subespecies carrasco, nigra, rodeno (los dos últimos en las zonas de montaña más elevadas), la encina tanto en su forma arbórea como arbustiva (carrasca), manchas de sabina (como en el Campo de San Juan en Moratalla), madroño (como en la sierra de la Pila) o incluso ejemplares relictos de alcornoque del antiguo bosque mediterráneo presente en la Sierra del Puerto (Carrascoy). En las sierras más húmedas de la comarca del Noroeste también se encuentran ejemplos de bosque mediterráneo caducifolio al añadir la presencia del serbal y fresno, además del marcescente quejigo.
Muchas de las sierras del interior sufrieron procesos de deforestación a lo largo de los siglos llegando a favorecer, ante la ausencia de cubierta vegetal, procesos de inundación en los valles con motivo de las cíclicas Gotas Frías, esto llevó a un ingente e innovador proceso de reforestación en algunas de dichas sierras, siendo la primera de ellas la llevada a cabo en Sierra Espuña a finales del siglo XIX, produciéndose a partir de entonces una recuperación encomiable de la masa forestal en diversas zonas de la Región de Murcia, principalmente en su zona central.
En el área meridional de la región, con un gradiente de altitud menor y con escaso índice pluviométrico, se encuentra la zona fitobiológica conocida como murciano-almeriense. A pesar del carácter semiárido de la misma cuenta con numerosos endemismos, algunos de ellos resultan ser iberoafricanismos de gran importancia. Dentro de esas especies endémicas destacan la Sabina mora o Ciprés de Cartagena, el Palmito, el Arto, la Manzanilla de Escombreras, el Cantueso Murciano, el Cornical o el escasísimo Garbancillo de Tallante. El matorral por excelencia de estas zonas es el Esparto.
En los humedales asociados a ramblas aparecen los Tarays, o en cursos de agua permanente (en la zona más al interior) se encuentran algunos bosques de ribera (Chopo y Sauce). Una especie característica de zonas con agua y huertas es la introducida Palmera datilera.

### Fauna

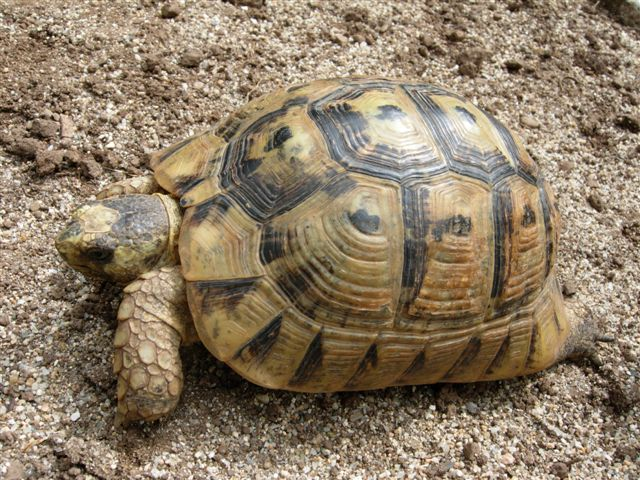
Ejemplar de Tortuga mora

Dentro de las aves, la Región de Murcia dispone de importantes colonias en zonas serranas de águila real, águila perdicera, águila calzada, águila culebrera, halcón peregrino o búho real; en algunas sierras -como Carrascoy y El Valle- la colonia de este rapaz es de las más numerosas de España y de mayor densidad del mundo. En las sierras más altas de la zona occidental (sierra de Mojantes y sierra del Gigante) también hay colonias de buitre leonado.

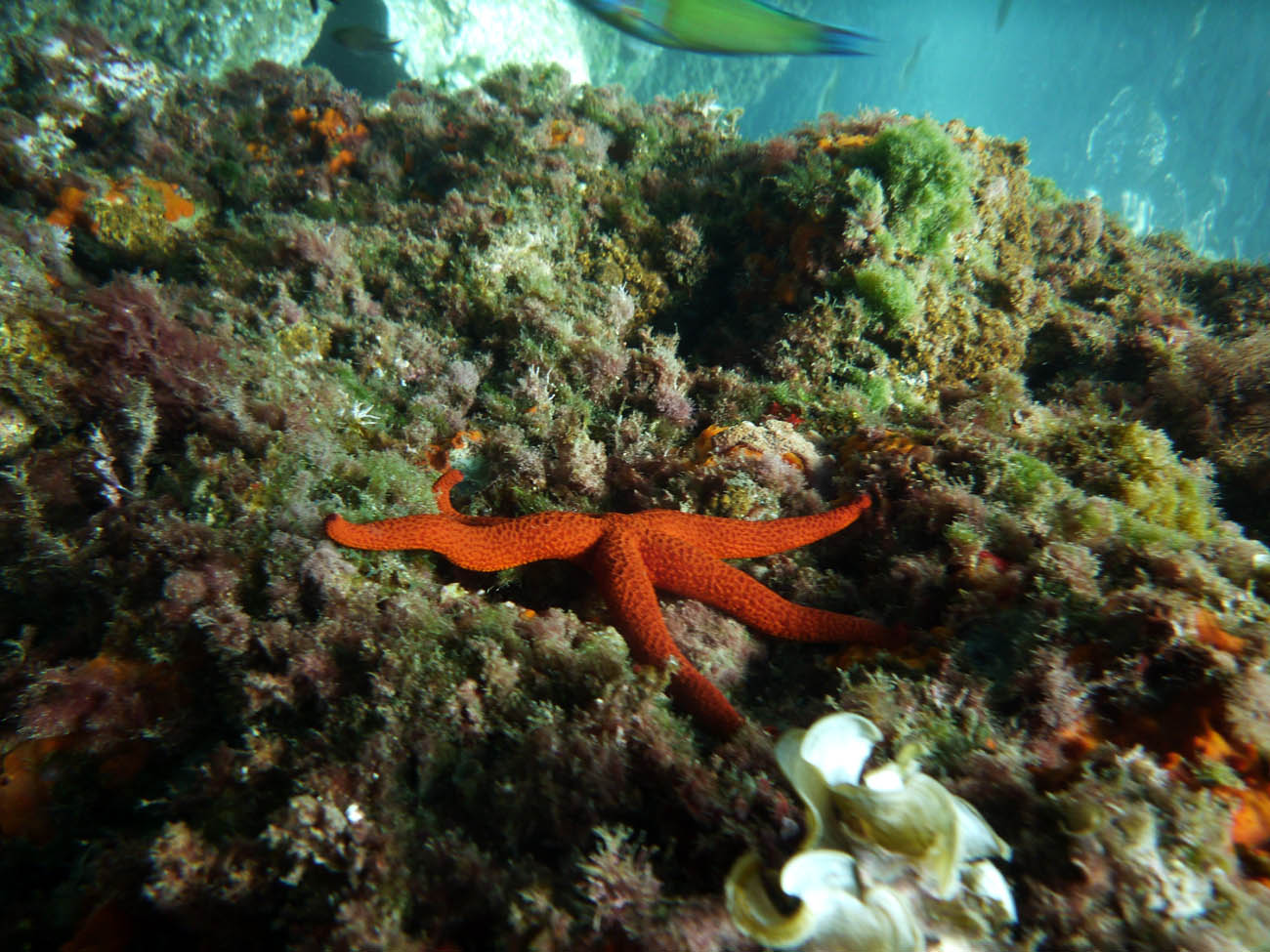
Echinaster sepositus en El Portús

En cuanto a los mamíferos, destaca la presencia en las sierras del Noroeste de la cabra montesa y la recuperada presencia del ciervo en numerosas montañas del interior. En los años 1970 se introdujo con fines cinegéticos en Sierra Espuña el arruí, especie que se ha extendido por otras montañas del sector central de la región. Igualmente ha sido recientemente reintroducida una especie que se había extinguido en los montes murcianos y que, al contrario que el arruí, no se trata de una exótica invasora, como es el corzo. También destacan el jabalí, el gato montés, el tejón, el zorro o subespecies endémicas como la ardilla de Espuña. En prácticamente todo el curso del río Segura (hasta la misma ciudad de Murcia) y algunos de sus afluentes (río Alhárabe) ha reaparecido recientemente la nutria.
En las zonas áridas meridionales destacan otras especies como la tortuga mora, y en las zonas de humedales costeros y prelitorales un endemismo ibérico, el pequeño pez conocido como fartet, al igual que aves migratorias como el flamenco, la garza, la avoceta, entre otras muchas. En algunas de las islas del litoral aparece la gaviota de Audouin, la colonia presente en la isla Grosa es la tercera más numerosa del mundo.

### Espacios naturales

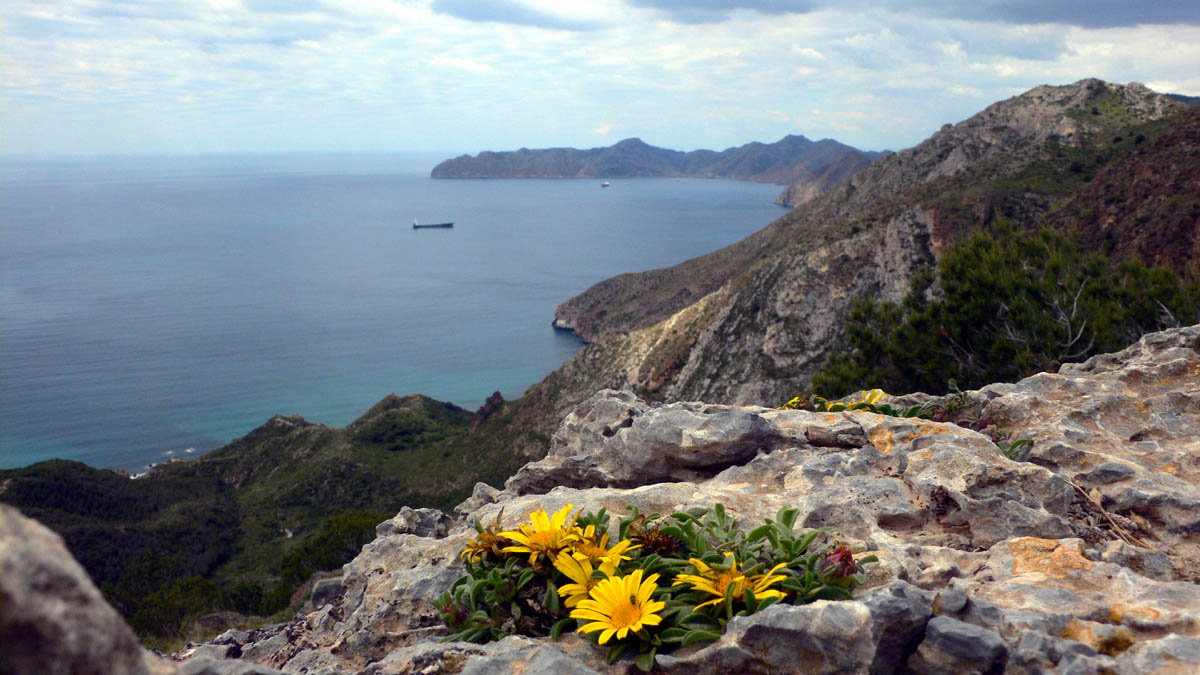
Cabo Tiñoso desde el collado Roldán, Cartagena

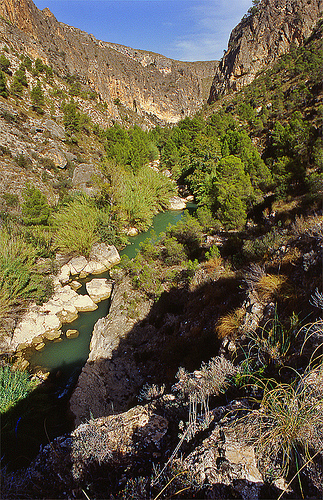
Cañón de Almadenes

Expertos han señalado la importancia de la biodiversidad de la Región de Murcia, motivada por sus especiales condiciones geográficas y climatológicas en un territorio relativamente pequeño. La cubierta vegetal existente está cifrada entre 50 y 70 especies por km², además de poseer una alta densidad de endemismos locales, incluidos ibero-africanismos, algo que motivó a que la Red Natura 2000 declarase protegidas 72 áreas murcianas de alto valor ecológico, de un total de 276 existentes en España.
La costa mediterránea y el Mar Menor centran gran parte de los espacios protegidos, el objetivo es preservar los valores naturales de una de las costas mediterráneas menos afectadas por la colmatación urbanística en España, aunque también se hallan importantes espacios protegidos en el interior. La presión urbana o la explotación agrícola intensiva son los principales peligros que se ciernen sobre el medio ambiente murciano. Estas prácticas constituyen todo un riesgo teniendo en cuenta que estamos ante una región de grandes contrastes que la dotan de una riqueza biológica y ambiental considerable.
Espacios naturales en la costa
La principal protección se dedica a las inmediaciones del Mar Menor, la zona costera de la bahía de Mazarrón y los hábitats de sierras litorales.
- El Mar Menor es el humedal RAMSAR número 706
- Parque de las Salinas y Arenales de San Pedro del Pinatar
- Paisaje protegido de Espacios abiertos e islas del Mar Menor
- Paisaje protegido del Cabezo Gordo
- Parque de Calblanque, Monte de las Cenizas y Peña del Águila
- Sierra de la Muela, Cabo Tiñoso y Roldán
- Paisaje protegido de la Sierra de las Moreras
- Parque regional de Cabo Cope y Puntas de Calnegre
- Paisaje protegido de las Cuatro Calas
- Islas e Islotes del Litoral Mediterráneo
- Cabo de Palos e Islas Hormigas

Espacios naturales en el interior

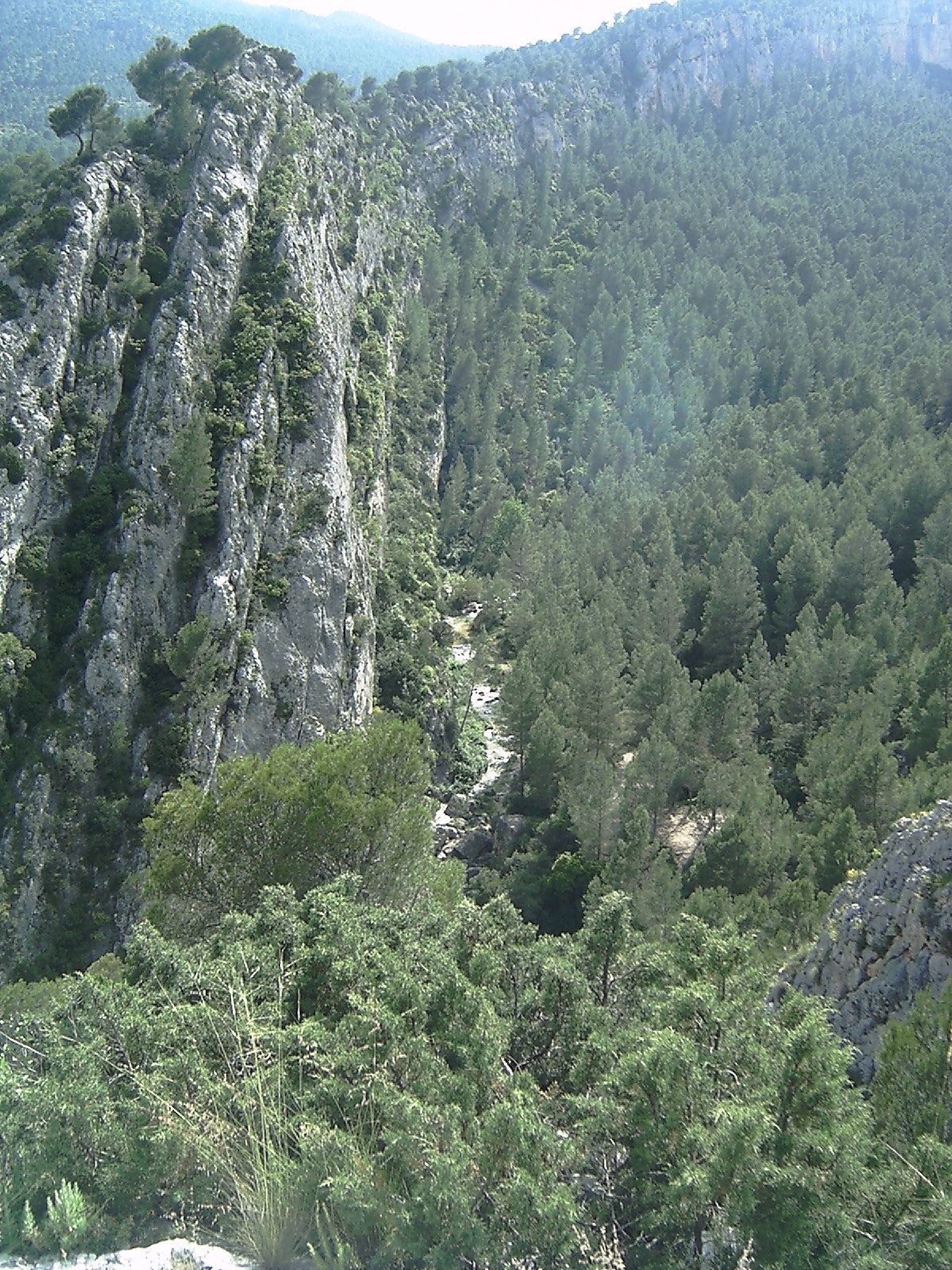
Valle del río Alhárabe en las Sierras de Moratalla, comarca del Noroeste

- Sotos y bosque de la ribera de Cañaverosa
- Cañón de Almadenes
- Saladares de Guadalentín
- Barrancos de Gebas
- Humedal del Ajauque y Rambla Salada
- Sierra Espuña
- Parque regional de Carrascoy y El Valle
- Parque de la Sierra de la Pila
- Sierra de Salinas
- Parque regional de la Sierra del Carche

Además, existen diversas áreas declaradas ZEPA, como las estepas de Yecla; sierra de La Fausilla; sierra de Ricote y La Navela; sierra de Mojantes; sierra de la Almenara, Moreras y Cabo Cope; sierras de Burete, Lavia y Cambrón; Sierra del Molino, Embalse del Quípar y Llanos del Cagitán; sierra de Moratalla; Sierras de Altaona y Escalona; Llano de las Cabras; Sierra del Gigante-Pericay, Lomas del Buitre-Río Luchena y sierra de La Torrecilla.
Así como Lugares de Importancia Comunitaria (LIC): Sierras y Vega Alta del Segura; Ríos Alhárabe y Moratalla, Revolcadores; sierra de Villafuerte; Sierra del Gavilán; Casa Alta-Las Salinas; sierra de la Lavia; Sierra del Gigante; sierra de La Tercia; Cabezo de Roldán; sierra de La Fausilla; sierra de Ricote-La Navela; sierra de Abanilla; Río Chícamo. Minas de La Celia; cueva de Las Yeseras; Lomas del Buitre y Río Luchena; sierra de la Almenara, Moreras y Cabo Cope; sierra del Buey; sierra del Serral; Cuerda de la Serrata; Cabezo de la Jara y Rambla de Nogalte; Cabezos del Pericón; Rambla de la Rogativa; Yesos de Ulea; Río Quípar; sierra de las Victorias; Río Mula y Río Pliego; Sierra de Enmedio; y sierra de La Torrecilla.
Además se han propuesto los siguientes espacios marinos protegidos: Medio Marino y Franja litoral sumergida de la Región de Murcia.

## Historia
Prehistoria
Los restos humanos más antiguos encontrados en el territorio actual de la Región de Murcia se localizan en el Estrecho de la Encarnación (Caravaca), en la conocida como Cueva Negra, en donde los expertos tuvieron la certeza de estar ante una de las estaciones más antiguas de Europa con una edad cercana al millón de años (Paleolítico Inferior), con restos fósiles de tipo pre-neandertal (Homo Heidelbergensis).

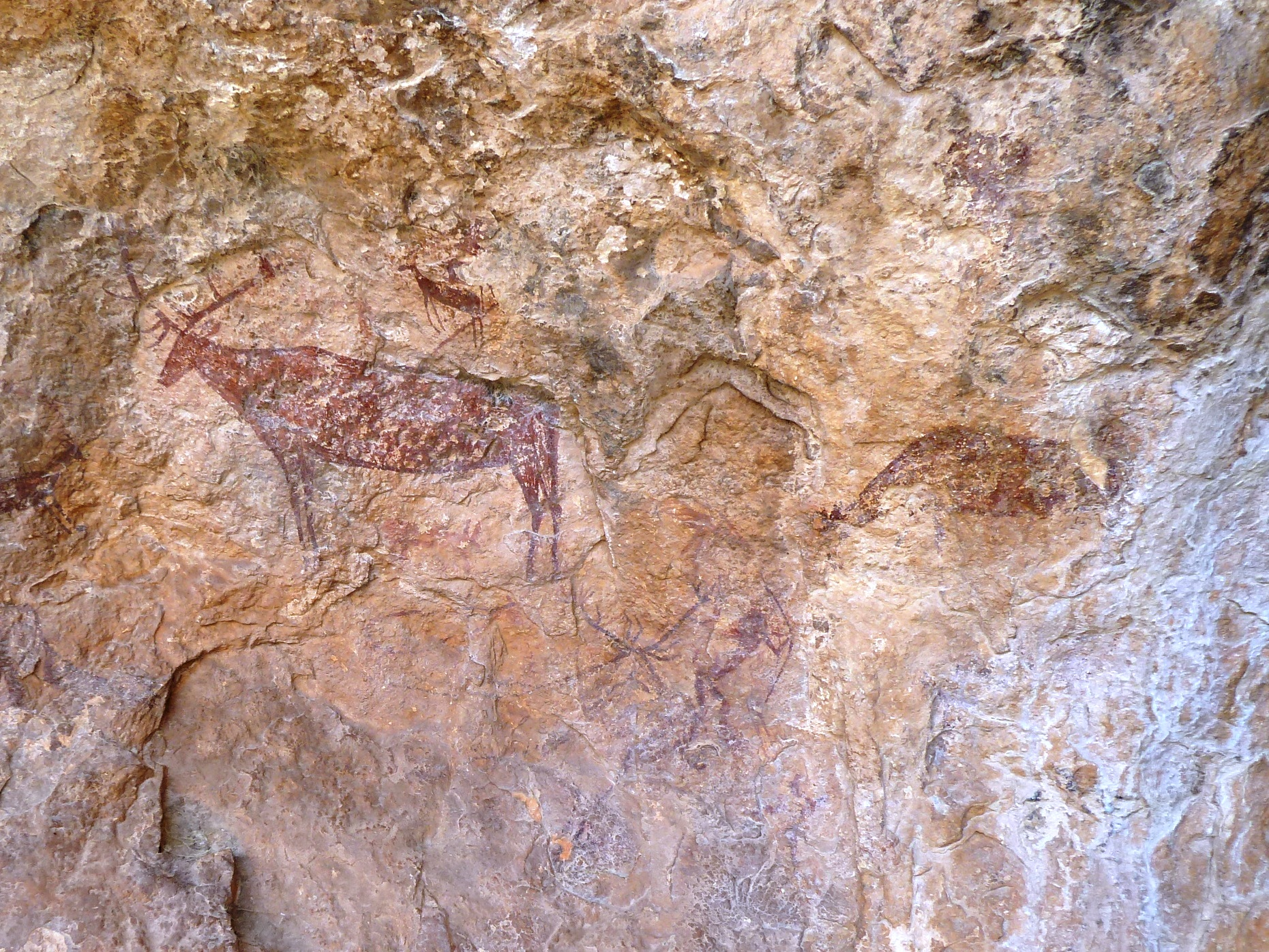
Arte Rupestre mediterráneo en Cañaica del Calar, Moratalla, declarado Patrimonio de la Humanidad

También muy destacable es el yacimiento de Cueva Victoria del Cabezo de San Ginés de Cartagena, donde se encontraron fósiles de abundante fauna, aunque sus restos más significativos son pequeños fósiles que el profesor Josep Gibert i Clols identificó como restos humanos y que dató en 1 200 000 años, contemporáneos a los del hombre de Orce del yacimiento paleontológico de Venta Micena (Granada).
Sin embargo, los restos humanos de mayor trascendencia en la región provienen del Musteriense o Paleolítico Medio, donde predominaba el hombre de Neandertal, con yacimientos de la talla de la Sima de las Palomas del Cabezo Gordo (en Torre Pacheco); con unos materiales que van desde el 150 000 al 35 000 a. C.
Entrando ya en el Neolítico, como parte integrante del área mediterránea se desarrolló en la zona el arte esquemático o Arte Rupestre del arco mediterráneo, propio de este periodo, teniendo una gran representación en la Región de Murcia.
Hablar de la Edad del Bronce en el sureste ibérico es hacerlo de la importante cultura argárica. Hasta 220 poblados se han llegado a contabilizar de la misma cultura en la Región de Murcia, fechados entre el 2000 y el 1100 a. C.
Edad Antigua

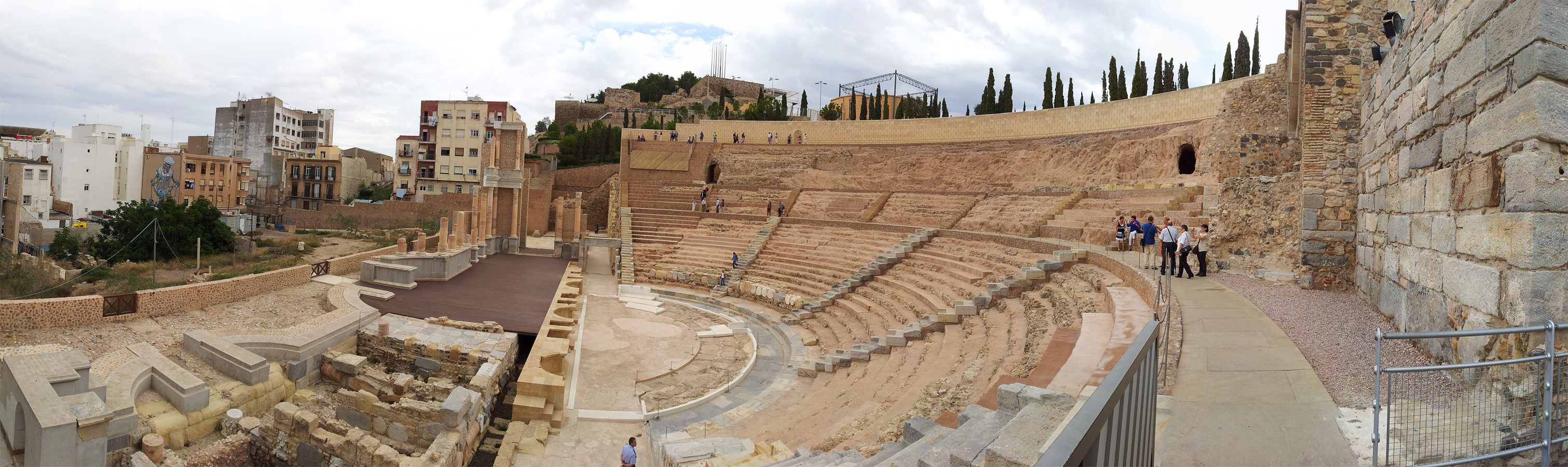
El teatro romano de Cartagena, construido a finales del

A la importante presencia de la cultura íbera en la zona, dominada por los bastetanos al oeste, los mastienos al sur y los contestanos al este, hay que añadir la poderosa influencia fenicia a través de las intensas redes comerciales y de asentamientos costeros como la Punta de los Gavilanes en Mazarrón.

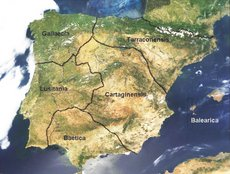
División de Hispania realizada por Diocleciano en el año 298, con la provincia Carthaginense

Los cartagineses desarrollaron posteriormente su más importante área de actuación peninsular en el sureste ibérico. En el 227 a. C. Asdrúbal el Bello fundó un asentamiento comercial en la actual Cartagena, denominándola Qart Hadasht ('ciudad nueva' en fenicio) al igual que su homóloga africana, siendo conquistada en el 209 a. C. por Escipión el Africano en el marco de la segunda guerra púnica, rebautizándola como Carthago Nova para diferenciarla de la Carthago africana.
Bajo el dominio romano el territorio de la actual Región de Murcia formó parte, primero de la provincia de la Hispania Citerior, posteriormente a la provincia Tarraconense, constituyéndose en el Bajo Imperio romano la Provincia Carthaginense. En esta época Carthago Nova fue una de las principales ciudades romanas de Hispania.
Edad Media
A lo largo del siglo V se produjo la invasión de diversos pueblos bárbaros, instalándose los visigodos en el último cuarto del siglo. Sin embargo, en el 552 el sureste hispano cayó en poder de los bizantinos de Justiniano, creando la provincia de Spania, cuya capital fue Carthago Spartaria (Cartagena). Posteriormente los visigodos recuperaron las zonas del interior, desarrollándose bajo su control las ciudades de Orihuela y Begastri.
En el siglo VIII, el dux visigodo Teodomiro pactó con los musulmanes de Abd el Aziz el denominado Pacto de Teodomiro (713), por el que la zona quedaría como región semi-autónoma, pasando a ser denominada como Cora de Tudmir. La Cora de Tudmir tenía su capital en Orihuela, pasando posteriormente a Lorca. A partir del 825 Córdoba decidió hacerse más presente en la cora, por lo que Abderramán II mandó fundar Múrsiyya (la actual ciudad de Murcia) como nueva capital administrativa de la Cora de Tudmir.

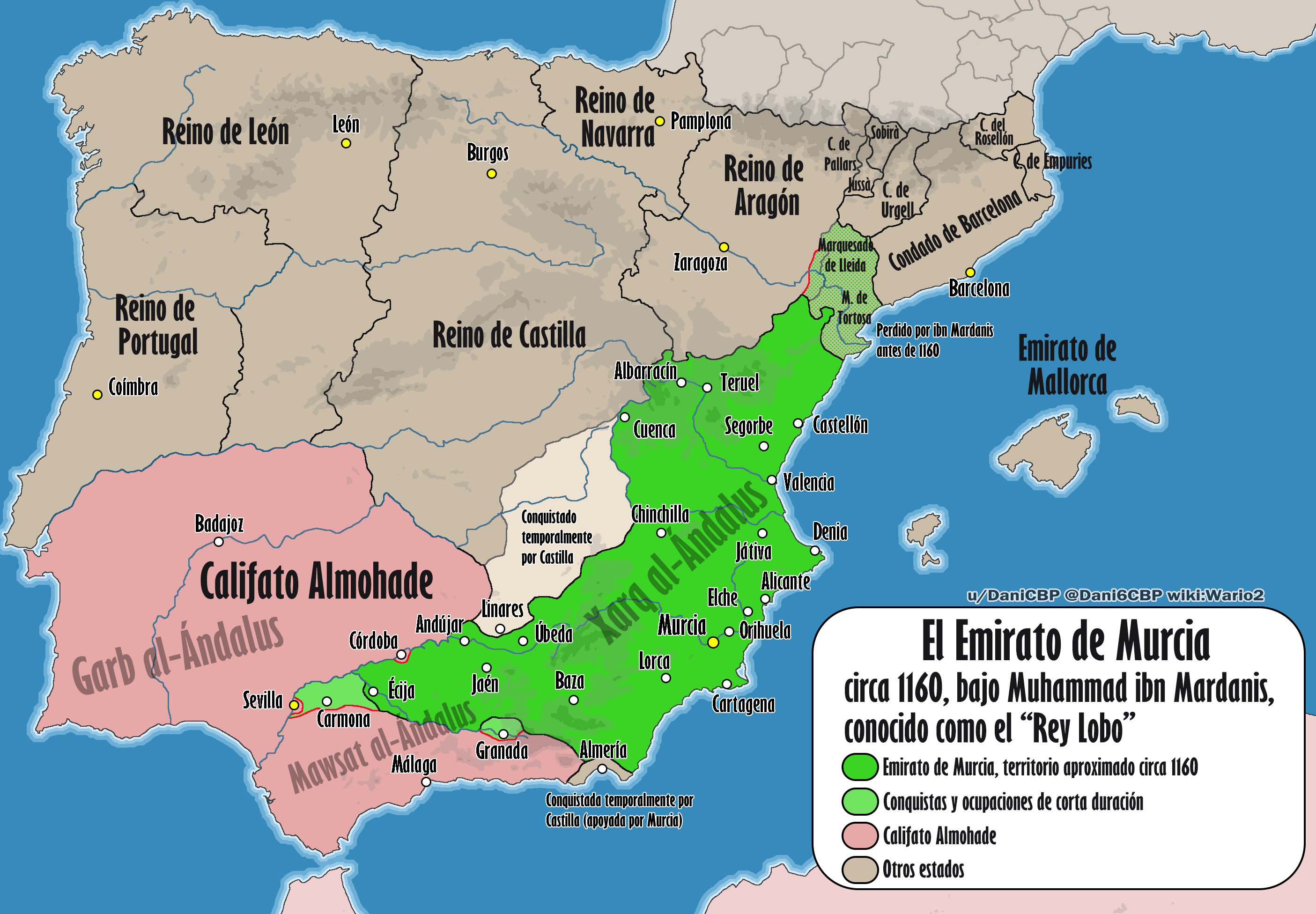
Máxima extensión del segundo reino taifa de Murcia, dirigido por Ibn Mardanis frente al imperio almohade, hacia el 1160

En el siglo XI, durante los primeros reinos de taifas surgió la Taifa de Murcia, uno de los territorios en que se dividió el Califato de Córdoba con la decadencia del Califato Omeya, fundada por Abu Abd al-Rahman Ibn Tahir. Tomada por la taifa sevillana en el 1078, fue el epicentro de los conflictos entre Al-Mutamid e Ibn Ammar. Crisis que favoreció la toma cristiana del castillo de Aledo, uno de los motivos por los que la dinastía almorávide intervino en Al-Ándalus, produciéndose el sitio de Aledo.
En el siglo XII surgió la segunda taifa de Murcia durante la sublevación contra los almorávides que supuso el fin de su imperio peninsular. Ibn Mardanis (el Rey Lobo), en su lucha contra el nuevo dominador africano (los almohades) controló un territorio comprendido desde Jaén hasta Albarracín. Durante su reinado, Murcia se convirtió en una de las principales ciudades de todo al-Ándalus. En el 1172, su reino fue totalmente conquistado por los almohades. Sin embargo, en 1228, aprovechando la debilidad almohade tras la derrota de las Navas de Tolosa, Ibn Hud se sublevó en el Valle de Ricote dando lugar a la tercera taifa de Murcia, poniendo bajo su control todos los territorios que se mantenían bajo dominio musulmán en la Península, excepto Valencia y el Estrecho. Tras su asesinato en 1238, y con un reino en recesión, los sucesores de Ibn Hud plantearon a Fernando III el Santo el vasallaje del reino musulmán de Murcia en 1243.

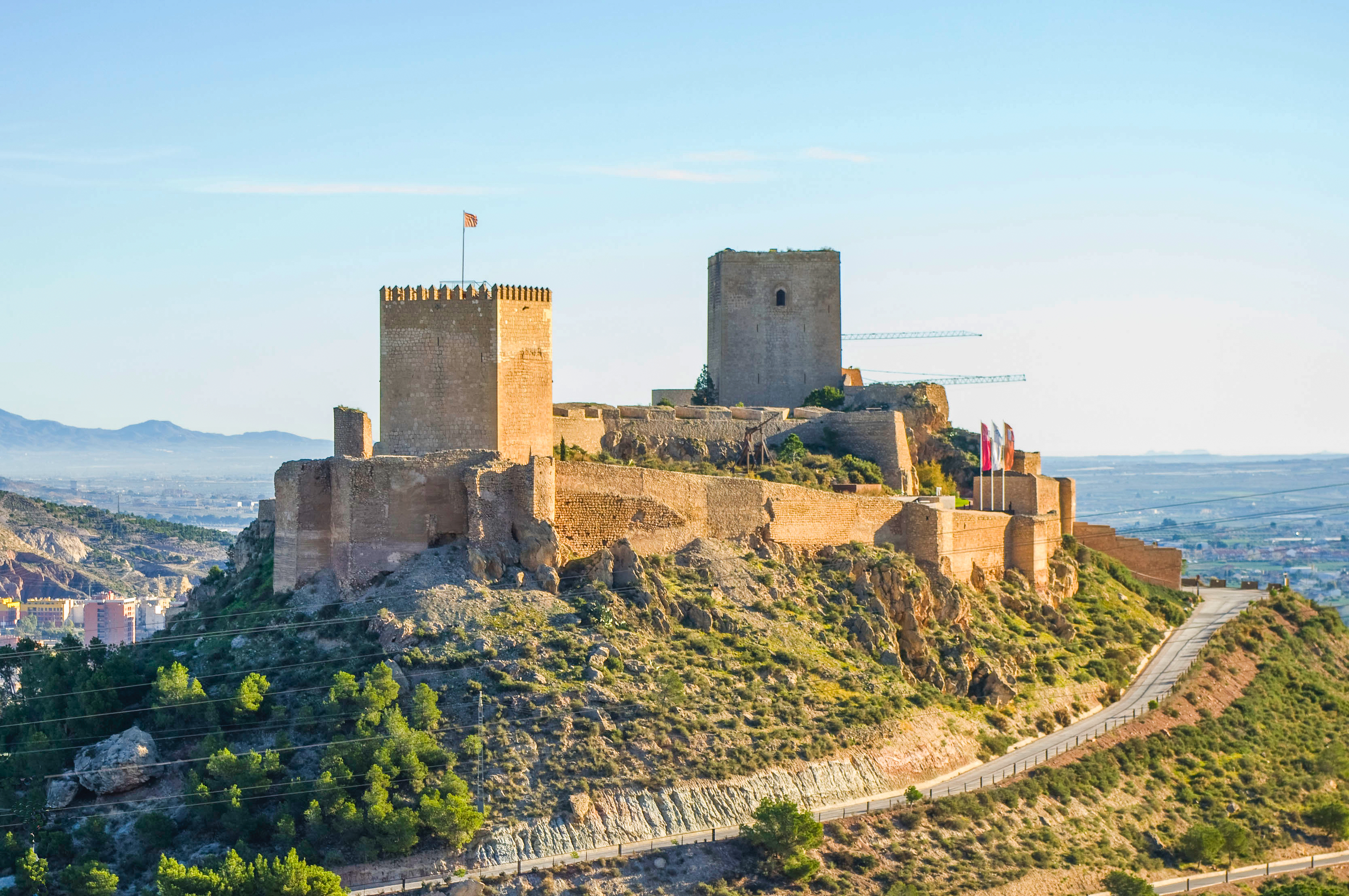
El castillo de Lorca, punto fronterizo frente el reino nazarí de Granada

A través del tratado de Alcaraz, la taifa de Murcia se convertía en un protectorado de Castilla. Sin embargo diversos núcleos de la taifa no acataron el acuerdo por lo que el infante Alfonso (futuro Alfonso X) aplicó el derecho de conquista sobre Mula (1244) y Cartagena (1245). El resto de la taifa permaneció bajo autonomía musulmana. Sin embargo, en 1250 Castilla decidió crear la diócesis de Cartagena, en 1257 realizó el primer repartimiento y en 1258 estableció el adelantamiento mayor del reino de Murcia. Los sucesivos incumplimientos de lo pactado en Alcaraz llevaron a la revuelta mudéjar de 1264. La rebelión fue definitivamente sofocada por las tropas de Jaime I el Conquistador entre 1265 y 1266, dejando un importante contingente de pobladores de la Corona de Aragón a pesar de devolver el reino a la jurisdicción de Castilla en virtud del Tratado de Almizra.

El Reino de Murcia con los territorios de la Corona de Castilla

A partir de 1266, Alfonso X pudo comenzar a construir sin cortapisas el cristiano Reino de Murcia con la creación de concejos, la donación de villas a órdenes militares o nobles, la repartición de tierras, y concediendo a la ciudad de Murcia la representatividad de su reino en las Cortes castellanas.
En 1296, en el contexto del conflicto dinástico por la minoría de edad de Fernando IV de Castilla, Alfonso de la Cerda ofreció el Reino de Murcia a Jaime II de Aragón a cambio de su colaboración. Jaime conquistó el reino entre 1296 y 1300, articulándolo como un territorio más de la Corona de Aragón al otorgarle los fueros de las Constitutiones Regni Murcie de 1301. En 1304, por la Sentencia Arbitral de Torrellas, Don Jaime «el Justo» devolvió a la Corona de Castilla el Reino de Murcia, a excepción del valle del Vinalopó, el Campo de Alicante, y la Vega Baja que pasaron al Reino de Valencia.
Durante el siglo XIV se vivió una profunda crisis económica y poblacional debido a las epidemias, las peligrosas incursiones granadinas, y los conflictos con Aragón como la guerra de los dos Pedros.
Edad Moderna
A finales del siglo XV el Reino de Murcia perdió su carácter fronterizo al producirse la conquista de la zona oriental del Reino nazarí de Granada en 1488, en la que tropas murcianas participaron activamente. El fin de la frontera permitió un importante crecimiento económico y poblacional a lo largo de todo el siglo XVI.

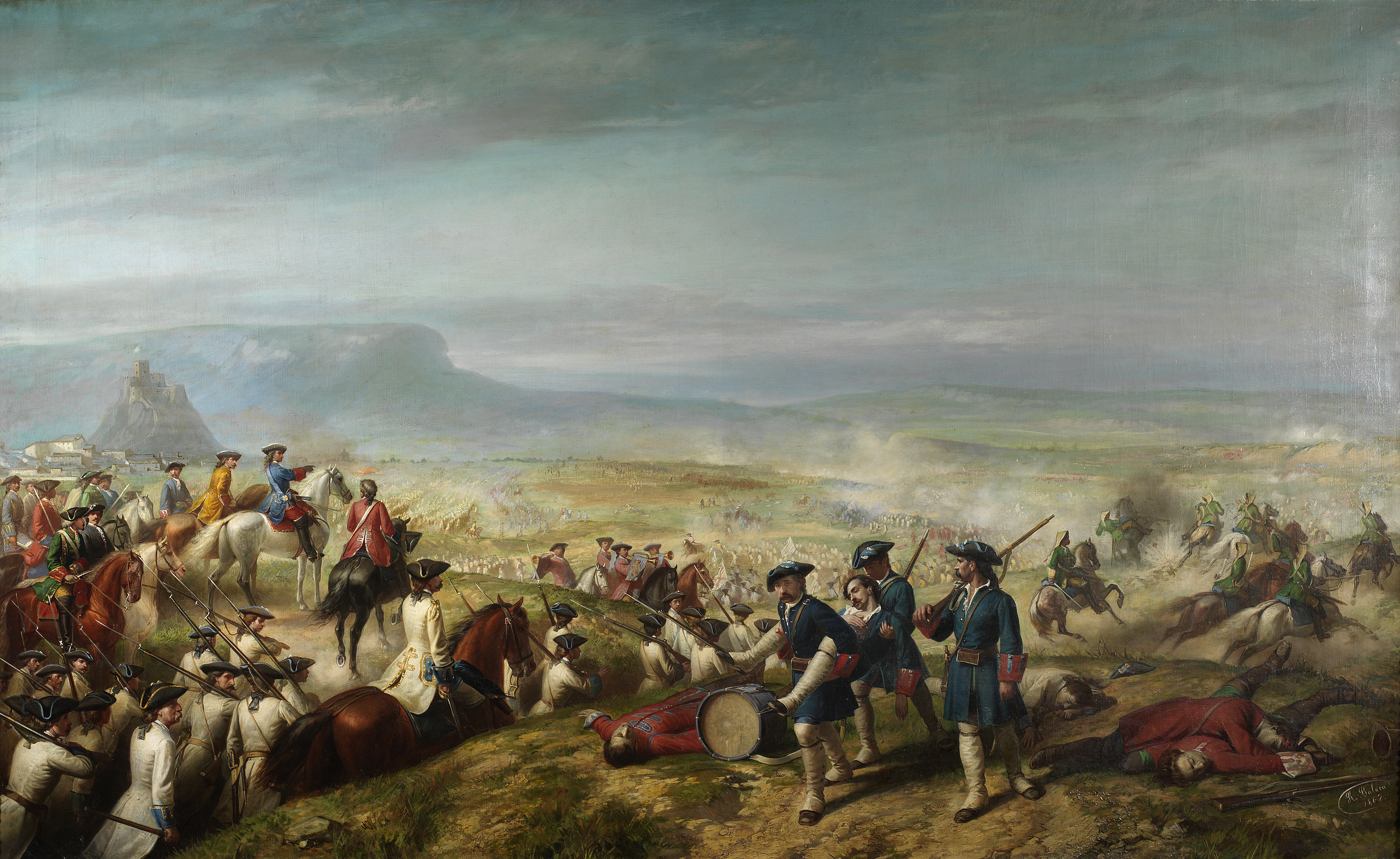
Cuadro de la batalla de Almansa, enfrentamiento bélico encuadrado en la guerra de sucesión española y que tuvo lugar en Almansa, entonces perteneciente al reino de Murcia

La crisis finisecular española del siglo XVI no llegaría al Reino de Murcia hasta bien entrado el siglo XVII, tras la expulsión de los moriscos murcianos en 1613 (los últimos en ser expulsados de España), el hundimiento del importante sector sericícola en 1630, las posteriores epidemias de 1648 y las inundaciones de 1651 y 1653.
El siglo XVIII dio comienzo con la Guerra de Sucesión, en la que el reino de Murcia tuvo un importante papel en la victoria borbónica. No obstante, en su territorio se desarrollaron tres importantes batallas: la batalla del Huerto de las Bombas, el combate del Albujón y la batalla de Almansa; en la que destacó la acción del cardenal Belluga, que fue nombrado virrey de Murcia por Felipe V. Durante esta centuria el reino vivió un auténtico siglo de oro con un importante incremento de la población (la ciudad de Murcia llegó a los 70 000 habitantes y Cartagena quintuplicó su población de inicios de centuria, rebasando los 50 000), se desarrolló la agricultura y la industria de la seda, se vivió un esplendor artístico (con el escultor Francisco Salzillo) y se convirtió a Cartagena en capital del Departamento Marítimo del Mediterráneo, instalándose en ella el Arsenal de la armada.

División territorial de 1833 con la región biprovincial de Murcia

En 1799 se creó la provincia marítima de Cartagena, demarcación que existió hasta 1805.
Edad Contemporánea
Ya en pleno siglo XIX, tras la dura Guerra de Independencia que tuvo desastrosas consecuencias en la región, la reforma liberal de Javier de Burgos hizo desaparecer el Reino de Murcia, dando lugar a la provincia de Murcia y a gran parte de la provincia de Albacete en 1833, creándose la denominada Región Murciana biprovincial, que duraría hasta la Transición.

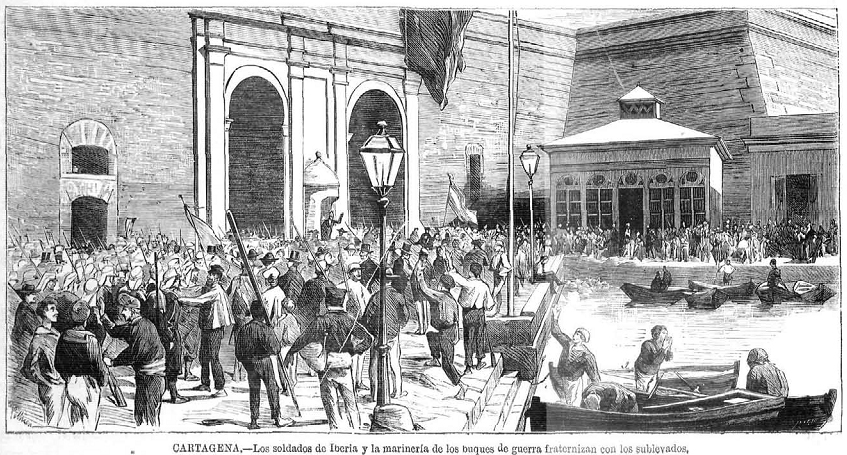
Cantón de Cartagena, 1873, grabado publicado en La Ilustración Española y Americana

A partir de 1840 comenzó a desarrollarse la minería y su industria paralela, principalmente en las sierras costeras, lo que llevó a un importante despegue poblacional en la anteriormente poco poblada costa murciana (con inmigración procedente de Andalucía oriental) y a la aparición de movimientos obreros. A pesar del desarrollo de conflictos como la revolución cantonal durante la I República española (con gran repercusión en la zona), el auge minero continuaría hasta comienzos del siglo XX, cuando empezó su decadencia. En este momento, el interior murciano (que se había mantenido al margen con su preponderancia agrícola -aunque con una producción cada vez más tendente a la exportación) tomó el relevo con el desarrollo de la industria alimentaria, principalmente conserva y pimentón (en las vegas del Segura), el esparto (en Cieza) o la viticultura (en el altiplano), entre otros.
Durante la guerra civil española la Región Murciana se mantuvo fiel a la II República durante la práctica totalidad del conflicto, siendo Cartagena la sede de la marina republicana. Los sucesos bélicos de mayor importancia que tuvieron lugar en territorio murciano fueron la batalla naval de Cabo de Palos en 1938 y la sublevación de Cartagena en 1939. Durante el franquismo, a partir de los años 50-60, tras los duros años de la posguerra y la consecuente autarquía, llegó el milagro económico español (1959-1973) y se produjo una recuperación de la industria alimentaria en las vegas del Segura, un repunte de la actividad minera en La Unión, una importante inversión estatal en el polo industrial de Cartagena y el inicio del turismo (principalmente en La Manga), a pesar de lo cual mucha población emigraría a Cataluña y Europa, procedente sobre todo de las comarcas menos dinámicas, tendencia que se detuvo a partir de los 70, a finales de cuya década llegaría el agua del Trasvase Tajo-Segura. Este importante flujo migratorio se compensó con una tasa de natalidad elevada que generó un crecimiento poblacional siempre positivo.
Tras el advenimiento de la democracia, la provincia de Murcia (sin Albacete) se constituyó en una comunidad autónoma uniprovincial, contando con un notable desarrollo y pasando a ser una de las mayores receptoras de inmigración del país, tras la dura reconversión industrial de comienzos de los años 1990.

## Demografía

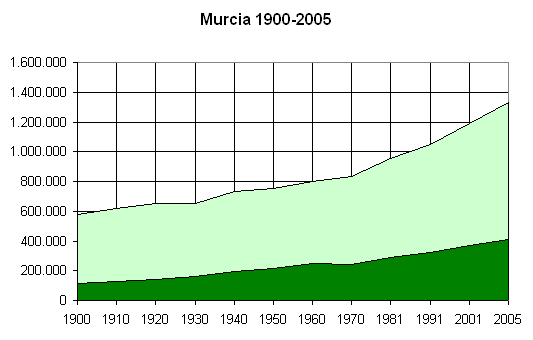
Evolución demográfica por decenios y 2005. En verde claro, la región; en verde oscuro, la capital

La Región de Murcia tenía una población en 2020 de 1 518 486 habitantes, de los cuales casi un tercio (30,3 %) vive en el municipio de Murcia. Esta cifra representaba el 3,18 % de la población española.
La densidad (134,22 hab./km² en 2021) es ampliamente superior a la media del país (93,67 hab./km²). La distribución interna de la población resulta desigual, siendo mayor la concentración poblacional en las comarcas litorales y prelitorales (área urbana de la ciudad de Murcia, Campo de Cartagena-Mar Menor, Alto y Bajo Guadalentín), que en las comarcas más interiores como el noroeste o el Altiplano murciano.
En el periodo 1991-2006, la población murciana creció en un +29,32 %, frente al +13,38 % que había crecido el conjunto nacional.
|            | 1787    | 1857    | 1877    | 1887    | 1900      | 1910      | 1920      | 1930      | 1940    |
| ---------- | ------- | ------- | ------- | ------- | --------- | --------- | --------- | --------- | ------- |
| Población  | 256 977 | 380 969 | 451 611 | 491 436 | 577 987   | 615 105   | 638 639   | 645 449   | 719 701 |
| Porcentaje | 2,50 %  | 2,46 %  | 2,72 %  | 2,80 %  | 3,10 %    | 3,08 %    | 2,99 %    | 2,73 %    | 2,77 %  |
|            | 1950    | 1960    | 1970    | 1981    | 1991      | 2001      | 2011      | 2018      |         |
| Población  | 756 721 | 800 463 | 832 313 | 957 903 | 1 059 612 | 1 190 378 | 1 470 069 | 1 478 509 |         |
| Porcentaje | 2,69 %  | 2,62 %  | 2,45 %  | 2,54 %  | 2,69 %    | 2,90 %    | 3,13 %    | 3,17 %    |         |

Población de hecho según los censos de Floridablanca (para 1787) y los oficiales del INE (a partir de 1857). Fuentes: Estadísticas históricas de la Región de Murcia, INE 
Un 15,69 % de sus habitantes son de nacionalidad extranjera según el censo del INE (2013), siendo la tercera comunidad autónoma con mayor porcentaje tras Baleares y Comunidad Valenciana. Las colonias de inmigrantes más importantes (en 2007) eran la marroquí, la ecuatoriana, la británica, la boliviana y la colombiana.

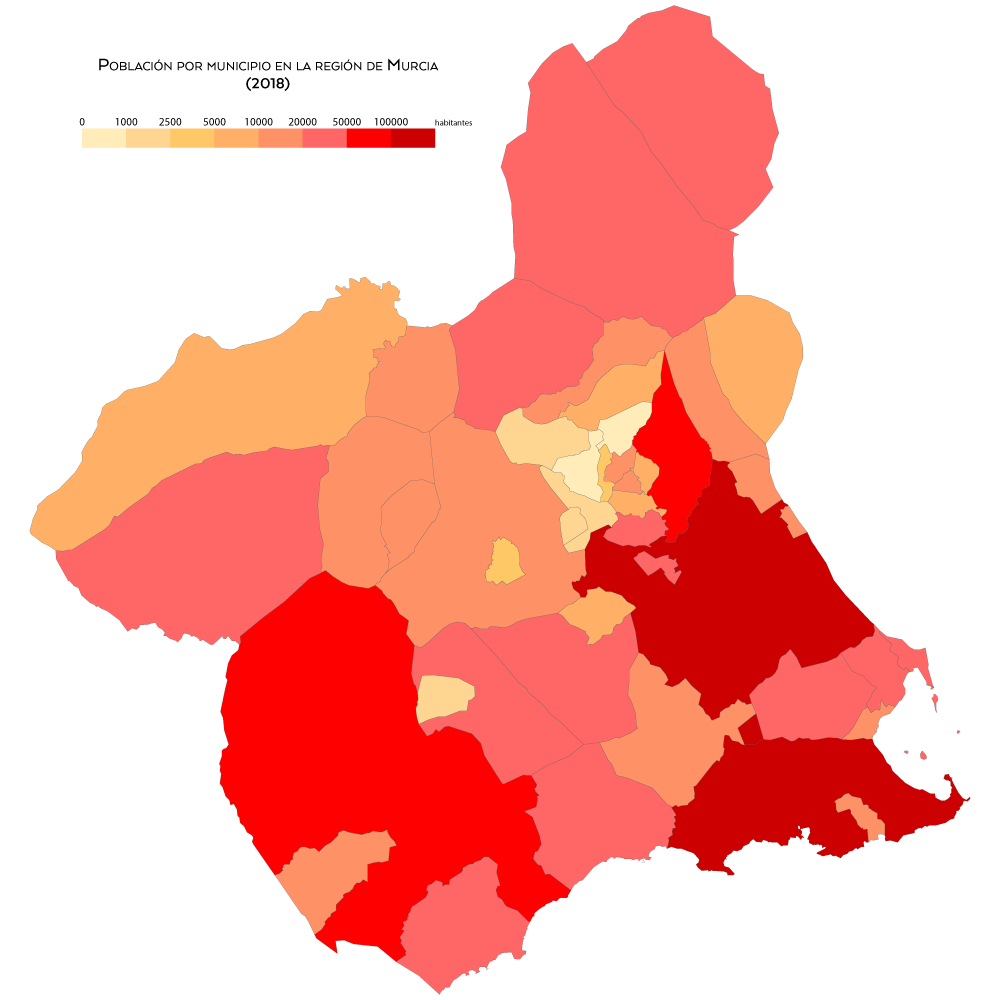
Población de los municipios de la región de Murcia en el año 2018
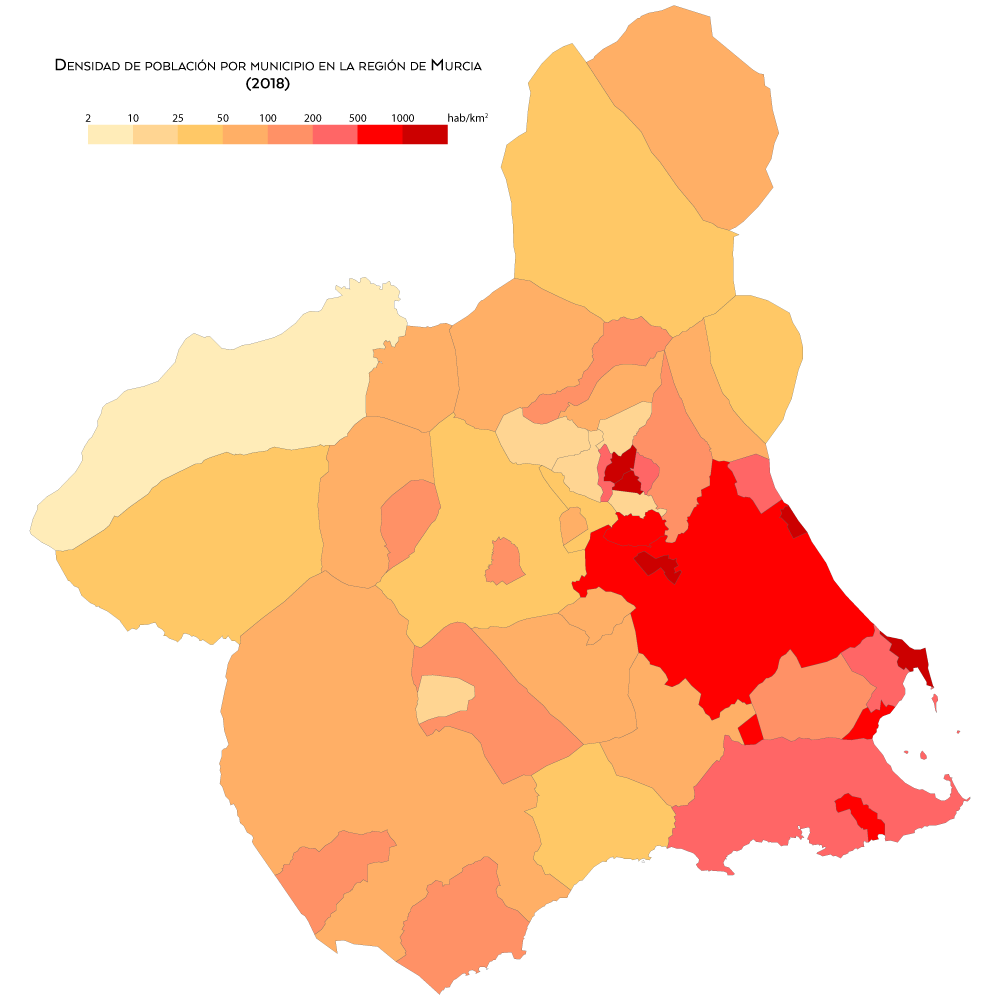
Densidad de población por municipio en la región de Murcia en el año 2018
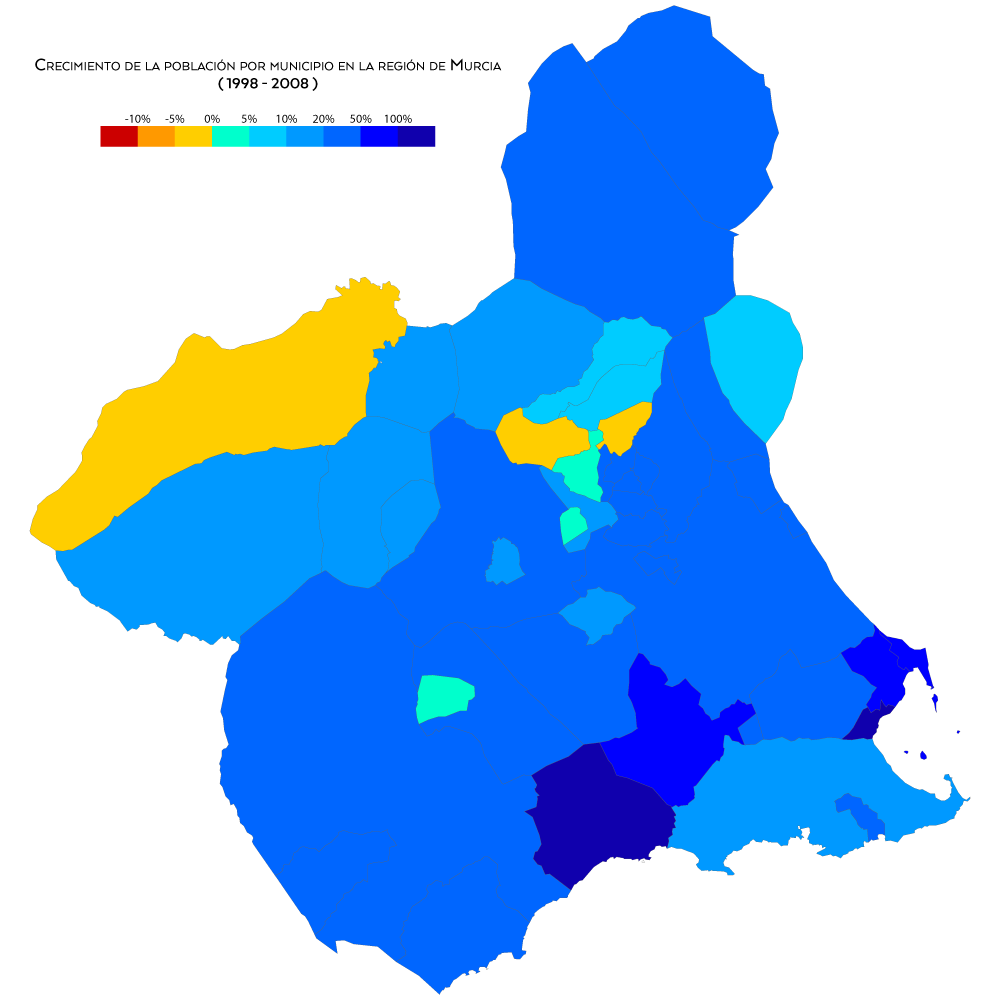
Crecimiento de la población por municipio entre 1998 y 2008
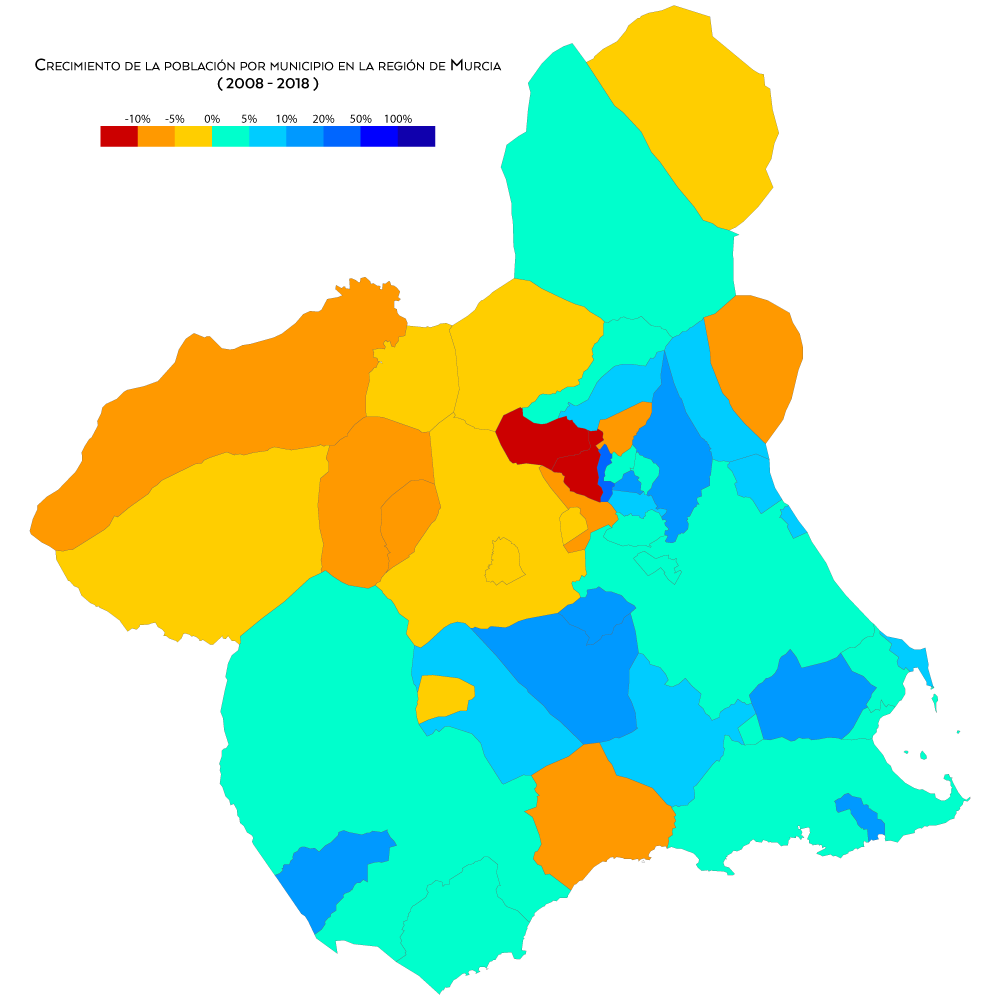
Crecimiento de la población por municipio entre 2008 y 2018

## Economía
La economía de la Región de Murcia cuenta, como la totalidad de las autonomías españolas, con una preponderancia en la ocupación en el sector servicios con respecto al sector industrial y agrario. Aun así este último sigue contando con un gran peso en el tejido productivo murciano.

### Sector primario
La agricultura y la ganadería (y las industrias derivadas asociadas) siguen siendo un motor importante de desarrollo en la Región, más si cabe tras el hundimiento del sector de la construcción y del negocio de la vivienda durante la crisis económica de 2008-2013. El sector primario murciano se caracteriza por su producción intensiva e industrial, dedicado históricamente a la exportación.

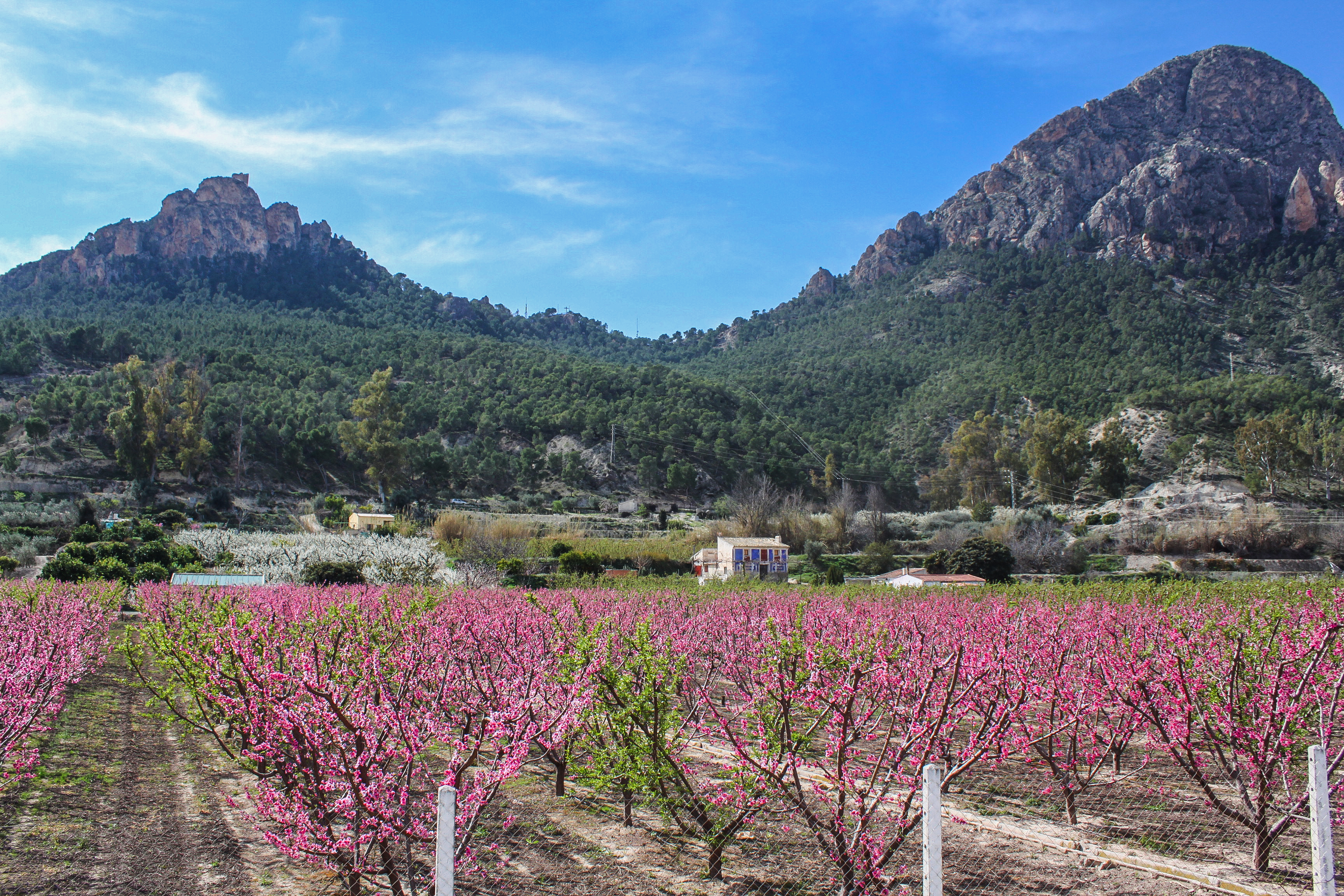
Frutales en flor, Cieza

Desde Calasparra hasta Beniel, a lo largo del eje del río Segura, se extienden la mayor parte de las huertas tradicionales de la Región de Murcia, ampliadas progresivamente fuera del valle fluvial con caudales subterráneos o trasvasados desde el río Tajo, a lo largo del siglo XX. Frutales de hueso, uva de mesa y cítricos son, en la actualidad, los cultivos predominantes desde la entrada de dicho río a la Región, donde se ubica un pequeño pero interesante sector de arrozal.
El sector meridional de la Región muestra tres conjuntos netamente diferentes. Por una parte, amplios sectores de secano, sobre todo emplazados en el interior, dedicados a cereal y almendro de forma básica; la amplia Depresión del Guadalentín donde los regadíos con aguas procedentes del Tajo se dedican a hortalizas, cultivos industriales y frutales, en particular cítricos. Por último, en el litoral, se localizan los amplios sectores regables del Trasvase en el Campo de Cartagena y los más reducidos de las llanuras litorales de Mazarrón y Águilas dedicados a hortalizas y, en menor medida, a frutales y cítricos.

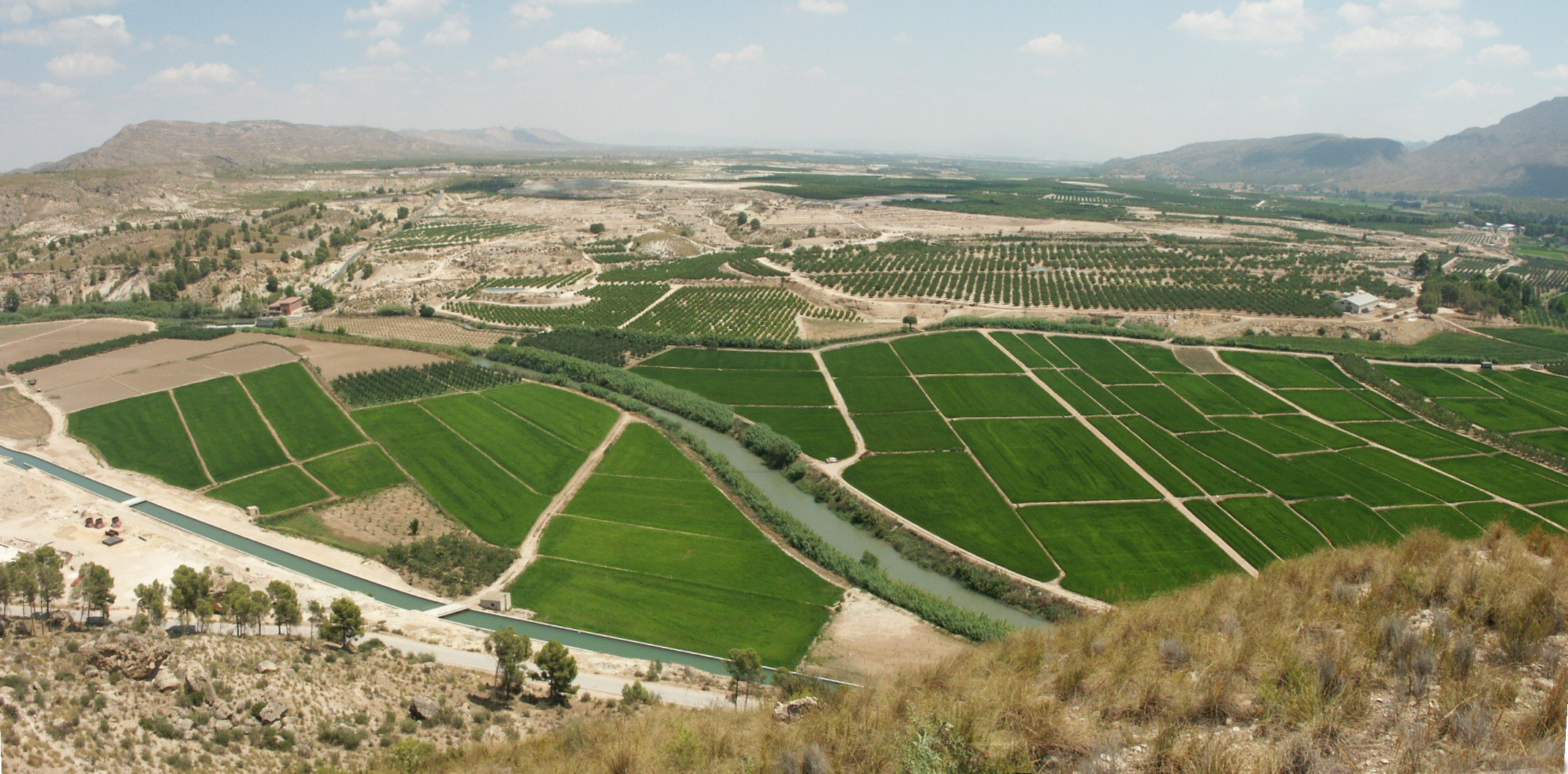
Arrozales de Calasparra atravesados por el río Segura

En líneas muy generales, es posible distinguir en la Región de Murcia una distribución de masas de cultivo que, del interior a la costa, dibujan una franja septentrional por encima de los 400 m de altitud con predominio de cultivos leñosos, sobre todo frutales de hueso y viñedo y una franja meridional por debajo de los 200 m de predominio de cultivos herbáceos, como las hortalizas, y presencia de cítricos. En este contexto existen diversos productos con denominación de origen como la Pera de Jumilla, el arroz de Calasparra o los vinos de Jumilla, Yecla y Bullas.
La mayoría de empresas del sector son locales, como el grupo El Ciruelo, aunque también existen foráneas, como Florette, existiendo también numerosas auxiliares, como Syngenta.
La actividad agrícola murciana estaba en manos del 12,9 % de la población activa regional en 2004, porcentaje este muy superior al del conjunto de España (5,8 %) en la misma fecha, pero inferior al correspondiente a cualquier otro elemento de la estructura sectorial del empleo en la Región.

Exportaciones de Murcia en 2020

Las exportaciones en este sector se han consolidado como uno de los principales motores de la economía de la Región de Murcia y el motor principal de muchas empresas que compensan así la escasa demanda interna debido a la crisis. Las exportaciones murcianas han aumentado un 60 % en 2012 con respecto al año anterior. Sumando por primera vez los 8000 millones de euros en productos exportados, elevándose así hasta casi el 30 % del PIB regional el montante de las ventas al exterior.
Europa representó en 2012 el 75 % del mercado internacional murciano y tras la UE se situó el continente africano, con un 10 %; el continente asiático, con un 8 %, y América, que se colocó en un 7 %. Sin embargo, en estos montantes del sector agroalimentario también participa su industria derivada y el poderoso sector industrial energético.

### Sector secundario

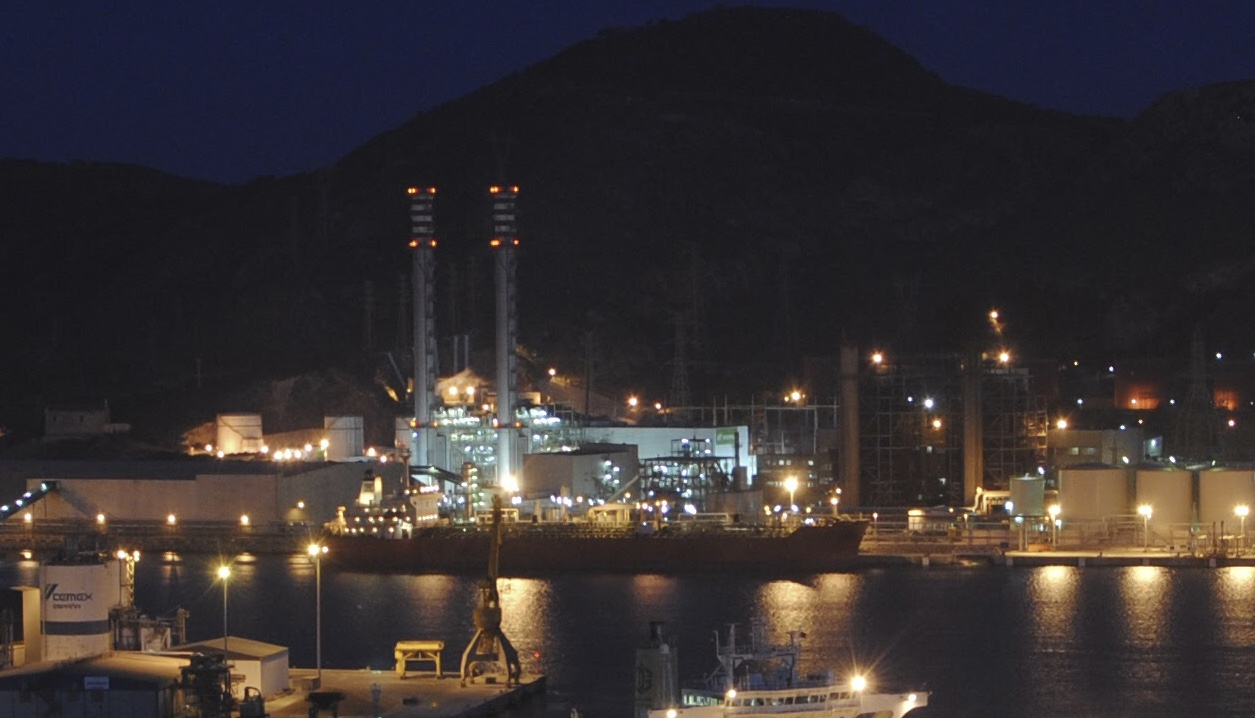
Centrales térmicas de Iberdrola en el puerto de Escombreras, Cartagena

En el sector de la exportación también tiene relevancia la industria, como la energética y petroquímica, concretamente en el polo industrial del valle de Escombreras, en Cartagena; que cuenta con plantas de las compañías Repsol, Enagás, Iberdrola, Engie, Naturgy y Química del Estroncio, siendo objeto la refinería de Repsol (inaugurada en 1950) de la mayor inversión industrial de la historia de España gracias a la ampliación llevada a cabo en 2012. Las empresas del Valle de Escombreras suponen el principal polo industrial de la región, generando en 2019 el 7,1 % del VAB (Valor añadido bruto) y el 39,2 % de todo el sector económico industrial regional. El 14 % del gas que entró en España en 2022 lo hizo por Cartagena; así mismo, el 20 % del gas de todas las plantas regasificadoras de España se produce en Cartagena.
También es de suma importancia la industria alimentaria que cuenta con una fuerte tradición histórica, con importantes firmas locales como las diversas marcas del Grupo Fuertes (tales como ElPozo, Fripozo o Palancares), Don Simón-García Carrión, AMC, Estrella de Levante, Grupo Zamora, Postres Reina, Vidal, Fini, o internacionales como Hero y Pepsico (propietaria de Alvalle). Así mismo, habría que destacar la industria del mueble (principalmente en Yecla), la farmacéutica (Hefame, Bayer, Grifols), la química (con la firma local Francisco Aragón y la saudí Sabic) o la naval (centrada en los astilleros de Navantia en Cartagena).

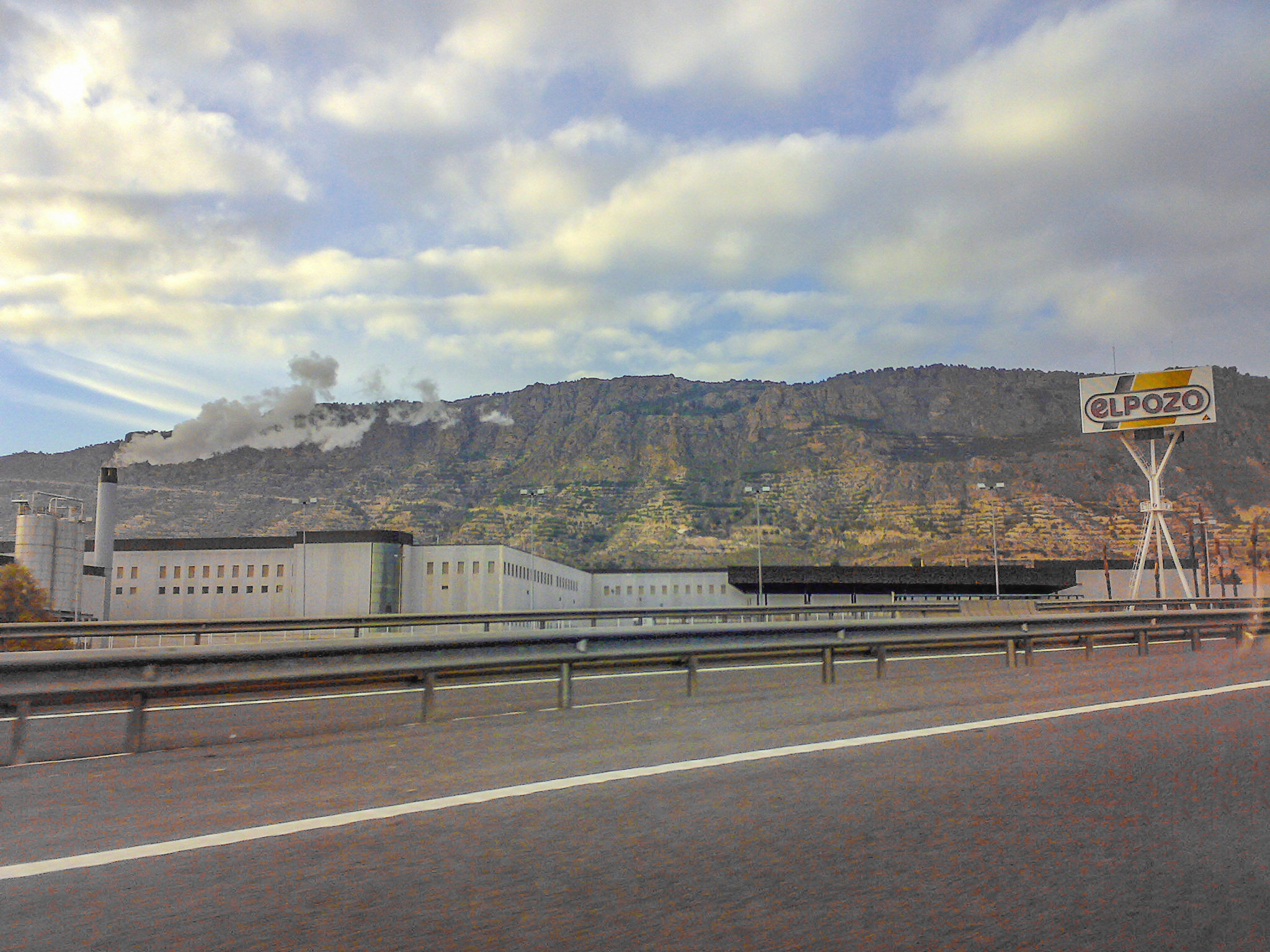
Fábrica de ElPozo en Alhama

El actual tejido industrial murciano es resultado de la concurrencia de diversos factores y su evolución tras la grave crisis de 1992. Por un lado, la evolución seguida por la industria endógena, localizada esencialmente a lo largo de la Vega del Segura, con predominio de industrias vinculadas al aprovisionamiento de materias primas vegetales, de capital e iniciativa autóctona, las conserveras y una serie de empresas inducidas por la presencia de las anteriores orientadas a la producción de bienes de consumo finales o productos ligeros; y por otro, la industria exógena, situada en Cartagena y sus inmediaciones, industrias de localización geográfica libre, cuyo origen se debe a capitales e iniciativa foráneos, y están orientadas esencialmente hacia la elaboración de productos de base o pesados. Se trata de empresas de grandes dimensiones, vinculadas al sector petroquímico, naval y eléctrico, cuyo desarrollo no está basado tanto en la potencialidad de sus recursos como en la importancia de intereses político-económicos para la localización de las grandes empresas.

### Sector terciario

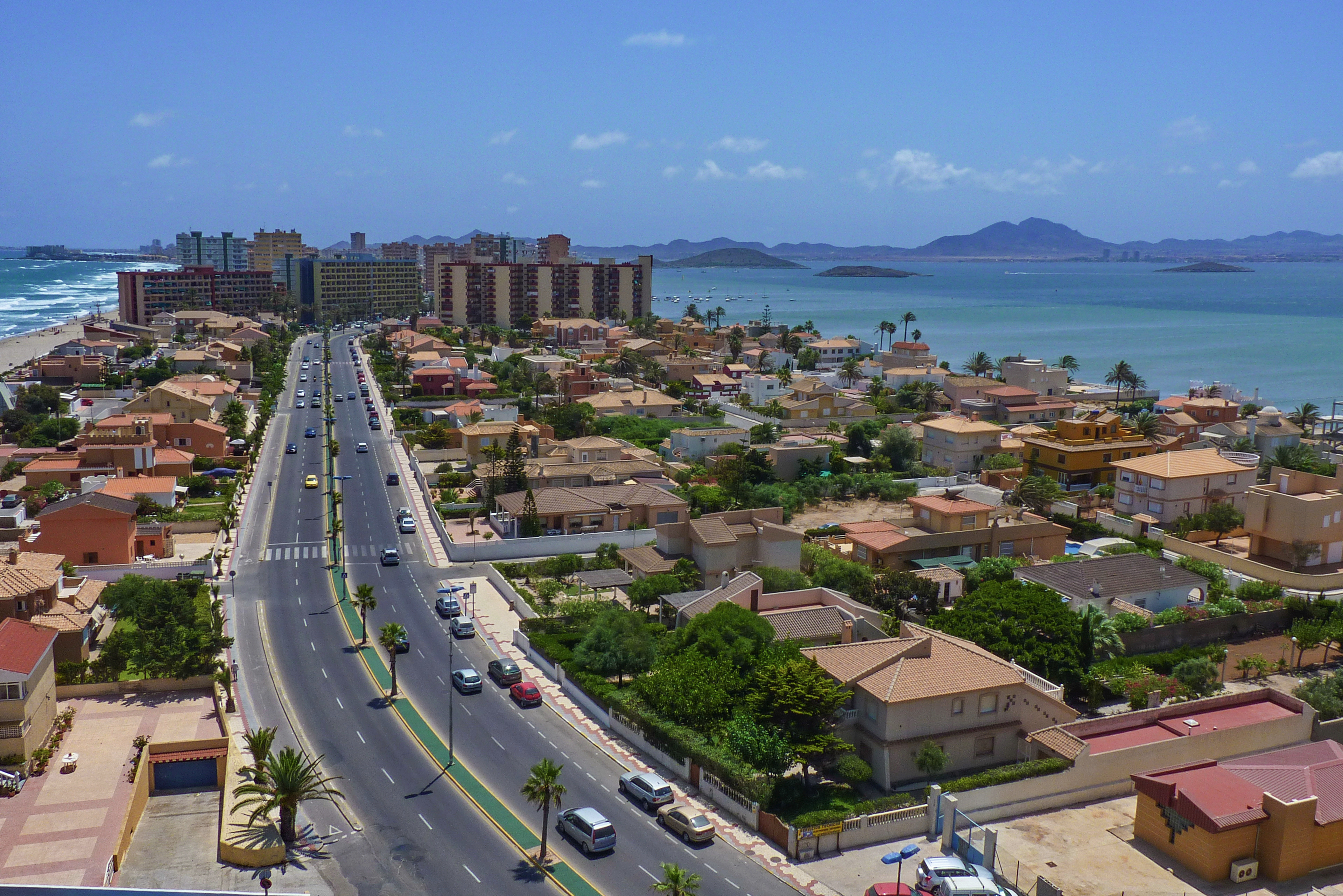
La Manga del Mar Menor

Tras las sequías de los años 1990 y con el estallido del sector inmobiliario, la construcción y el turismo se convirtieron en una de las bases de la economía murciana (ya iniciado en los años 1960 con la construcción de La Manga del Mar Menor) con empresas como Polaris World, siendo un sector fuertemente impulsado por el Gobierno Regional como demuestra el polémico megaproyecto de Marina de Cope, tumbado por los tribunales en 2013, y que se iba a situar en parte del parque regional de Cabo Cope y Puntas de Calnegre. En los últimos años, la crisis económica ha mermado gravemente al sector de la construcción residencial, a su tejido empresarial y al nivel de ocupación en el mismo.

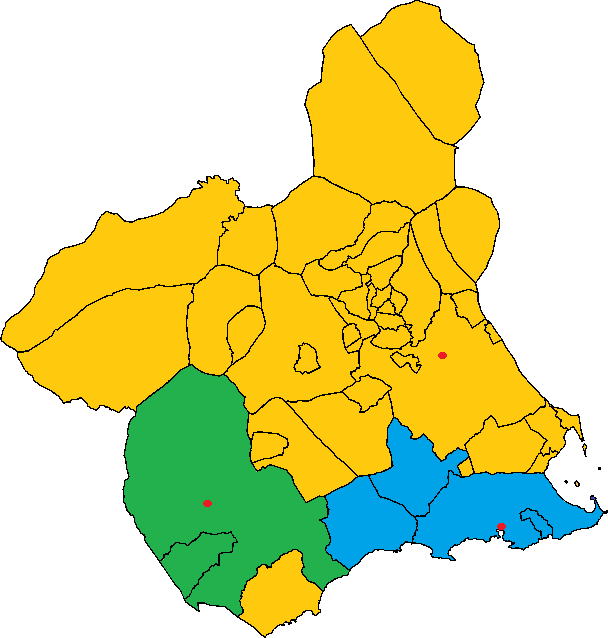
Cámaras de Comercio de la Región de Murcia:
Cartagena.
Lorca.
Murcia.

Actualmente, el sector que más población ocupa es el terciario. El turismo se ha consolidado como uno de los pilares de la economía regional y que genera una gran cantidad de puestos de trabajo. El sector turístico está liderado por el término municipal de Cartagena que aporta el 50 % del PIB regional en este sector, y casi el 30 % de todas las plazas hoteleras de la región. Según el estudio de Exceltur realizado en 2022, "Atlas de la contribución municipal del turismo en España", Cartagena, en el puesto 42, es el único municipio de la región entre los 100 primeros destinos de España por su relevancia turística y contribución social. También destacan otros municipios costeros como San Javier (con el que Cartagena comparte La Manga del Mar Menor), Águilas, Mazarrón, Los Alcázares, o San Pedro del Pinatar. La principal fuente de turismo de la Región de Murcia es el de sol y playa, principalmente residencial, aunque en los últimos años ha aumentado considerablemente el turismo de congresos, destacando el recinto ferial IFEPA de Torre Pacheco, el Auditorio y Centro de Congresos de la Región de Murcia Víctor Villegas (en Murcia) y el Auditorio y Palacio de Congresos El Batel de Cartagena. También han aumentado el turismo de fiestas y festivales. En cuanto al turismo de cruceros, la llegada de cruceristas a Cartagena, que ha crecido un 150 % en diez años, batió su récord de escalas y pasajeros en 2019 con la llegada de 167 buques y 250 000 visitantes, respectivamente Este volumen representa el 63,8 % del movimiento total de pasajeros de cruceros en los puertos del sudeste peninsular (Puertos de Cartagena, Alicante y Almería).
Ciudades como Murcia son auténticos puntos de intercambio y de atracción comercial no solo para el resto de la Región de Murcia, sino también para importantes zonas de las provincias vecinas de Alicante, Albacete y Almería. Cartagena ejerce su influjo sobre la comarca del Campo de Cartagena y parte del litoral sur alicantino, mientras que Lorca lo hace con la población del Alto Guadalentín y el Bajo Guadalentín y también atrae a gentes de la zona del Valle del Almanzora y Los Vélez en la provincia de Almería.
En términos empresariales, la Región de Murcia cuenta con tres cámaras de comercio, nacidas en su momento con el fin de sustituir a las asociaciones gremiales. Actualmente, las cámaras de comercio de la Región de Murcia se configuran como órganos consultivos y de colaboración de las empresas con las Administraciones Públicas, y son: la Cámara de Comercio, Industria y Navegación de Cartagena, nacida en 1886; la Cámara de Comercio e Industria de Lorca, nacida en 1889; y la Cámara de Comercio, Industria y Navegación de Murcia, nacida en 1899.
Turismo
El clima y las playas de la Región de Murcia, la hacen propensa al turismo denominado de sol y playa. La costa murciana, llamada Costa Cálida, tiene una longitud de 170 km, donde se alternan grandes playas de arena blanca con otras más pequeñas y calas con acantilados. Además, cuenta con el Mar Menor, una laguna litoral con múltiples posibilidades turísticas. Como separación entre este lago salado y el Mar Mediterráneo, se alza La Manga del Mar Menor.

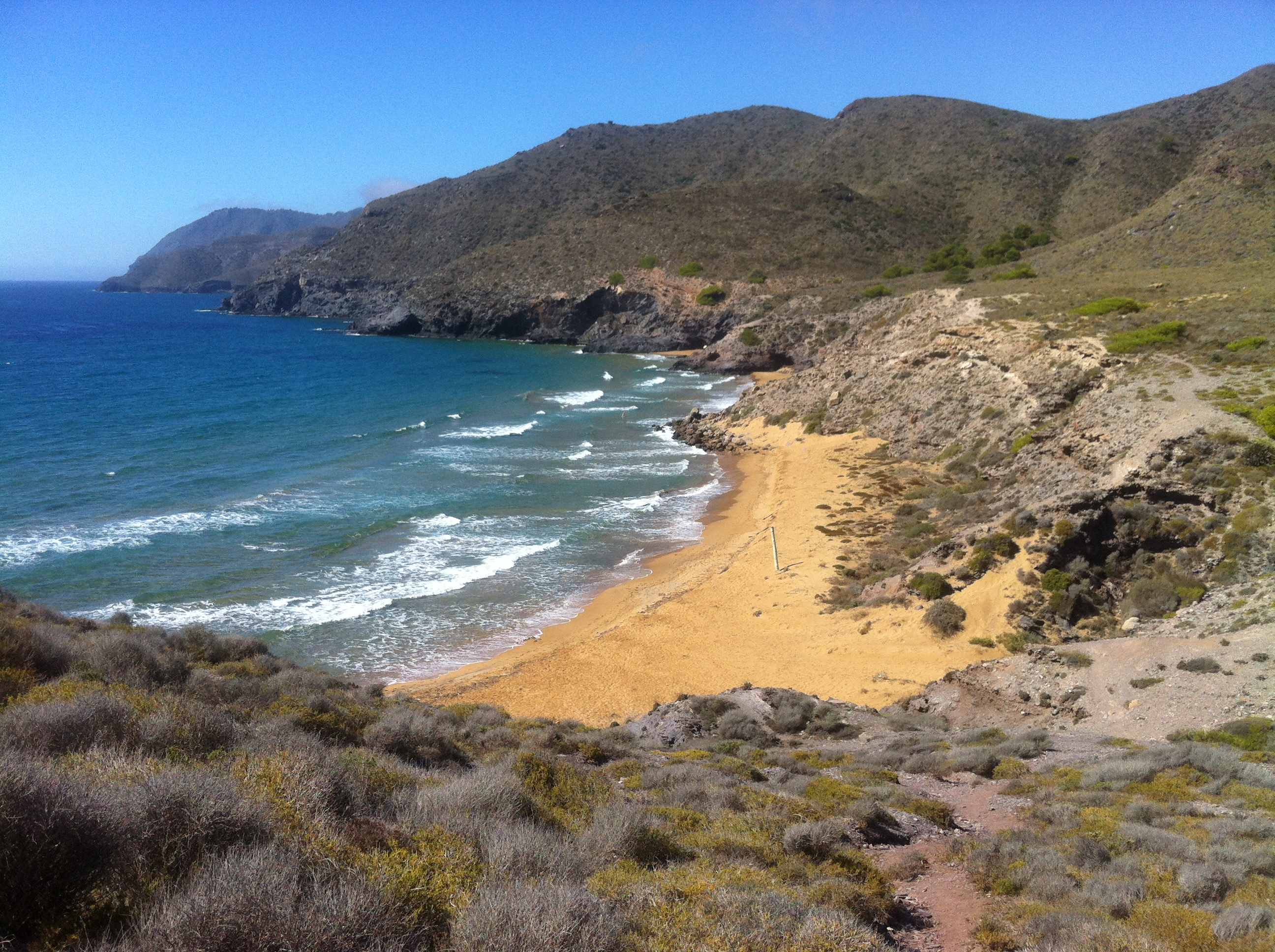
Cala Parreño, en el parque regional de Calblanque

De las 192 playas clasificadas en la Región, 21 están calificadas con bandera azul y otras 19 poseen el sello Q de Calidad Turística otorgado por el Instituto para la Calidad Turística Española (ICTE), organismo dependiente de la Secretaría General de Turismo del Ministerio de Economía, lo que la convierte en la tercera comunidad autónoma con más playas certificadas con este título, siendo Cartagena, con 10, el municipio español con más playas que poseen esta calificación.
Las posibilidades turísticas se complementan con un creciente interés por el turismo cultural y de ciudad, concentrado en los cuatro núcleos históricos principales: Caravaca de la Cruz, Cartagena, Lorca y Murcia. El teatro romano de Cartagena es el monumento y espacio museístico más visitado de la región, llegando en 2019 a los 251 633 visitantes y concentrando más del 40 % de las visitas de todos los museos de ámbito regional.
El paisaje murciano es más variado de lo que pueda parecer, y ofrece una alta gama de actividades deportivas y de aventura como senderismo, espeleología, vuelos térmicos (ala delta, parapente), escalada, cicloturismo, paseos a caballo, descensos fluviales (ráfting, piraguas, kayaks), caza y pesca. La mayoría se concentran en Sierra Espuña, Valle de Ricote, Cieza y Calasparra y el nordeste de la Región. El turismo rural también se encuentra en auge, principalmente en los alrededores de Caravaca de la Cruz, Totana, Moratalla, Cieza, Cehegín, al igual que el turismo enológico, principalmente en Jumilla, pero también en Bullas y Yecla.[cita requerida].

## Infraestructuras y servicios

### Transporte

#### Por aire

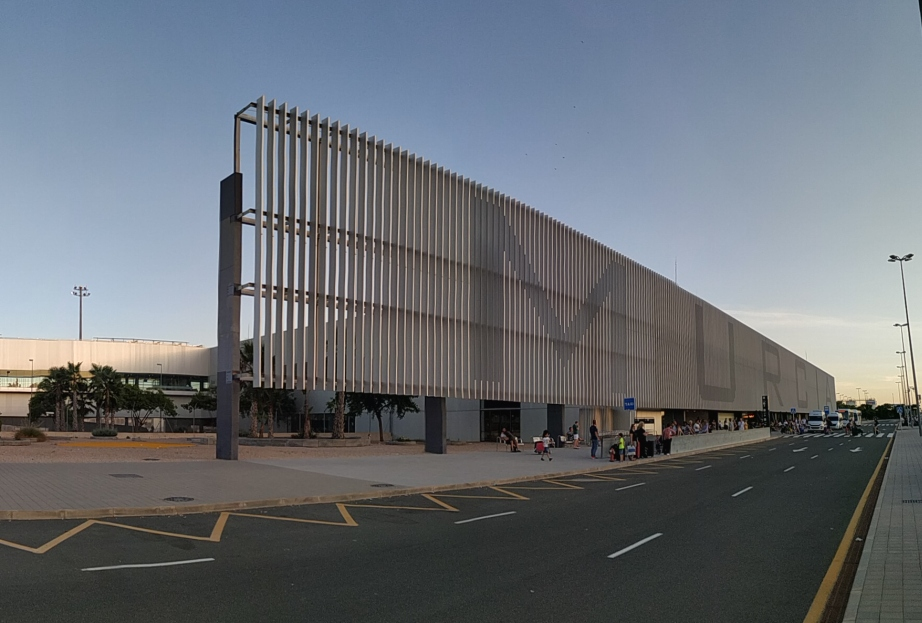
Terminal del Aeropuerto Internacional de la Región de Murcia

El Aeropuerto Internacional de la Región de Murcia (IATA: RMU, OACI: LEMI), también conocido como Aeropuerto de Corvera, está situado entre las pedanías murcianas de Corvera y Valladolises, a 26 km de Murcia y a 28 km de Cartagena. Desde enero de 2019, fecha de su inauguración, es el único existente en la Región de Murcia que opera vuelos civiles tras quedar para uso exclusivamente militar el aeropuerto de Murcia-San Javier, que estuvo operativo durante cincuenta años.
El aeródromo posee varias rutas internacionales con diversos países de Europa, tanto en vuelos regulares (ya sean estacionales o anuales) como de vuelos chárter, contando con siete rutas nacionales.

#### Por mar

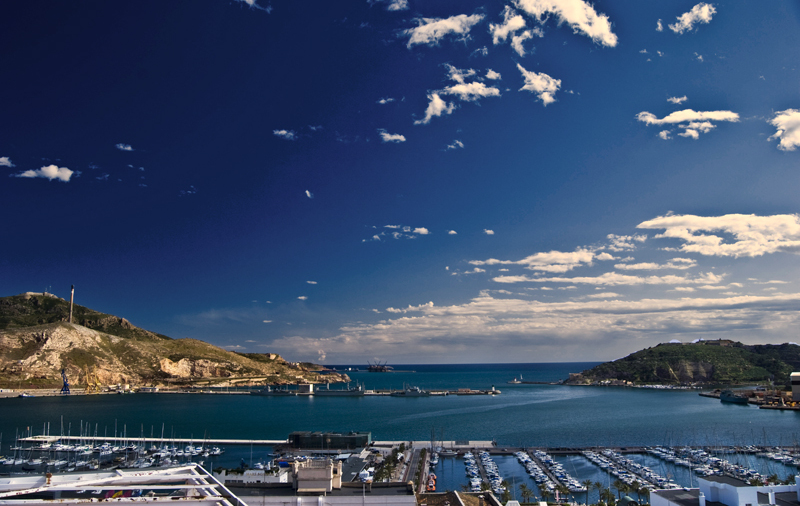
Puerto de Cartagena

El puerto de Cartagena ocupa, en la actualidad, el cuarto puesto a nivel nacional en tráfico de mercancías tras Algeciras, Valencia y Barcelona y por delante de Tarragona, Bilbao o Huelva. El 60 % de la exportación y el 80 % de las importaciones de la Región de Murcia se realizan a través del puerto de Cartagena.
Los puertos de la Región de Murcia se engloban dentro de la provincia marítima de Cartagena, subdividiéndose a su vez en los distritos de Águilas, Mazarrón, Cartagena y San Pedro del Pinatar.
Dentro de cada distrito se encuentran diferentes puertos deportivos y pesqueros, incluyendo también puertos comerciales, siendo el más importante el Puerto de Cartagena, aunque también hay que destacar el Puerto de Águilas o el Puerto de San Pedro del Pinatar.

#### Por carretera

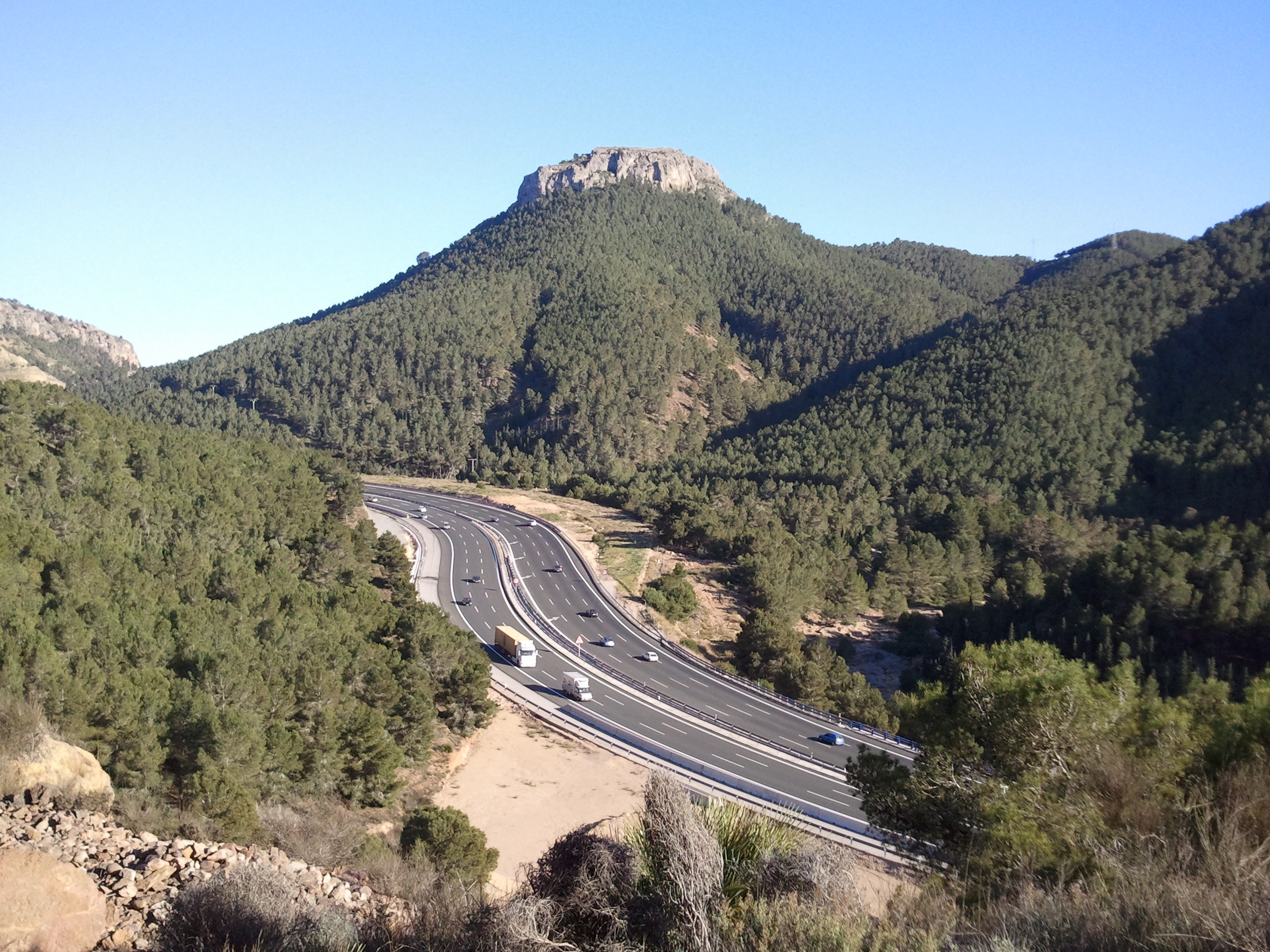
Autovía de Murcia (A-30) a su paso por el puerto de La Cadena

La región dispone de carreteras y autovías propias englobadas dentro de la Red de Carreteras de la Región de Murcia.
En cuanto a aquellas que son competencia del Ministerio de Fomento, los principales ejes de comunicación son la Autovía del Mediterráneo (A-7), que discurre en dirección este-oeste por la depresión prelitoral murciana; la Autopista del Mediterráneo (AP-7), vía de peaje que recorre la costa; la Autovía de Murcia (A-30), que en dirección sur-norte comunica Cartagena con Albacete pasando por la ciudad de Murcia, y la Autovía Cieza-Fuente la Higuera (A-33), que comunica la Región de Murcia con la provincia de Valencia por el interior, atravesando la comarca del Altiplano. También destacan tanto la circunvalación de la ciudad de Murcia, la MU-30, como el enlace suroeste de Murcia, la MU-31. Los accesos este y oeste de Cartagena dependen de la misma manera del Ministerio, la CT-31 y CT-32.
En lo referente a las carreteras nacionales, por el territorio murciano discurren tramos de la N-301, N-332, N-340 y N-344.

#### Ferrocarril

##### De ancho internacional

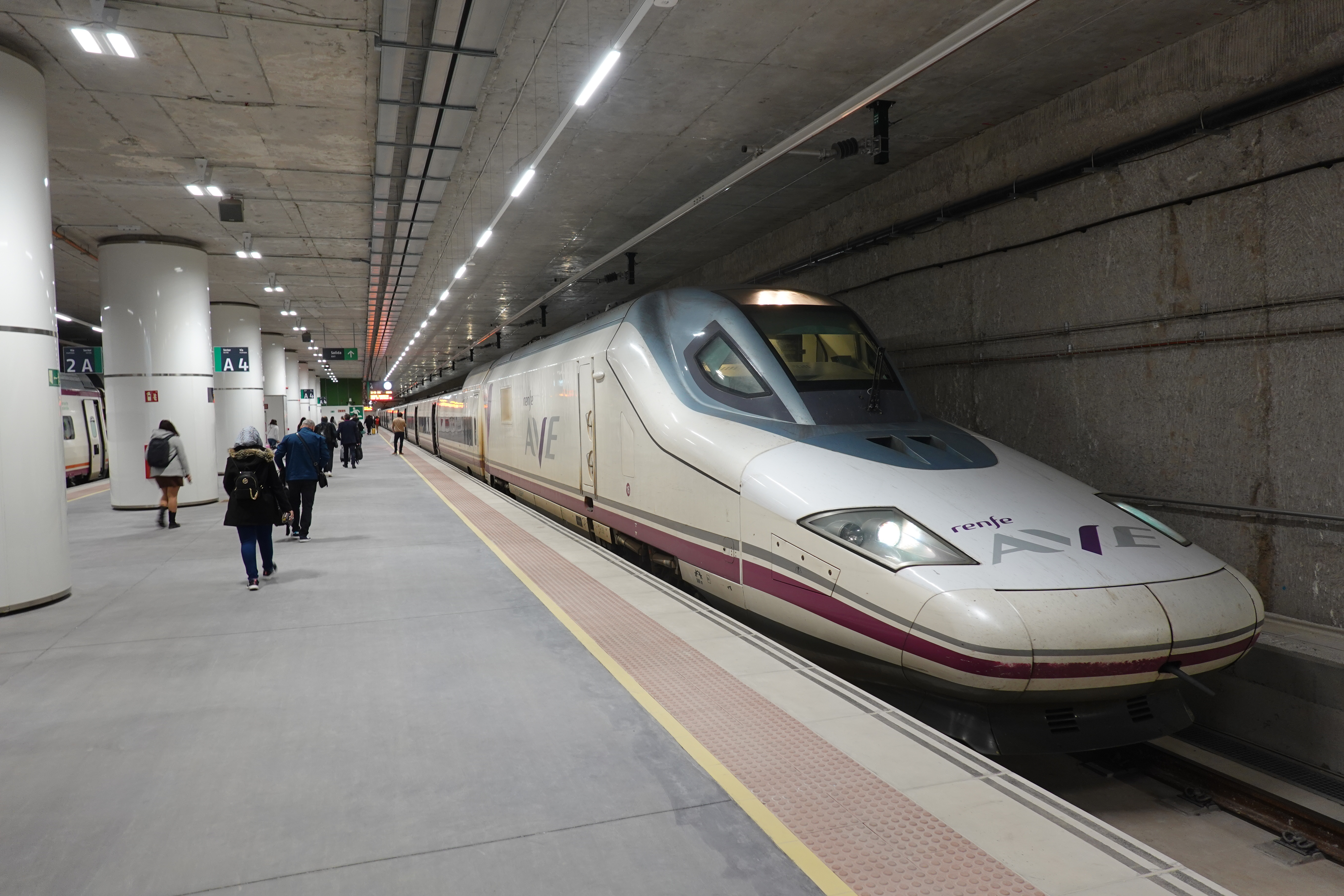
Tren AVE en los andenes soterrados de la estación de Murcia-El Carmen

En diciembre de 2022 quedó inaugurado el tramo Beniel-Murcia de la línea de alta velocidad Madrid-Levante.
Actualmente, presta los siguientes servicios:
- AVE y Avlo: Seis servicios diarios por sentido desde Murcia con Madrid, uno por sentido con Málaga y uno con Valladolid y Burgos
- Avant: Ocho servicios diarios por sentido entre Murcia y Alicante
- Ouigo: Dos servicios diarios por sentido entre Murcia y Madrid

##### De ancho ibérico
La red ferroviaria de la Región de Murcia es amplia pero muy anticuada; basada en vía única sin electrificar en todos sus tramos a excepción de los 10 km de vía doble comprendidos entre la estación de Murcia-Mercancías y el final de la variante Murcia-El Reguerón. Todos los servicios son ofrecidos por Renfe Operadora, mientras que la infraestructura es administrada por Adif.

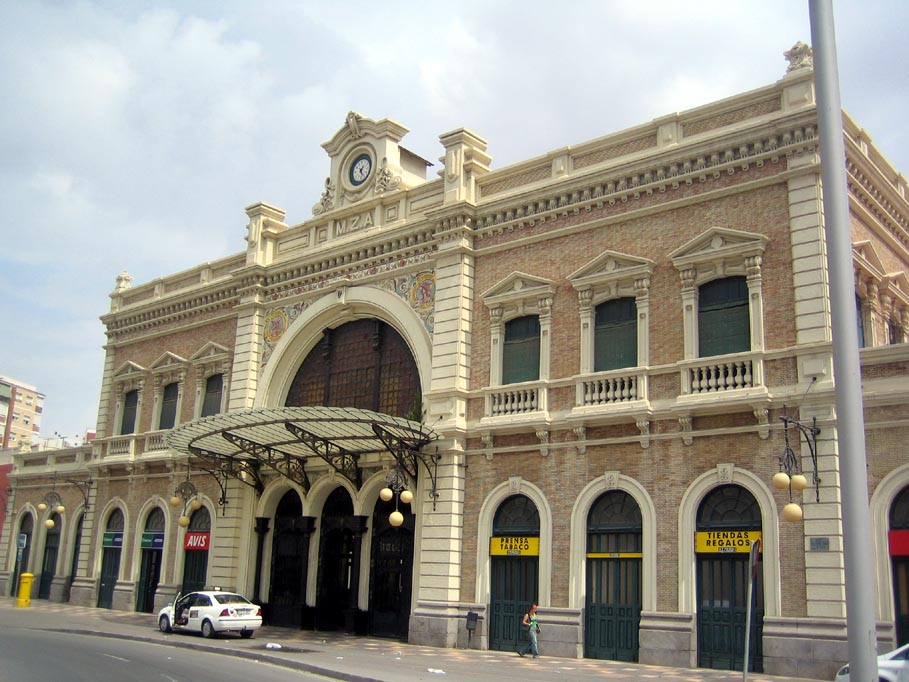
Estación de Cartagena

La Región de Murcia vio disminuir su red ferroviaria cuando entre los años 70 y mediados de los 80 el Ministerio de Fomento decidió cerrar todos aquellos tramos que consideró como no rentables, abandonando cientos de kilómetros y decenas de estaciones; entre ellos el ferrocarril Murcia-Caravaca; quedando sin uso ferroviario la estación término de Murcia-Zaraiche, y el tramo Almendricos-Baza del Ferrocarril del Almanzora, dejando incomunicados al levante español y Andalucía por vía férrea directa.
Actualmente, quedan en servicio las siguientes líneas:
- Línea Chinchilla-Cartagena, de vía única no electrificada, que pasa por las estaciones de Cieza, Archena-Fortuna, Murcia del Carmen, Balsicas-Mar Menor, Torre-Pacheco y Cartagena. Cuenta con un ramal que comunica Cartagena con el Puerto de Escombreras, para transporte de mercancías.
- Línea Murcia-Alicante, de vía única no electrificada, que pasa por la estación de Beniel.
- Línea Murcia-Águilas, de vía única no electrificada, que pasa por las estaciones de Alcantarilla-Los Romanos, Librilla, Alhama de Murcia, Totana, La Hoya, Lorca-San Diego, Lorca-Sutullena, Puerto Lumbreras, Almendricos, Águilas-El Labradorcico y Águilas.

Sobre estos tramos se ofrecen los siguientes servicios:
- Larga Distancia

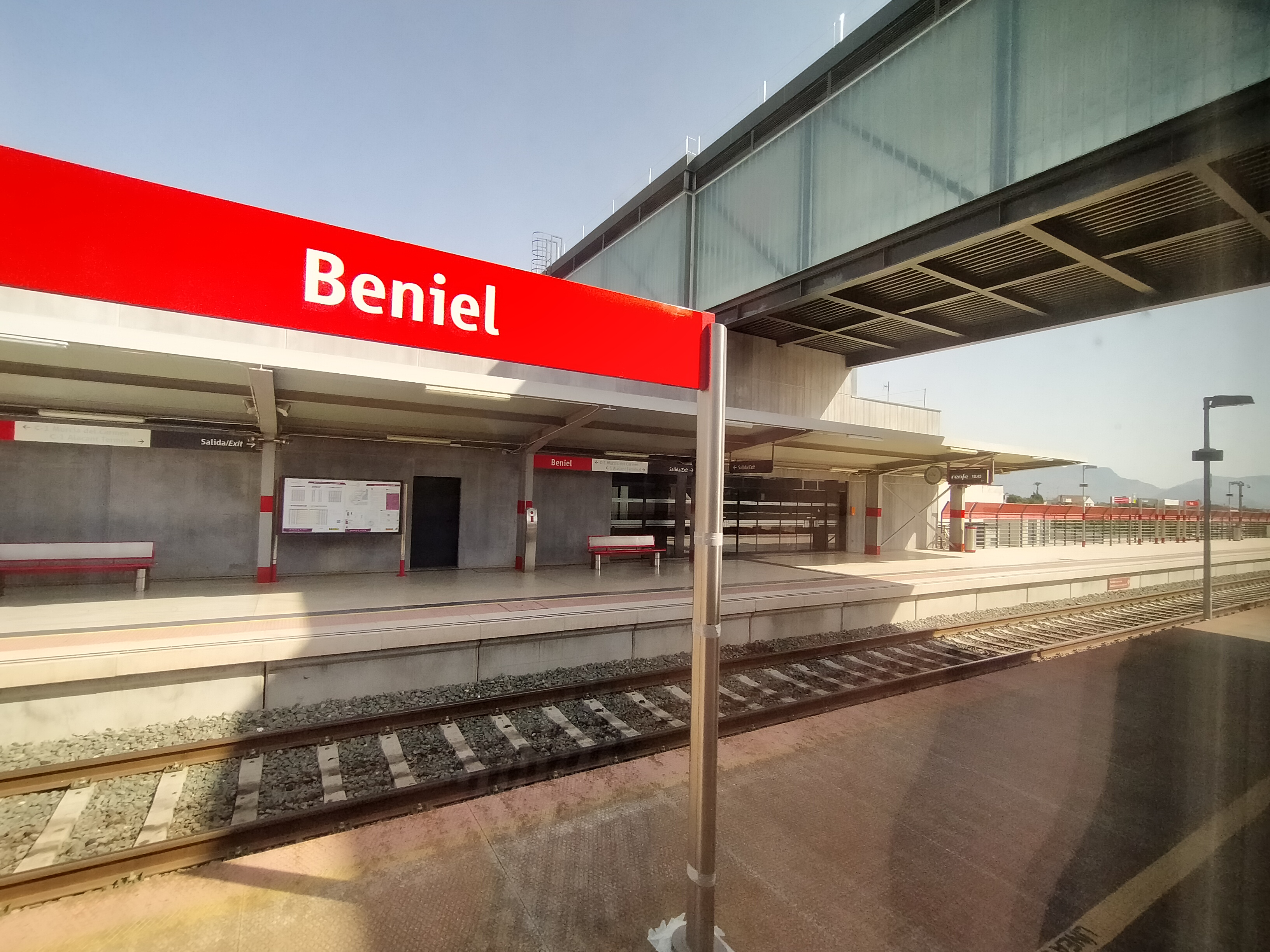
Estación de cercanías de Beniel

  - Alvia: comunican Cartagena y Murcia con Madrid-Puerta de Atocha a través de la red de alta velocidad desde Albacete-Los Llanos con un viaje diario por sentido.
  - Intercity: Dos servicios diarios por sentido con Barcelona y uno semanal por sentido entre Águilas y Madrid
- Media Distancia
  - MD: existen relaciones que comunican Cartagena con Valencia y Zaragoza, pasando ambas por Murcia
  - Proximidad: servicios diarios que comunican Murcia y Cartagena
- Cercanías Murcia/Alicante
  - Línea C-1: Murcia del Carmen-Alicante
  - Línea C-2: Murcia del Carmen-Lorca y Águilas
- Existe un servicio de transporte de mercancías desde el polo industrial del valle de Escombreras y el puerto de Cartagena hacia el interior peninsular

##### De vía estrecha

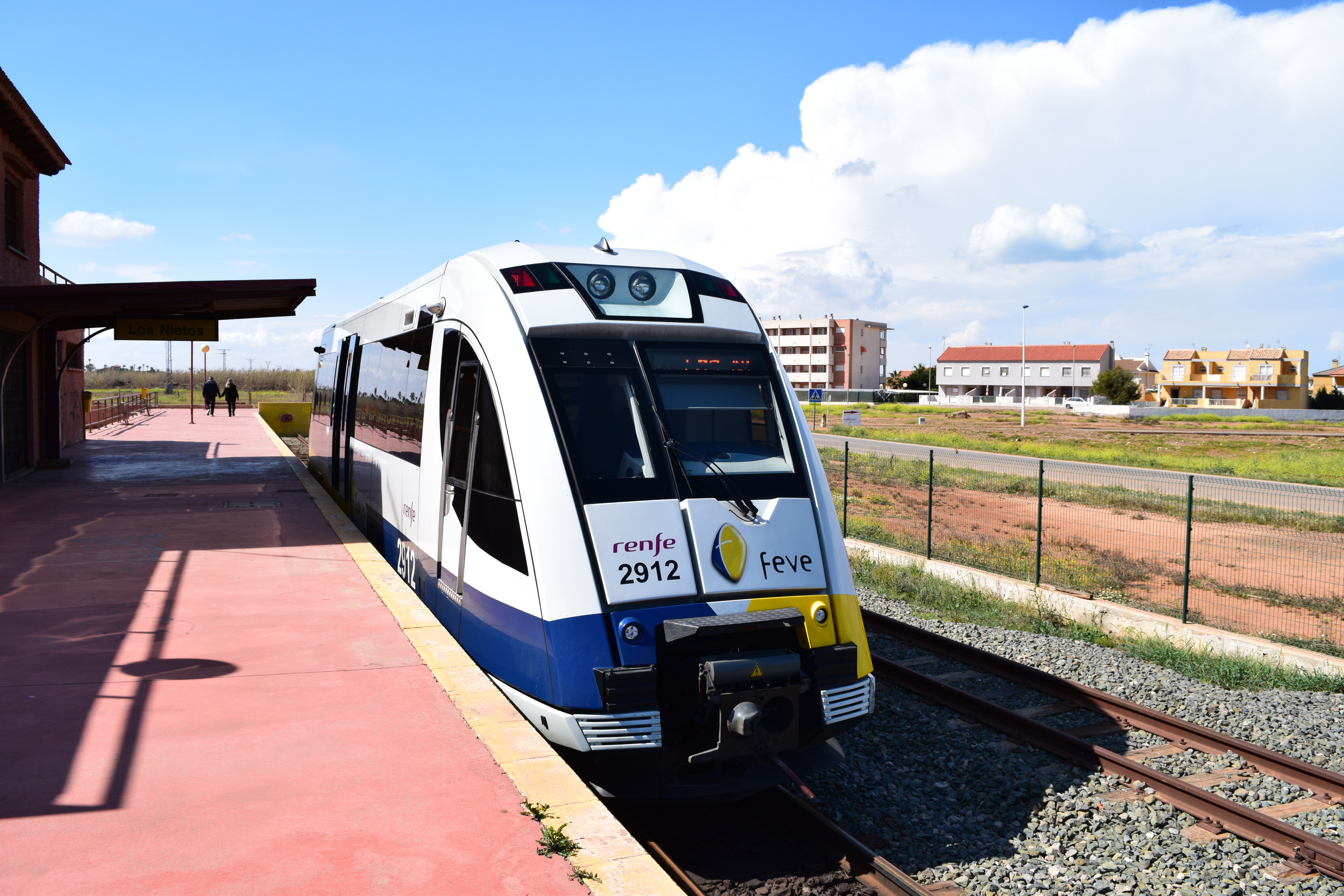
Tren en la estación de Los Nietos

La Región de Murcia cuenta con un servicio de cercanías de ferrocarril de vía estrecha operado por Renfe Cercanías AM. Se trata de la Línea Cartagena-Los Nietos, que conecta la ciudad de Cartagena con la localidad costera de Los Nietos pasando por el municipio de La Unión y por otros núcleos de la Sierra Minera como El Estrecho de San Ginés y Llano del Beal. Sobre ese tramo se ofrece el siguiente servicio:
Cercanías Murcia/Alicante
- Línea C-4: Cartagena-Los Nietos

Sobre esta línea pesan varios proyectos de reforma en la que Renfe Cercanías AM y el Ayuntamiento de Cartagena están estudiando su transformación al modo tranviario, ampliando su cobertura hacia más localidades del Mar Menor, entre ellas La Manga del Mar Menor y Cabo de Palos.

##### Tranvías

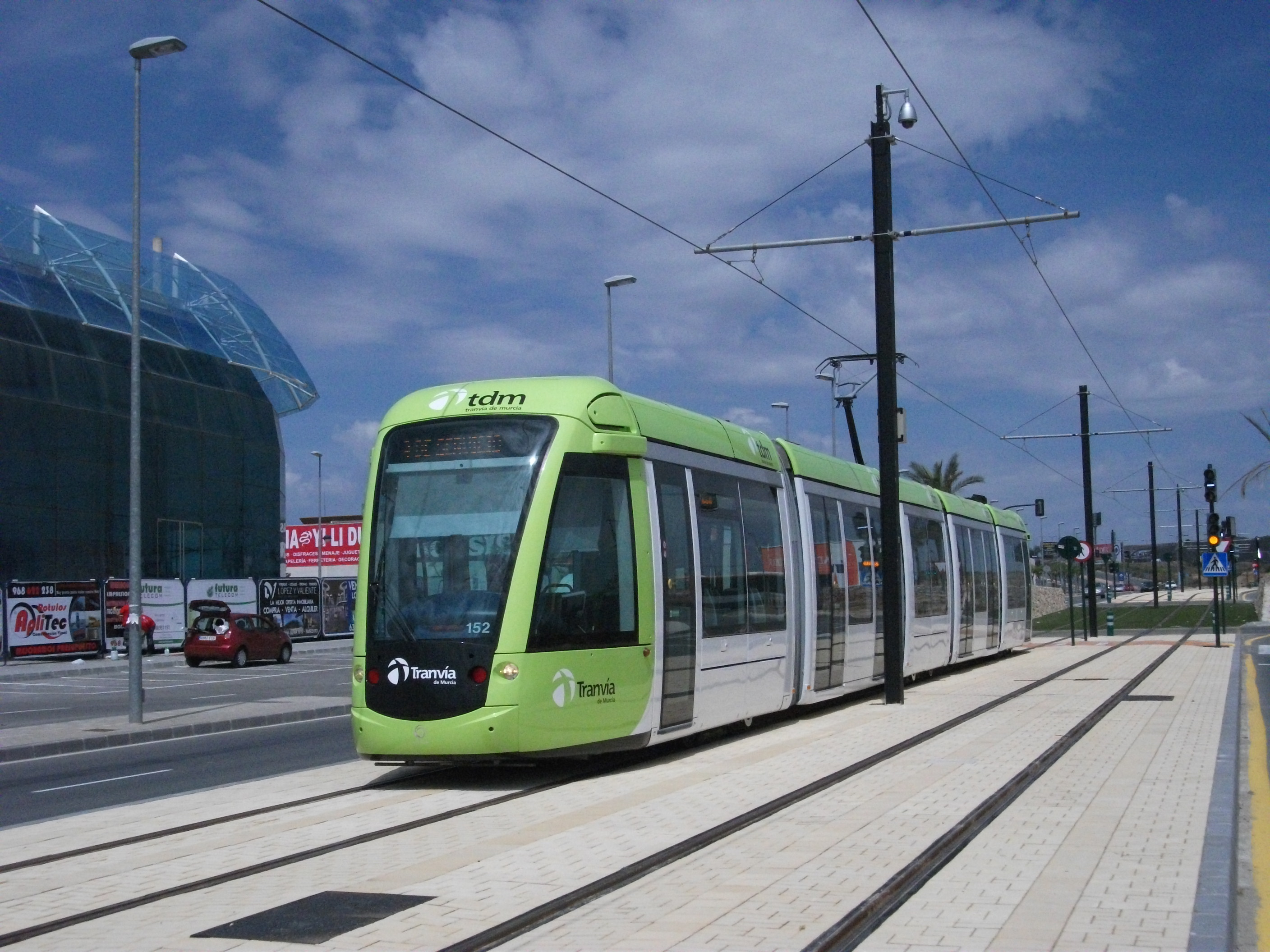
Tranvía de Murcia

En el año 2002 el Ayuntamiento de Murcia planteó el restablecimiento del tranvía en la ciudad, inaugurándose en 2007 un tramo experimental.
Desde mayo de 2011 presta servicio la línea 1 del Tranvía de Murcia que une la plaza Circular de Murcia con el campus universitario de Espinardo, así como con el campus de la Universidad Católica San Antonio en Guadalupe y los centros comerciales de la zona norte donde está el estadio Nueva Condomina. Están en proyecto la línea 2 que unirá Murcia con Alcantarilla, mientras la línea 3 irá desde Murcia a la ciudad sanitaria en El Palmar, Sangonera la Verde y el polígono industrial Oeste de Murcia.
En noviembre de 2009, el ayuntamiento de Cartagena firmó un acuerdo con la comunidad autónoma y con el presidente de FEVE (anterior denominación de Renfe Cercanías AM) para impulsar la implantación de un tranvía en el municipio que además bordearía las localidades del Mar Menor utilizando como base la actual línea Renfe Cercanías AM existente entre Cartagena y Los Nietos.
Cuando el proyecto culmine, el tranvía de Cartagena contaría con 55 km de vías, que servirán a la vez de tranvía urbano y de cercanías. El tranvía urbano rodeará la ciudad, y pasando por La Unión llegará hasta los Nietos usando el susodicho trayecto del Renfe Cercanías AM. El cercanías consistiría en una dos líneas tren-tram, una partiría hasta San Pedro del Pinatar, pasando por Los Urrutias, Los Alcázares, el aeropuerto de San Javier y San Javier; la otra, llegaría hasta Cabo de Palos, pasando por Los Belones.

#### Energía
Iberdrola es la empresa que presta el servicio de distribución de electricidad en la Región de Murcia.
DEGESCO es la asociación regional que agrupa a setenta gasolineras independientes.
Electricidad obtenida por medios renovables
En España, las fuentes de producción renovables aportan el 40 por ciento de electricidad.
La Región de Murcia es una de las comunidades más desprovistas en caso de problemas debido al pobre desarrollo de su red de energías renovables, según Red Eléctrica Española (REE):
- La comunidad genera poca energía eólica. Dispone de una potencia de 140 megavatios en los seis parques eólicos instalados en el Altiplano, propiedad de Iberdrola Renovables. Tiene 140 MW de potencia repartidos entre seis parques eólicos, estos son Buey (19,6 MW), Gavilanes (22,5 MW), Gavilanes II, (15,3 MW), Almendros (20 MW), Almendros II (28 MW)[94] y Reventones (34 MW).[95]
- Con 280 instalaciones solares fotovoltaicas, se sitúa entre los primeros lugares del ranking autonómico, que encabeza Castilla-La Mancha con 791 instalaciones. Le siguen Andalucía, Castilla y León, Extremadura y Murcia.

Electricidad obtenida en centrales térmicas
La Región de Murcia cuenta con las centrales eléctricas de ciclo combinado de El Fangal, de 1200 MW (propiedad de Engie), la Central de ciclo combinado de Cartagena (de 1200 MW, propiedad de Naturgy) y Escombreras, de 815 MW, que es propiedad de Iberdrola. Todas ellas están situadas en el valle de Escombreras, en el término municipal de Cartagena.
| Central                                 | Potencia (MW) | Año de puesta en funcionamiento | Propietario |
| --------------------------------------- | ------------- | ------------------------------- | ----------- |
| Central de ciclo combinado de Cartagena | 1200          | 2006                            | Naturgy     |
| Central térmica de Escombreras          | 831           | 2005                            | Iberdrola   |
| Central térmica de El Fangal            | 1200          | 2007                            | Engie       |
| Total                                   | 3231          |                                 |             |

## Gobierno y política
De acuerdo con el estatuto de autonomía, los órganos institucionales de la Región de Murcia son la Asamblea Regional de Murcia, el presidente y el Consejo de Gobierno.
La Asamblea Regional de Murcia es el parlamento autonómico y representa al pueblo murciano. Ostenta la potestad legislativa, aprueba los presupuestos, e impulsa, orienta y controla la acción de los órganos ejecutivos autonómicos. Está constituida por 45 diputados elegidos por un período de cuatro años mediante sufragio universal, libre, igual, directo y secreto, con circunscripción única desde 2019. Tiene su sede en la ciudad de Cartagena.
El presidente de la comunidad autónoma es elegido por la Asamblea Regional de Murcia de entre sus miembros. Entre sus funciones se encuentra la suprema representación de la Región de Murcia y la ordinaria del Estado en su territorio, la presidencia del Consejo de Gobierno, y la dirección y coordinación del poder ejecutivo autonómico. Tiene su sede en el Palacio de San Esteban de la ciudad de Murcia.
| Legislatura | Periodo         | Nombre                 | Partido   |
| ----------- | --------------- | ---------------------- | --------- |
|             | 1978-1979       | Antonio Pérez Crespo   | UCD       |
|             | 1979-1983       | Andrés Hernández Ros   | PSRM-PSOE |
| I           | 1983-1984       | Andrés Hernández Ros   | PSRM-PSOE |
| I           | 1984-1987       | Carlos Collado Mena    | PSRM-PSOE |
| II          | 1987-1991       | Carlos Collado Mena    | PSRM-PSOE |
| III         | 1991-1993       | Carlos Collado Mena    | PSRM-PSOE |
| III         | 1993-1995       | María Antonia Martínez | PSRM-PSOE |
| IV          | 1995-1999       | Ramón Luis Valcárcel   | PPRM-PP   |
| V           | 1999-2003       | Ramón Luis Valcárcel   | PPRM-PP   |
| VI          | 2003-2007       | Ramón Luis Valcárcel   | PPRM-PP   |
| VII         | 2007-2011       | Ramón Luis Valcárcel   | PPRM-PP   |
| VIII        | 2011-2014       | Ramón Luis Valcárcel   | PPRM-PP   |
| VIII        | 2014-2015       | Alberto Garre          | PPRM-PP   |
| IX          | 2015-2017       | Pedro Antonio Sánchez  | PPRM-PP   |
| IX          | 2017-2019       | Fernando López Miras   | PPRM-PP   |
| X           | 2019-2023       | Fernando López Miras   | PPRM-PP   |
| XI          | 2023-Actualidad | Fernando López Miras   | PPRM-PP   |

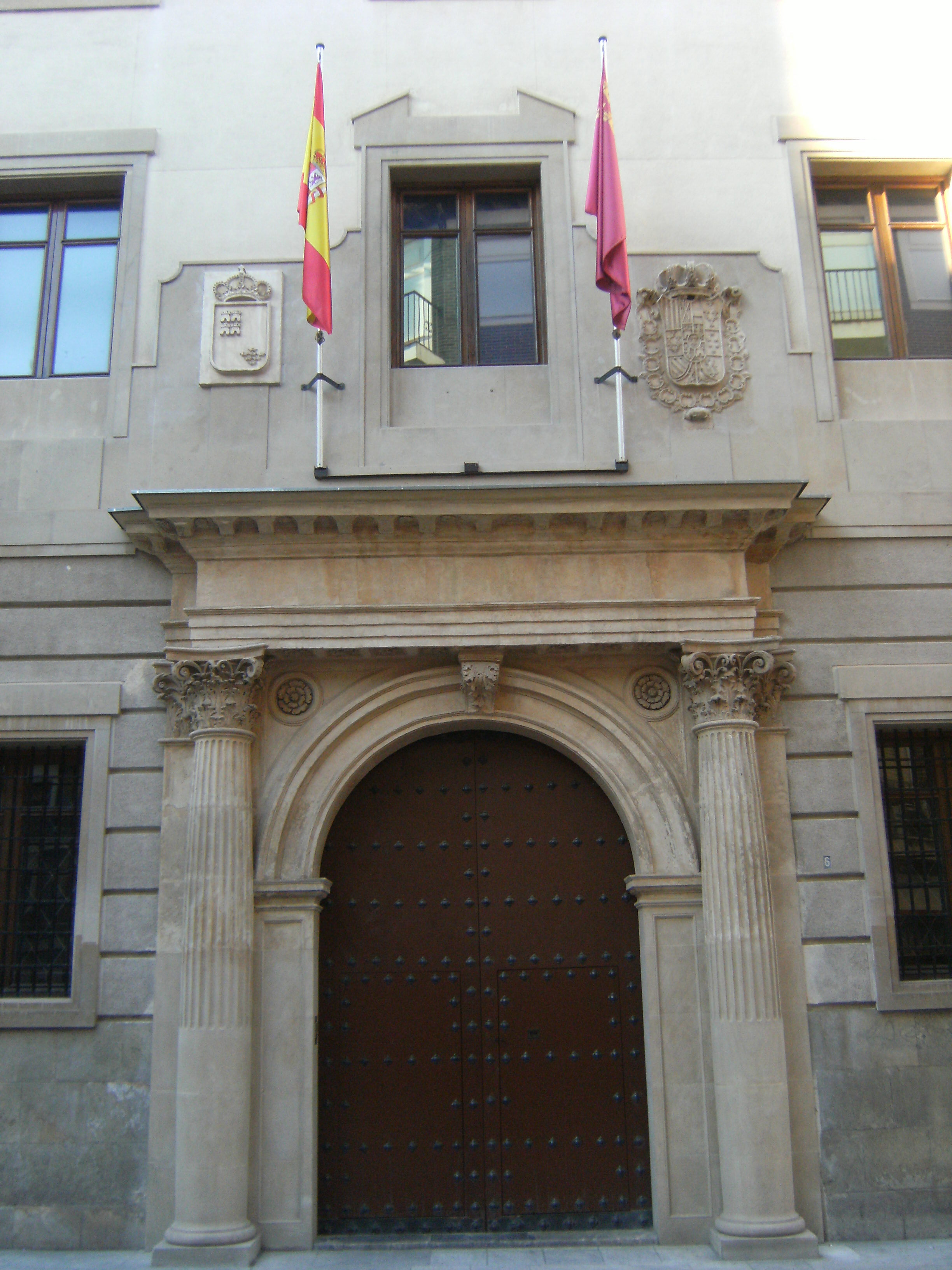
Palacio de San Esteban, Murcia

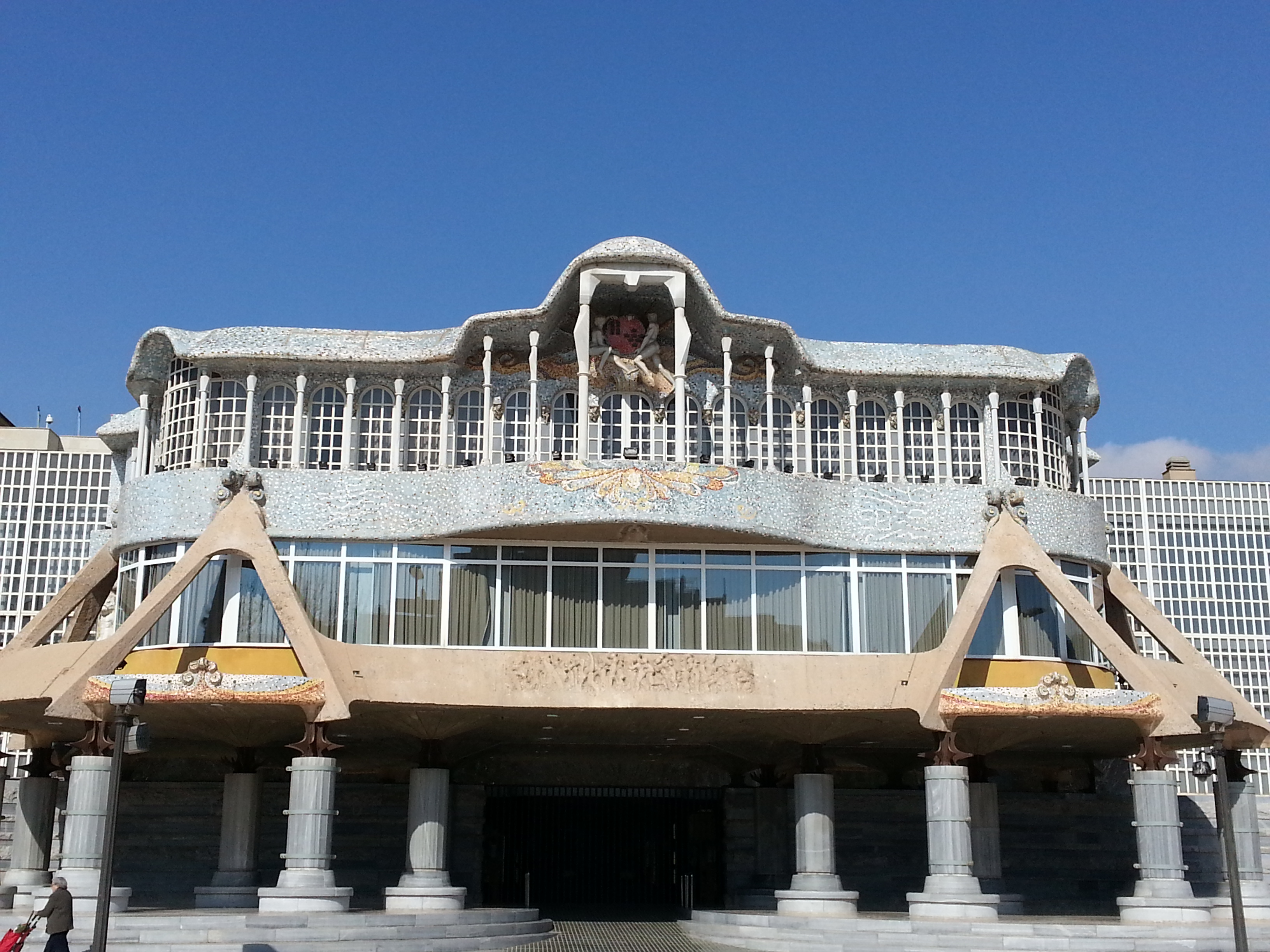
Asamblea Regional de Murcia, Cartagena

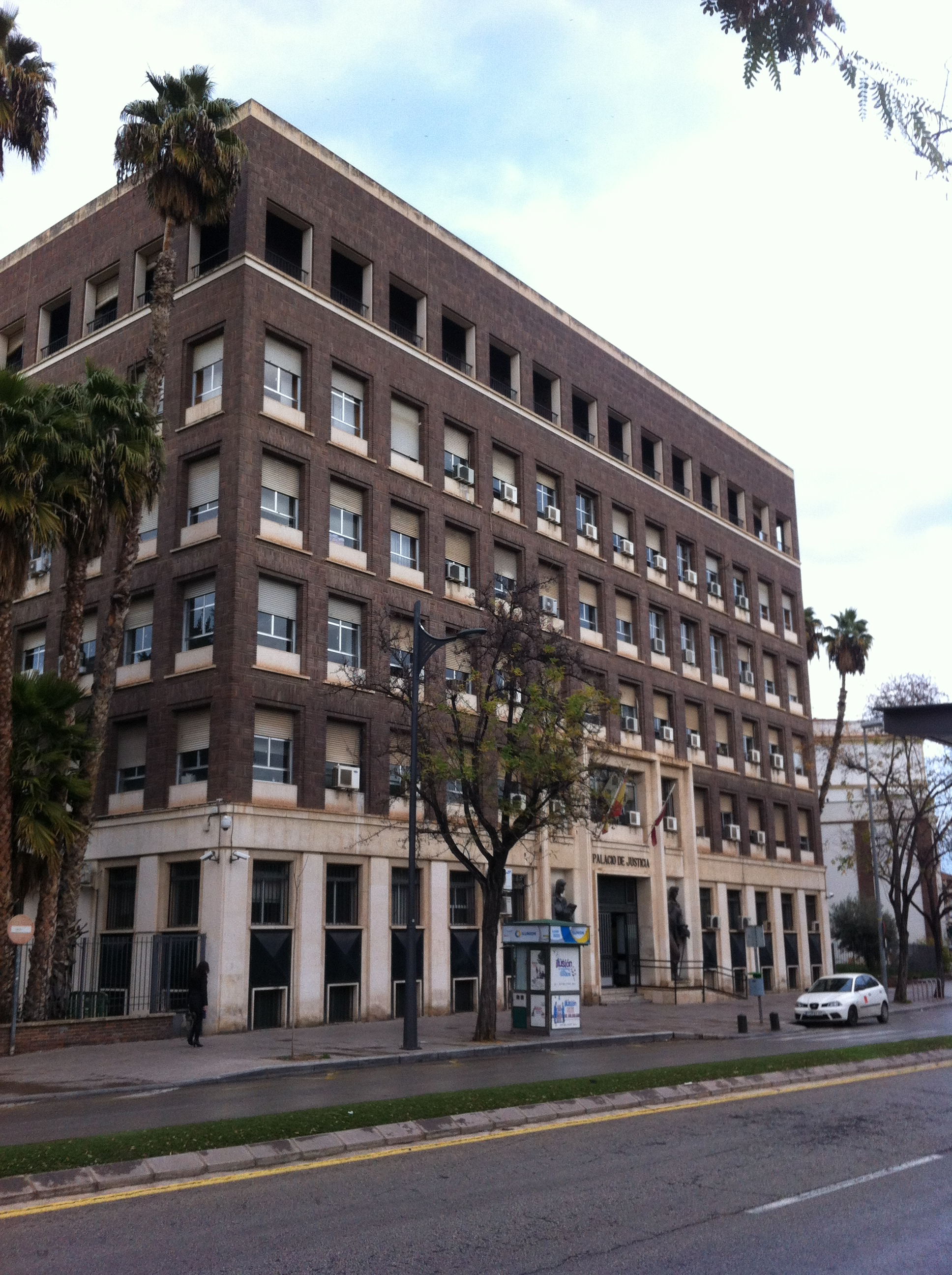
Tribunal Superior de Justicia de la Región de Murcia, Murcia

El Consejo de Gobierno es el órgano colegiado que dirige la política autonómica. Le corresponde la función ejecutiva, el gobierno y administración de la comunidad autónoma y el ejercicio de la potestad reglamentaria. Está compuesto por el presidente, el vicepresidente en su caso, y los consejeros, que el presidente nombra y separa libremente. Tiene su sede igualmente en el Palacio de San Esteban de la ciudad de Murcia, al igual que distintas consejerías en que se divide la administración general autonómica, con excepción de la Consejería de Turismo, situada en Cartagena.
El Tribunal Superior de Justicia de la Región de Murcia es el órgano jurisdiccional en el que culmina la organización judicial en el ámbito territorial de la comunidad autónoma. Tiene su sede en el palacio de Justicia del paseo de Garay de Murcia.
Otras instituciones autonómicas son: el Defensor del Pueblo de la Región de Murcia y el Consejo Jurídico de la Región de Murcia, ambos tienen su sede en la calle Alejandro Seiquer de Murcia. El Consejo Económico y Social de la Región de Murcia tiene su sede en la misma ciudad, junto a la Pasarela del Malecón.
La ejecución de las competencias de administración y gestión de servicios, prestaciones y programas sanitarios corresponde al Servicio Murciano de Salud.

### Resultados electorales
Los resultados en las últimas elecciones a la Asamblea Regional de Murcia de 2023, celebradas el 28 de mayo, fueron:
| ← Elecciones a la Asamblea Regional de Murcia de 2023 →                          |               |                                                       |                      |           |       |                                      |                                      |
| Presidente y gobierno                                                            | Partido       | Partido                                               | Candidato            | Votos     | %     | Escaños                              | +/-                                  |
| Presidente Fernando López Miras Gobierno PP-Vox Oposición PSRM-PSOE Podemos-Equo |               | Partido Popular de la Región de Murcia (PP)           | Fernando López Miras | 286 571   | 42,84 | 21                                   | 5                                    |
| Presidente Fernando López Miras Gobierno PP-Vox Oposición PSRM-PSOE Podemos-Equo |               | Partido Socialista de la Región de Murcia (PSRM-PSOE) | José Vélez Fernández | 171 271   | 25,6  | 13                                   | 4                                    |
| Presidente Fernando López Miras Gobierno PP-Vox Oposición PSRM-PSOE Podemos-Equo |               | Vox                                                   | José Ángel Antelo    | 118 546   | 17,72 | 9                                    | 5                                    |
| Presidente Fernando López Miras Gobierno PP-Vox Oposición PSRM-PSOE Podemos-Equo |               | Podemos (Podemos-IU-Verdes-AV)                        | María Marín Martínez | 31 340    | 4,68  | 2                                    | 2                                    |
| Presidente Fernando López Miras Gobierno PP-Vox Oposición PSRM-PSOE Podemos-Equo |               | En blanco                                             | n/a                  | 8079      | 1,2   | n/a                                  | n/a                                  |
| Presidente Fernando López Miras Gobierno PP-Vox Oposición PSRM-PSOE Podemos-Equo |               |                                                       |                      |           |       |                                      |                                      |
| Presidente Fernando López Miras Gobierno PP-Vox Oposición PSRM-PSOE Podemos-Equo | Votos válidos | Votos válidos                                         | Votos válidos        | 692 222   | 94,67 | Participación\| \| 66,55 % \| 0,53 % | Participación\| \| 66,55 % \| 0,53 % |
| Presidente Fernando López Miras Gobierno PP-Vox Oposición PSRM-PSOE Podemos-Equo | Nulos         | Nulos                                                 | Nulos                | 9678      | 1,41  | Participación\| \| 66,55 % \| 0,53 % | Participación\| \| 66,55 % \| 0,53 % |
| Presidente Fernando López Miras Gobierno PP-Vox Oposición PSRM-PSOE Podemos-Equo | Votantes      | Votantes                                              | Votantes             | 692 222   | 66,55 | Participación\| \| 66,55 % \| 0,53 % | Participación\| \| 66,55 % \| 0,53 % |
| Presidente Fernando López Miras Gobierno PP-Vox Oposición PSRM-PSOE Podemos-Equo | Abstención    | Abstención                                            | Abstención           | 361 422   | 34,74 | Participación\| \| 66,55 % \| 0,53 % | Participación\| \| 66,55 % \| 0,53 % |
| Presidente Fernando López Miras Gobierno PP-Vox Oposición PSRM-PSOE Podemos-Equo | Censo         | Censo                                                 | Censo                | 1 057 978 | 100   | Participación\| \| 66,55 % \| 0,53 % | Participación\| \| 66,55 % \| 0,53 % |
|                                                                                  | 66,55 %       |                                                       |                      |           |       |                                      |                                      |

| Partido | Partido    | 2023 | 2019 | 2015 | 2011 | 2007 | 2003 | 1999 | 1995 | 1991 | 1987 | 1983 |
| Partido | Partido    | XI   | X    | IX   | VIII | VII  | VI   | V    | IV   | III  | II   | I    |
| | PP/AP      | 21   | 16   | 22   | 33   | 29   | 28   | 26   | 26   | 17   | 16   | 16   |
| | PSRM-PSOE  | 13   | 17   | 13   | 11   | 15   | 16   | 18   | 15   | 24   | 25   | 25   |
| | Vox        | 9    | 4    |      |      |      |      |      |      |      |      |      |
| | Podemos    | 2    | 2    | 6    |      |      |      |      |      |      |      |      |
| | Ciudadanos | 0    | 6    | 4    |      |      |      |      |      |      |      |      |
| | IUVRM/PCE  | 0    | 0    | 0    | 1    | 1    | 1    | 1    | 4    | 4    | 1    | 1    |
| | CDS        |      |      |      |      |      |      |      | 0    | 3    | 0    |      |
| Total | Total      | 45   | 45   | 45   | 45   | 45   | 45   | 45   | 45   | 45   | 42   |      |
| Notas: *En color, los que conforman el Gobierno en cada legislatura. *En negrita, el ganador de las elecciones. |            |      |      |      |      |      |      |      |      |      |      |      |

### Organización territorial
El artículo 3.2 del estatuto de autonomía establece que «la Comunidad Autónoma de la Región de Murcia se organiza territorialmente en municipios y comarcas».

#### Municipios
| 1.º  | Murcia                 | 474 617 hab. |
| 2.º  | Cartagena              | 219 777 hab. |
| 3.º  | Lorca                  | 98 334 hab.  |
| 4.º  | Molina de Segura       | 77 493 hab.  |
| 5.º  | Alcantarilla           | 43 547 hab.  |
| 6.º  | Torre-Pacheco          | 40 074 hab.  |
| 7.º  | Águilas                | 37 417 hab.  |
| 8.º  | Yecla                  | 35 957 hab.  |
| 9.º  | San Javier             | 35 872 hab.  |
| 10.º | Cieza                  | 35 361 hab.  |
| 11.º | Mazarrón               | 35 099 hab.  |
| 12.º | Totana                 | 33 663 hab.  |
| 13.º | San Pedro del Pinatar  | 28 706 hab.  |
| 14.º | Jumilla                | 27 263 hab.  |
| 15.º | Caravaca de la Cruz    | 25 996 hab.  |
| 16.º | Alhama de Murcia       | 23 578 hab.  |
| 17.º | Las Torres de Cotillas | 22 406 hab.  |
| 18.º | La Unión               | 21 153 hab.  |
| 19.º | Archena                | 20 976 hab.  |
| 20.º | Los Alcázares          | 19 506 hab.  |

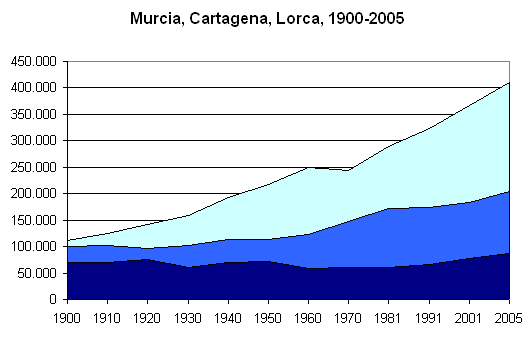
Evolución de la población en Lorca (azul oscuro), Cartagena (intermedio) y Murcia (claro)

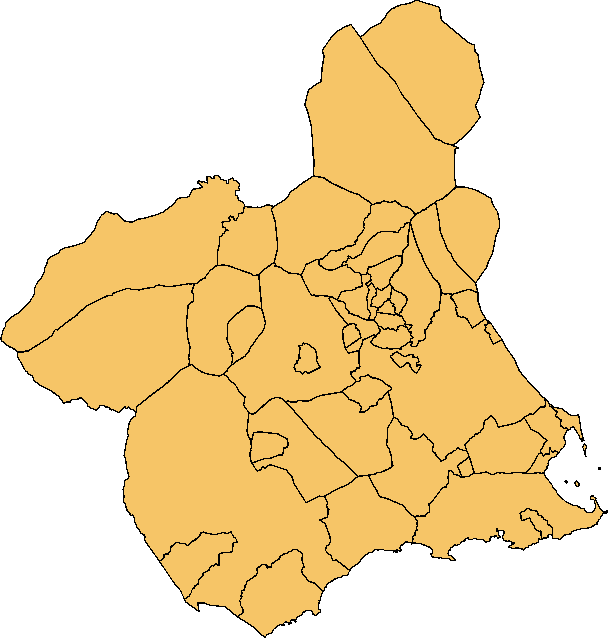
Mapa municipal

La comunidad autónoma de la Región de Murcia (CARM) está dividida en tan solo 45 municipios. Este número de municipios es el más bajo entre las comunidades autónomas y el segundo más bajo entre las provincias, por encima solamente de Las Palmas y empatado con Cádiz, que tienen 34 y 45 municipios respectivamente.
Algunos de estos municipios están entre los más poblados de España: Murcia es el séptimo municipio de España por población, Cartagena es el 24.º y Lorca el 70.º. Asimismo hay dos áreas metropolitanas entre las más pobladas de España: la de Murcia es la 10.ª y la de Cartagena es la 27.ª.
Varios municipios rozan o incluso superan los 1000 km² de extensión, estando cinco de ellos entre los veinte más extensos de España: Lorca con 1676 km² es el segundo; Jumilla con 972 km² el décimo; Moratalla con 955 km² el duodécimo; Murcia con 886 km² el decimosexto y Caravaca de la Cruz con 858 km² el vigésimo.
Debido a la gran extensión de muchos municipios es común la división de los mismos en pedanías, llamadas diputaciones en algunas zonas de la Región. Así, el municipio de Murcia se organiza en 54 pedanías y el municipio de Cartagena en 24 diputaciones. En la Región de Murcia hay 66 diputaciones pertenecientes a los municipios de Cartagena, Lorca y Totana y 295 pedanías repartidas entre el resto de municipios. Albudeite y Pliego no tienen pedanías ni diputaciones.
En contraposición con los grandes municipios habituales en la Región, los términos municipales de Archena (16,40 km²), Alcantarilla (16,24 km²), Lorquí (15,0 km²), Villanueva del Río Segura (13,18 km²), Ceutí (10,34 km²) y Beniel (10,06 km²), cuentan con menos de 17 km² de extensión.

#### Comarcas

Mapa comarcal

En la Región de Murcia suelen distinguirse 12 comarcas, aunque no están ni reconocidas ni delimitadas oficialmente. El Estatuto de Autonomía de la Región de Murcia configura la comarca como uno de los elementos de su organización territorial, pero la Asamblea Regional de Murcia no ha promulgado ninguna ley de comarcalización, por lo que, de momento, tales comarcas carecen de personalidad jurídica.
- Altiplano
- Alto Guadalentín
- Bajo Guadalentín
- Campo de Cartagena
- Huerta de Murcia
- Mar Menor
- Noroeste
- Comarca Oriental
- Río Mula
- Valle de Ricote
- Vega Alta del Segura
- Vega Media del Segura

##### Áreas metropolitanas
En la Región de Murcia, el área urbana o zona metropolitana principal es la de la capital. Si bien no está delimitada administrativamente, si está reconocida como área urbana por el Ministerio de Transportes, Movilidad y Agenda Urbana de España. La extensión y población de esta área dependen de cada estudio realizado al respecto, pero el del Ministerio incluye dentro de la misma a los municipios de Alcantarilla, Alguazas, Archena, Beniel, Ceutí, Lorquí, Molina de Segura, Santomera y Las Torres de Cotillas, además del de Murcia. Esta área estaría formada por 10 municipios, con una población de 687 269 habitantes en 2023 (siendo la décima más poblada de España), distribuidos en una superficie de 1230,9 km² y contando con una densidad de 558 hab/km².
Sin embargo, la Región de Murcia contaría también con un área metropolitana suprarregional como es la conurbación de Murcia-Orihuela, con una población total de 776 784habitantes (INE 2009), una superficie de 1787 km² y una densidad de 445,54 hab./km², por lo que sería la séptima de España.

#### Cartagenerismo

Bandera de la provincia marítima de Cartagena

El cartagenerismo es un movimiento social, político e ideológico de España que persigue el reconocimiento de una provincia centrada en Cartagena y su comarca (Campo de Cartagena), que incluye los municipios de La Unión, Los Alcázares, San Javier, San Pedro del Pinatar, Torre Pacheco, Fuente Álamo y algunas pedanías del sur del municipio de Murcia, como Lobosillo, y que forman su área metropolitana, además de Mazarrón, así como la defensa de la identidad cartagenera y de su entorno.
El territorio resultante, tendría una extensión similar a la provincia de Guipúzcoa, una población de 409 586 habitantes, superior a la de 15 provincias españolas y comunidad autónoma de La Rioja, y su capital, Cartagena, tiene más población que 33 capitales de provincia.
Los colectivos que proponen la biprovincialidad aducen que la Región de Murcia aumentaría su representación en las Cortes españolas, con 4 escaños más en el Congreso de los Diputados y 2 más en el Senado, equiparándose al de otras comunidades que, con menor población, tienen más representantes en las Cortes.
Según la empresa demoscópica Murcia-electoral, el 86 % de los cartageneros son partidarios de una nueva provincia, aunque es rechazada por el resto de municipios de la comarca además de Mazarrón, salvo en La Unión. A nivel regional, un 39,85 % sería partidario de una autonomía biprovincial frente a un 60,15 % que la rechaza

#### Justicia

Partidos judiciales

La Región de Murcia está dividida en 11 partidos judiciales:
- Caravaca de la Cruz
- Cartagena
- Cieza
- Jumilla
- Lorca
- Mula
- Murcia
- Molina de Segura
- San Javier
- Totana
- Yecla

## Cultura

### Habla

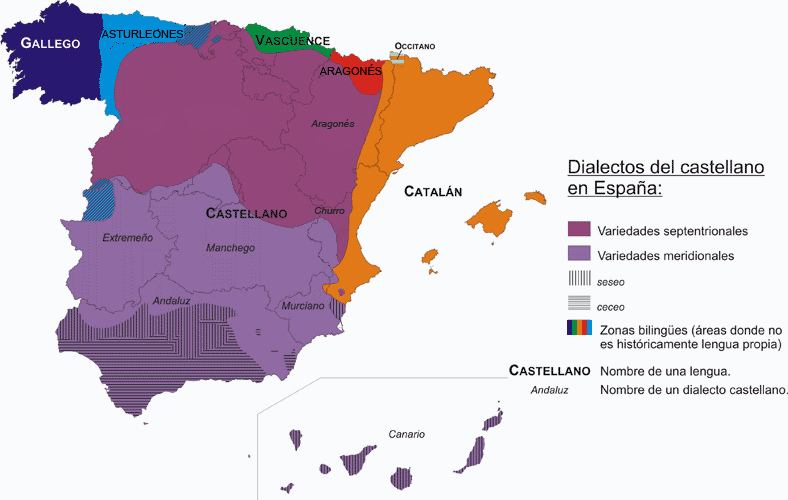
Mapa dialectal de España donde aparece el dialecto murciano’’

El dialecto murciano es el dialecto romance natural e histórico del territorio que abarcó antaño el Reino de Murcia y tiene sus orígenes en los siglos XIII y XIV cuando sobre una base lingüística esencialmente hispano-latina-arábiga se mezclaron diversas variantes lingüísticas que se encontraron allí (mozárabe, aragonés, castellano, catalán, árabe culto, árabe dialectal, etc) dando lugar al pidgin lingüístico murciano.
Los primeros documentos regionales están escritos en una variedad romance en el que se comienzan a atisbar cantidad de peculiaridades lingüísticas que posteriormente se hallan en el dialecto murciano.
En el discurso académico lingüístico se considera al murciano como un dialecto del castellano.
A finales del siglo XIX, autores locales comenzaron a usar el dialecto murciano para sus composiciones poéticas o dramáticas, imbuidos por el auge del costumbrismo y el regionalismo murciano, destacando las figuras de Vicente Medina, Díaz Cassou, Martínez Tornel y Frutos Baeza entre otros.
Un estudio realizado por la Universidad de Murcia determinó que el habla era el aspecto cultural regional con el que más se sentían identificados los murcianos.
En la zona del Carche se encuentran pedanías en las que, tras la llegada de unas decenas de familias de la colindante provincia de Alicante a finales del siglo XIX y principios del siglo XX, parte de la población habla valenciano. Aun así, el valenciano no tiene reconocimiento oficial en la Región de Murcia.

### Religión
Según el estudio realizado por C.I.S. en 2019 la afiliación religiosa en la Región de Murcia es la siguiente:
- Católico: 78,7 % (36,2 % practicante y 42,5 % no practicante)
- Agnóstico: 6,2 %
- No creyente: 7,5 %
- Ateo: 7,5 %

### Patrimonio artístico y monumental
Entre los numerosos monumentos existentes podrían citarse los siguientes:
Prehistoria
La Región de Murcia no tiene apenas muestras de arte paleolítico, pero en cambio forma parte del territorio donde se desarrolló el Arte rupestre del arco mediterráneo de la península ibérica, declarado Patrimonio de la Humanidad, y que se desarrolló entre el Paleolítico y el Neolítico hace unos 12 000 años. Las muestras más interesantes de este arte se localizan fundamentalmente en zonas del interior de la región, tales como la Cueva del Buen Aire, el  Peliciego y la Calesica (Jumilla); el Abrigo del Mediodía y los Cantos de la Visera (Yecla); la Serreta y el Barranco de los Grajos (Cieza); o la Risca y el Calar de la Santa (Moratalla). En este último municipio se encuentra el centro de interpretación del Arte Rupestre en la Región de Murcia, en el antiguo convento de Casa Cristo.

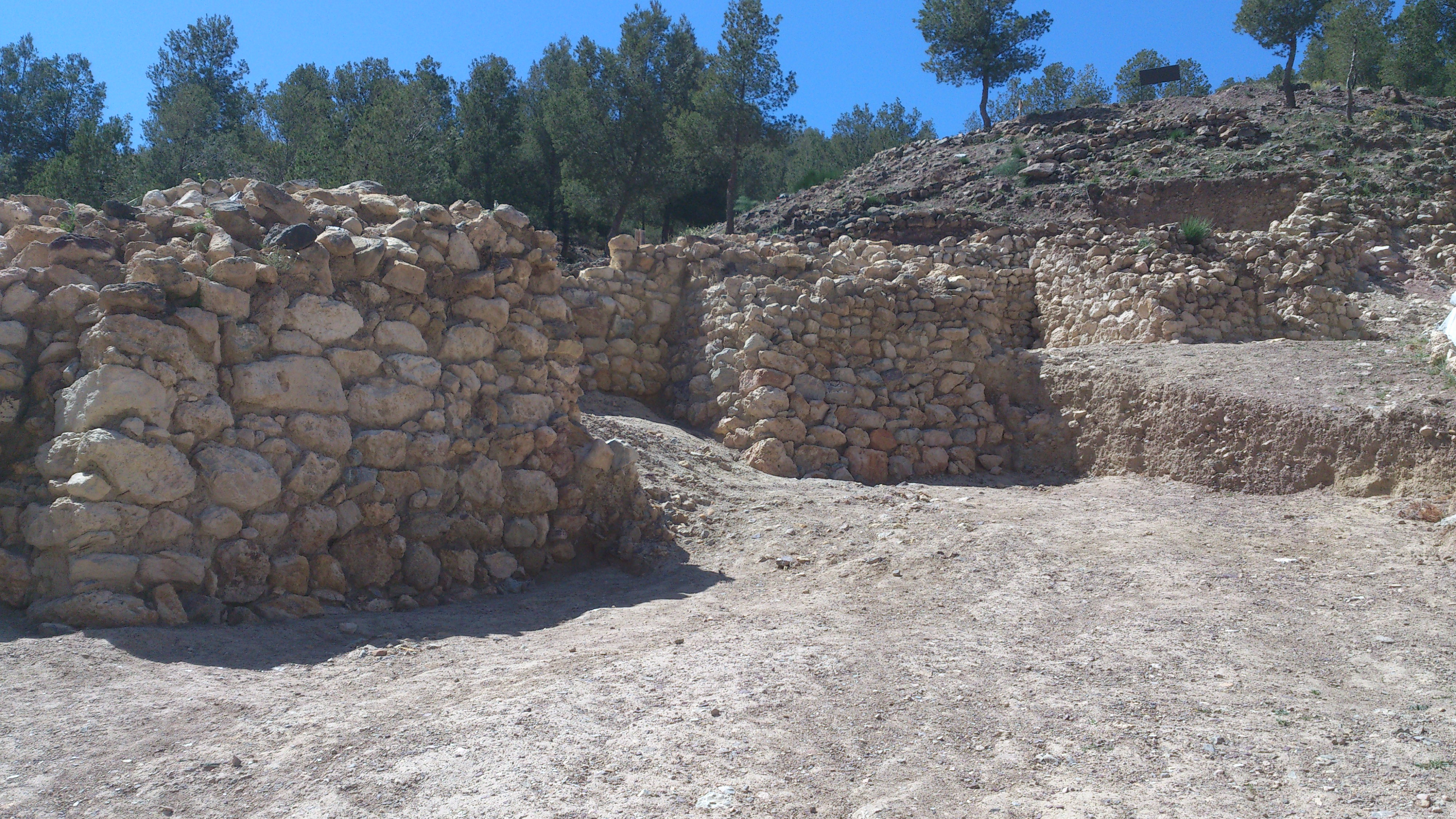
Murallas de La Bastida de Totana, ciudad fortificada fechada en 2200 a. C., con influencias orientales y una arquitectura que podría derivar de la de Troya II

Dentro del megalitismo, en la Región de Murcia se desarrolló un tipo de supultura circular de cámara central cubierta por un túmulo y delimitada por anillos de piedra, como en la necrópolis de El Capitán (Lorca); o los posteriores de Bajil (Moratalla).
Durante la Edad del Bronce, con el auge de la Cultura del Argar, aparecieron multitud de poblaciones fortificadas con importantes conjuntos de armas y utensilios de bronce de gran calidad como el Parque Arqueológico Los Cipreses y el cerro de Las Viñas en Lorca, o el importante yacimiento de La Bastida de Totana. La Bastida está considerada como el mayor asentamiento de la Europa continental en la Edad del Bronce descubierto hasta ahora. Igualmente importantes están siendo las excavaciones en La Almoloya (Pliego), en donde se han localizado los restos de un conjunto palaciego que supone uno de los recintos más antiguos especializados en el ejercicio del gobierno en Europa occidental.
Edad Antigua
De la presencia de los pueblos antiguos del Mediterráneo destaca fundamentalmente el yacimiento submarino de los Barcos fenicios de Mazarrón del siglo VII a. C., cuyo pecio se encuentra parcialmente expuesto en el Museo Nacional de Arqueología Subacuática de Cartagena.

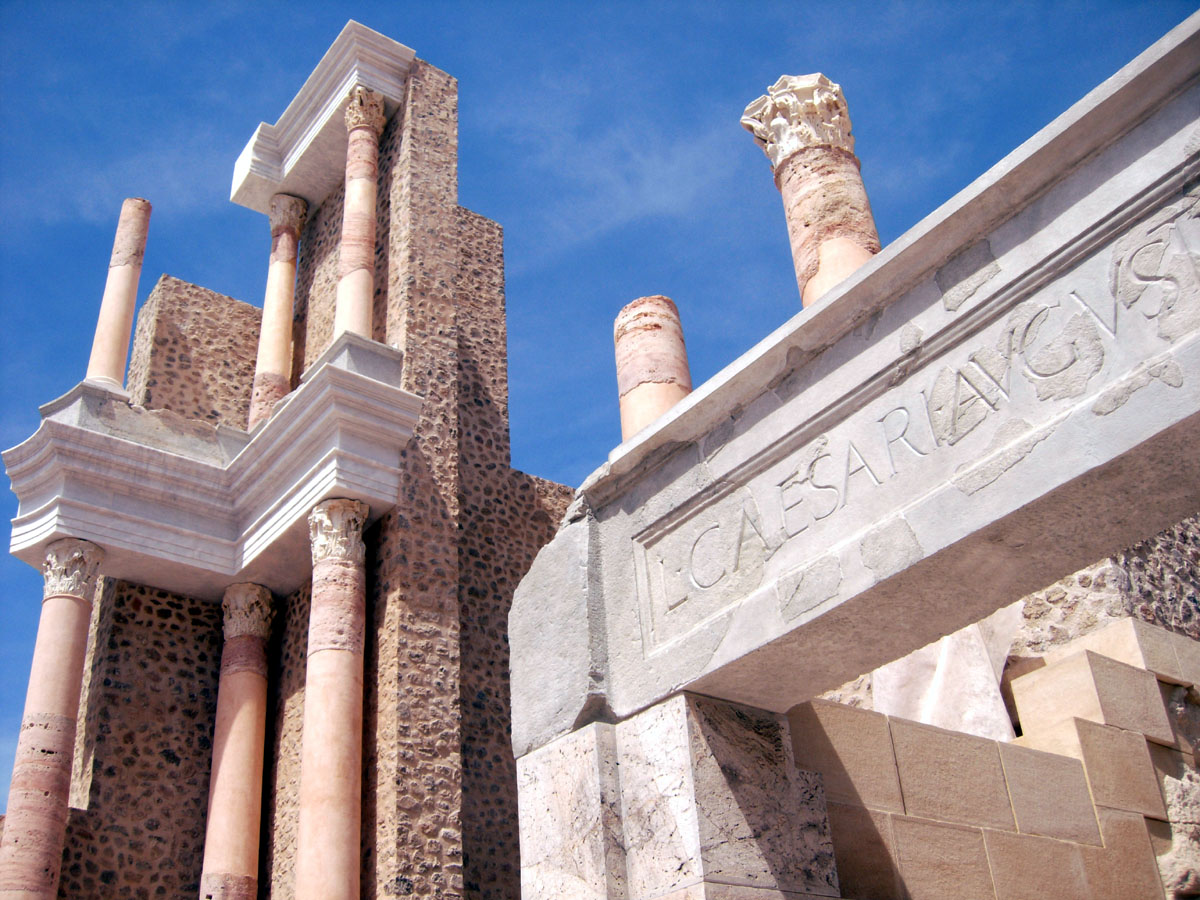
Teatro romano de Cartagena

De la cultura ibera nativa, protagonizada por contestanos, bastetanos y mastienos, destacan entre otros muchos los yacimientos de El Cigarralejo (siglos V y VI a. C.), que cuenta con un Museo monográfico en Mula, y Coimbra del Barranco Ancho (originario del siglo VI a. C.) en Jumilla.
De la llegada de los cartagineses, cuya presencia fue de especial importancia en la zona, solo se conserva la muralla púnica de Cartagena (siglo III a. C.), del que fue su principal asentamiento, la ciudad de Qart Hadasht.
Con la romanización se desarrollaron multitud de emplazamientos de origen ibérico como el Verdolay (Murcia), o el conjunto de templos de La Encarnación (Caravaca). Ya bajo el imperio, la ciudad de Cartagena (Cartago Nova) sufrió un proceso de monumentalización con el anfiteatro, el teatro (siglo I a. C.) o el foro romano (entre otros). También se produjo un auge construcciones rurales como la Villa romana del Paturro en Portmán (La Unión), la Villa romana de La Quintilla (Lorca), la Villa romana de Los Cantos (Bullas), Villaricos (Mula), Los Cirpeses (Jumilla) o Los Torrejones (Yecla), así como factorías costeras de garum como las de Águilas o Puerto de Mazarrón. También hay que destacar los conjuntos termales de Isla Plana, Alhama de Murcia (posteriormente reutilizados por los musulmanes) y de Fortuna.
De la posterior época paleocristiana encontramos El Casón de Jumilla (Siglo IV), el Martyrium de La Alberca y la más tardía Basílica del Llano del Olivar en Algezares.
De los pueblos germánicos que invadieron la península dando fin a la Edad Antigua, por encima de todos está el importante yacimiento tardo-romano visigodo de Begastri (Cehegín) (siglos IV-VII).
Arte islámico

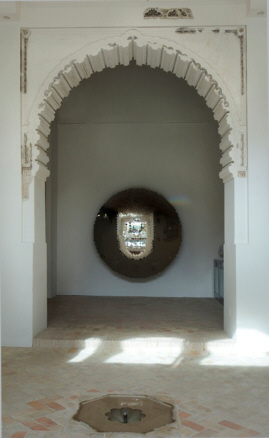
Pórtico del salón norte del Alcázar Menor en Murcia,

Dentro del arte desarrollado durante los cinco siglos de dominación musulmana, los castillos o fortalezas extendidos por casi todo el territorio son los que han marcado más el paisaje murciano, contando con muestras como el Castillo de Monteagudo (Murcia), el Castillo de Aledo, el Castillo de Nogalte (Puerto Lumbreras), el Castillo de Blanca, el Castillo de Pliego, la Torre de los Moros de Alguazas, el castillo de Alhama, el de San Juan de Calasparra o el de la Puebla de Mula entre otros.
También se conservan restos de las murallas defensivas de importantes ciudades o localidades como la Muralla árabe de Murcia (siglo XII) o la de Hisn Mulina (Molina de Segura).
En lo que se refiere a conjuntos palaciales, destacan los desarrollados en la ciudad de Mursiyya (Murcia) y sus alrededores. Del periodo taifa (siglo XII) aparecen el Castillejo de Monteagudo y el oratorio del Alcázar Mayor. Mientras que de la transición entre el arte almohade y nazarí destaca el Alcázar Menor (siglo XIII).
Las consecuencias de la reconquista en la zona trajeron consigo el abandono de numerosos emplazamientos, existiendo hoy algunos despoblados que nos permiten contemplar intacto el urbanismo musulmán de la época, tales como la importante Medina Siyasa (Cieza), el Hisn Yakka (Yecla) o el Yacimiento musulmán de Villa Vieja de Calasparra. También destaca el Arrabal de la Arrixaca encontrado en la ciudad de Murcia.
Arte gótico

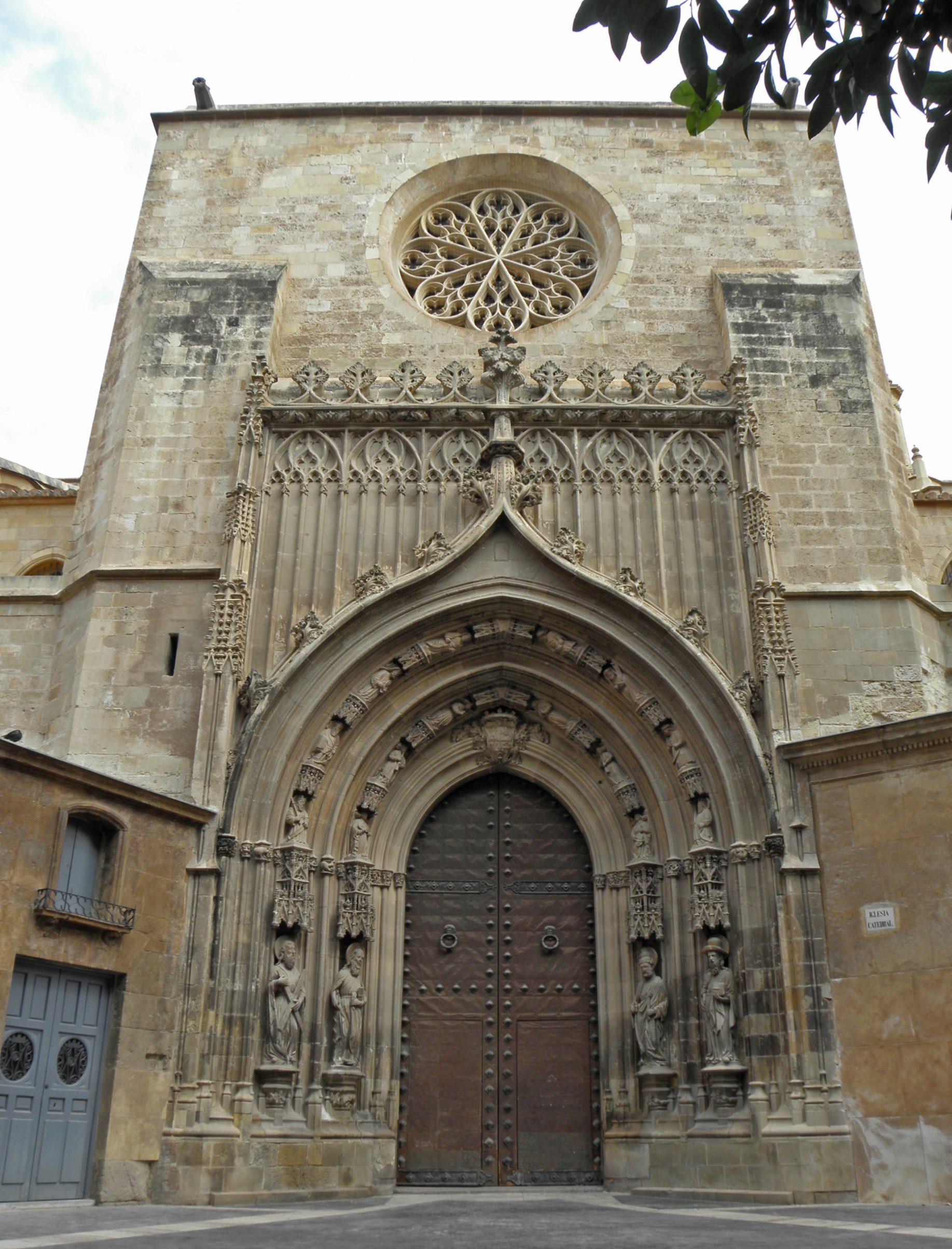
Puerta de los Apóstoles de la Catedral de Murcia,

Dentro del gótico desarrollado tras la conquista cristiana, las edificaciones más antiguas son las de diferentes castillos y fortalezas necesarios para un reino de frontera como el de Murcia. Importantes muestras son las torres Alfonsina y del Espolón del castillo de Lorca, el castillo de la Concepción en Cartagena, el castillo de Moratalla o el origen del castillo de Caravaca. Posteriores son los castillos de Xiquena y Jumilla.
En cuanto a edificios religiosos, el más destacable de todos es la catedral de Murcia (siglos XIV-XV), mezclando elementos del gótico castellano con otros del gótico valenciano, lo cual le confiere singularidad. Otras construcciones religiosas de este estilo son la nave central de la iglesia de Santiago de Jumilla (siglo XV), la iglesia vieja de Yecla, o los restos de la iglesia de Santa María y la iglesia de San Pedro de Lorca.
Del gótico final son la capilla de los Vélez de la Catedral de Murcia, o el claustro y coro alto del Monasterio de Santa Clara la Real de Murcia, al igual que la Noria de Alcantarilla (siglo XV).
Renacimiento

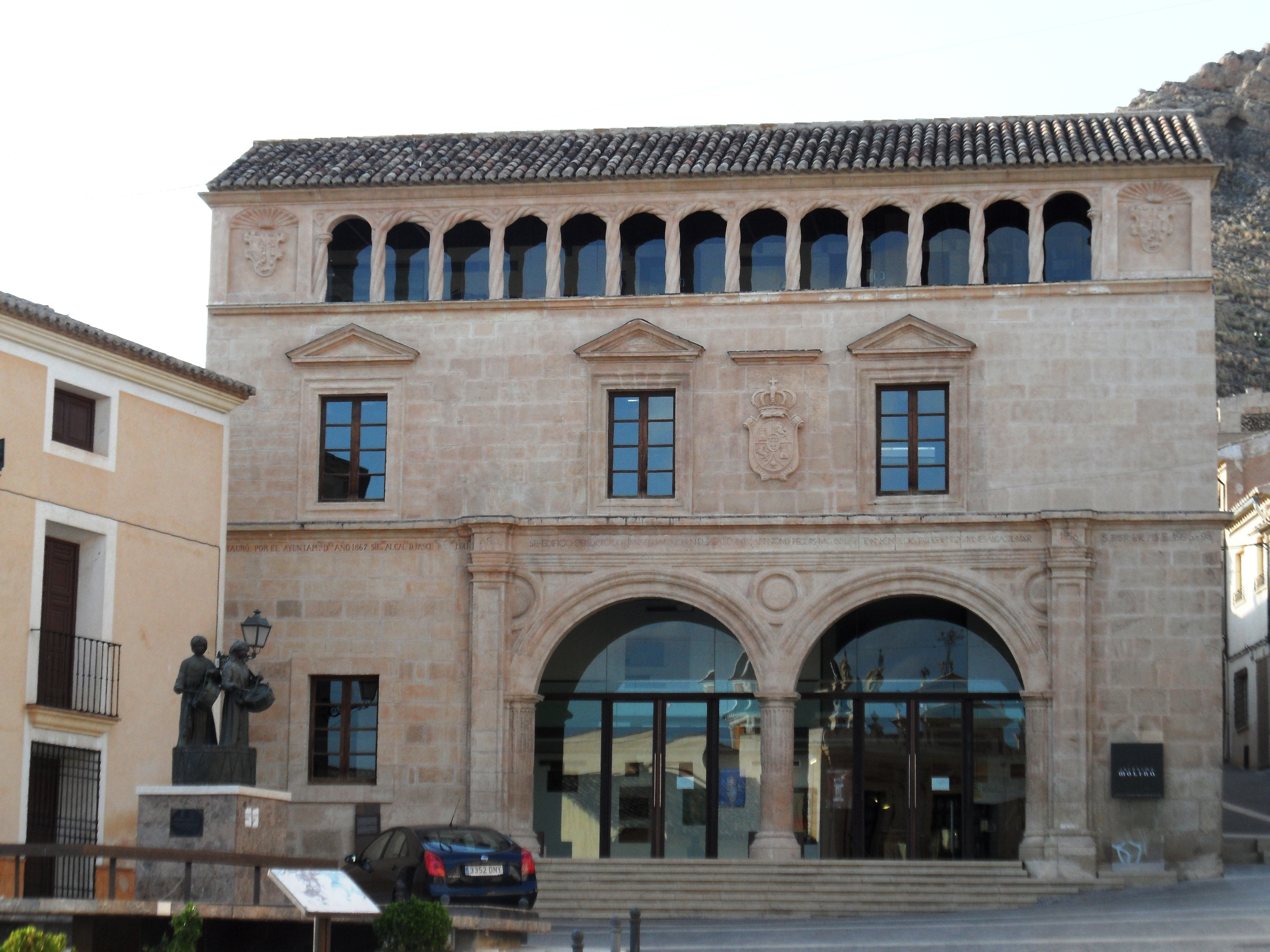
Antiguo concejo renacentista de Jumilla, en la comarca del Altiplano

En el posterior renacimiento se llevaron a cabo importantes obras en edificaciones del periodo anterior como la catedral de Murcia (con su torre-campanario, la Puerta de las Cadenas, o la capilla de Junterón), la iglesia de Santiago de Jumilla con el crucero y el retablo mayor o la torre de la iglesia vieja de Yecla.
También construcciones de nueva planta, como los comienzos de la colegiata de San Patricio de Lorca, el colegio de San Esteban de Murcia o la iglesia parroquial de El Salvador de Caravaca junto con otras iglesias de la comarca del Noroeste murciano, algunas de las cuales disponen de artesonado mudéjar, de la misma forma que la iglesia de San Onofre de Alguazas, o la iglesia de Santiago y el santuario de la Santa de Totana.
Dentro de la arquitectura civil se encuentran los antiguos palacios concejiles de Jumilla y Yecla o el Pósito de los Panaderos de Lorca, mientras que de la nobleza hay que reseñar la Casa Honda de Jumilla, el Palacio Pacheco de Murcia, la Casa Irurita y el Palacio de los Salazar-Rosso de Lorca. También hay que reseñar la arquitectura defensiva del Castillo de los Vélez (Mula), el de Mazarrón, o las diferentes torres de vigilancia costera, como la torre de Cope o la torre de Santa Elena.
Arte barroco

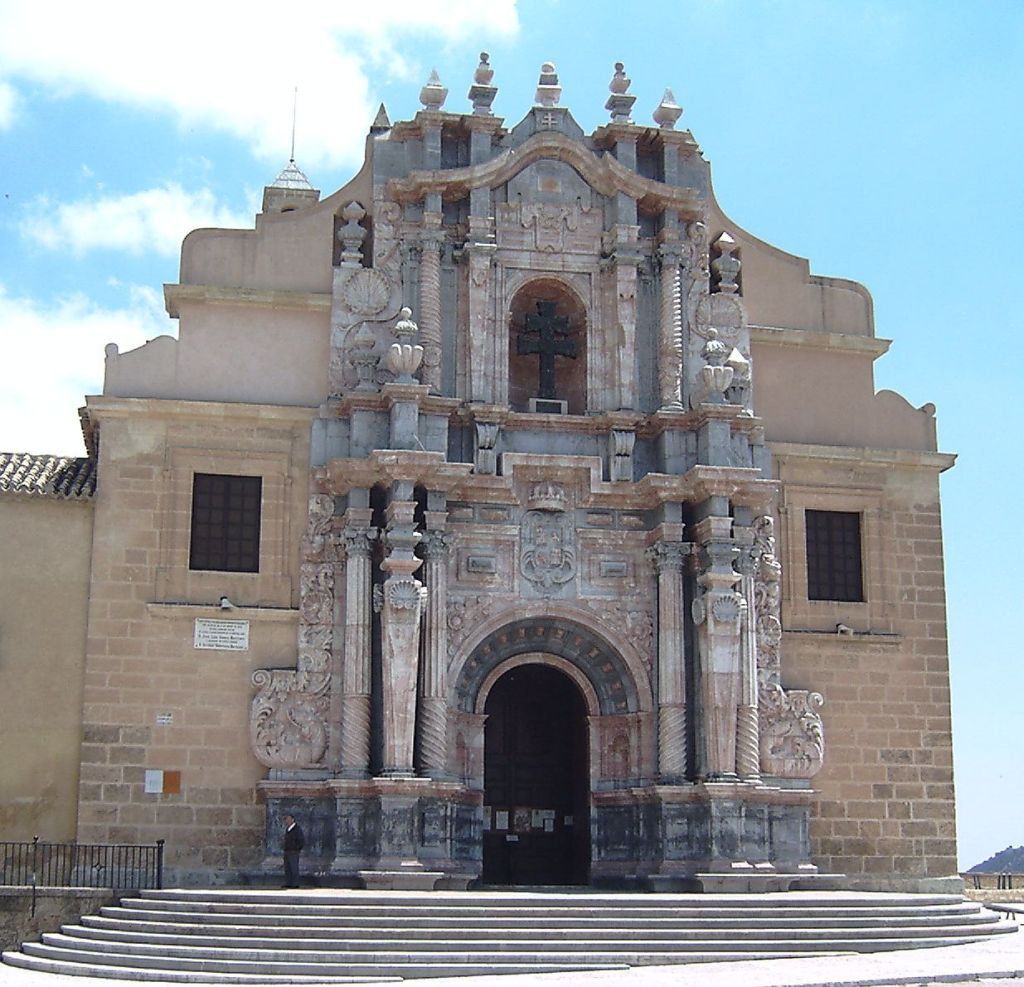
Imafronte de la Basílica de la Vera Cruz de Caravaca

En lo referente al barroco hay que diferenciar entre las obras del siglo XVII y las que se desarrollaron durante el siglo XVIII dentro de los cánones del denominado barroco murciano.

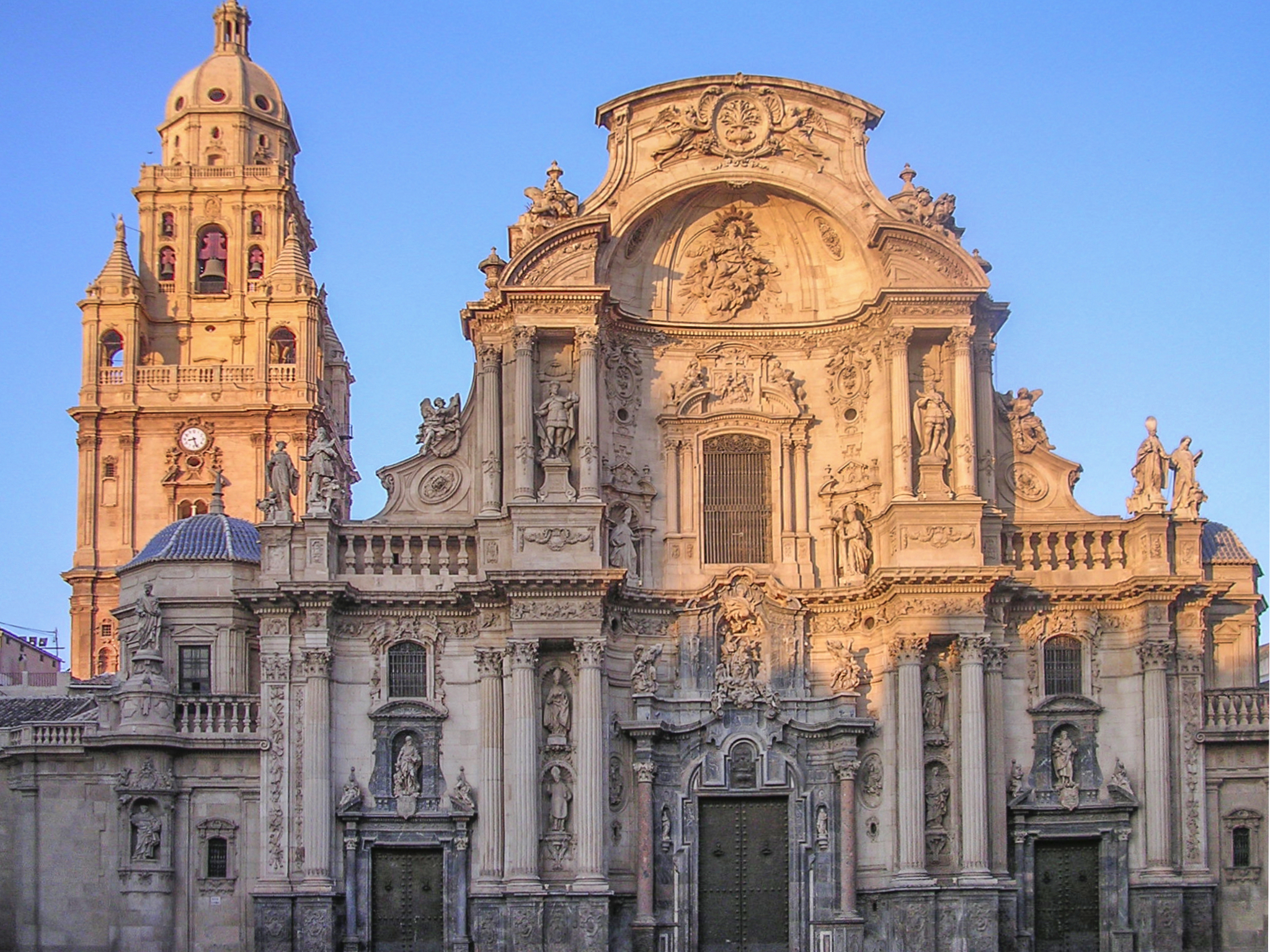
Fachada principal y torre de la Catedral de Murcia

De la primera etapa es el interior de la Basílica de la Vera Cruz de Caravaca (con fachada posterior dieciochesca) o el claustro del convento de la Merced de Murcia, siendo ya de finales de siglo la fachada principal de la colegiata de San Patricio en Lorca o la iglesia de San Miguel de Murcia.
Dentro ya plenamente del siglo XVIII, destacan el monasterio de los Jerónimos en Guadalupe, llamado El Escorial murciano, el Convento de las Anas en Murcia, la iglesia de la Asunción de Molina de Segura o la iglesia de la Concepción de Fortuna.
Del barroco murciano del siglo XVIII, imbuido ya por influencias del rococó, la fachada principal de la Catedral de Murcia, realizada entre 1737 y 1754 por el arquitecto Jaime Bort, influyó en San Nicolás de Bari, la iglesia de Santa Eulalia o en San Juan de Dios en Murcia, además de la iglesia del Salvador de Jumilla. También es destacable en esa cronología la continuación de la Torre-campanario de la Catedral de Murcia.
Dentro de la arquitectura civil del siglo XVII hay que mencionar el Palacio del Almudí de Murcia de principios de siglo, y el Palacio de Guevara, en Lorca, de finales de la centuria. Del pleno XVIII está el Palacio Episcopal de Murcia, o el Palacio Fontes de la misma ciudad, los ayuntamientos de Caravaca, Totana o Abanilla, la finalización del de Lorca (empezado en el siglo XVII) o el nuevo sistema defensivo de Cartagena, además del Castillo de San Juan de las Águilas (Águilas) o el Puente de los Peligros de Murcia.

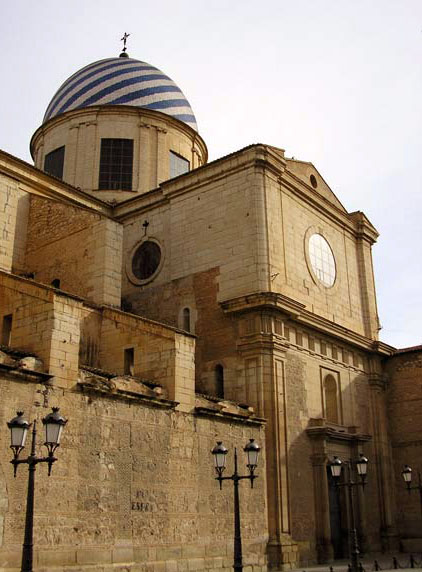
Basílica de la Purísima de Yecla

En lo que se refiere a la pintura y escultura, durante el XVII desarrolló su trabajo el gran pintor murciano Pedro Orrente, mientras que en el XVIII surgió la gran escuela murciana de escultura de la mano del insigne imaginero Francisco Salzillo.
Neoclasicismo
El neoclasicismo en la región murciana está representado principalmente, dentro de la tipología religiosa, por la basílica de la Purísima de Yecla, la iglesia de Nuestra Señora de la Asunción de Villanueva, la iglesia de San Juan Bautista o la iglesia de San Lorenzo, ambas en Murcia, todas construidas entre la segunda mitad del XVIII y principios del XIX, con la posterior Basílica de la Caridad, en Cartagena. También destaca la finalización de la torre-campanario de la catedral de Murcia con la cúpula neoclásica de Ventura Rodríguez de 1793.
En la tipología civil encontramos la Escuela de Guardiamarinas de Cartagena, obra de Juan de Villanueva, y el Palacio de Floridablanca y el Ayuntamiento en Murcia.
Dentro de la evolución entre el neoclasicismo y el romanticismo en la pintura, destaca la obra del caravaqueño Rafael Tejeo.
Modernismo y eclecticismo

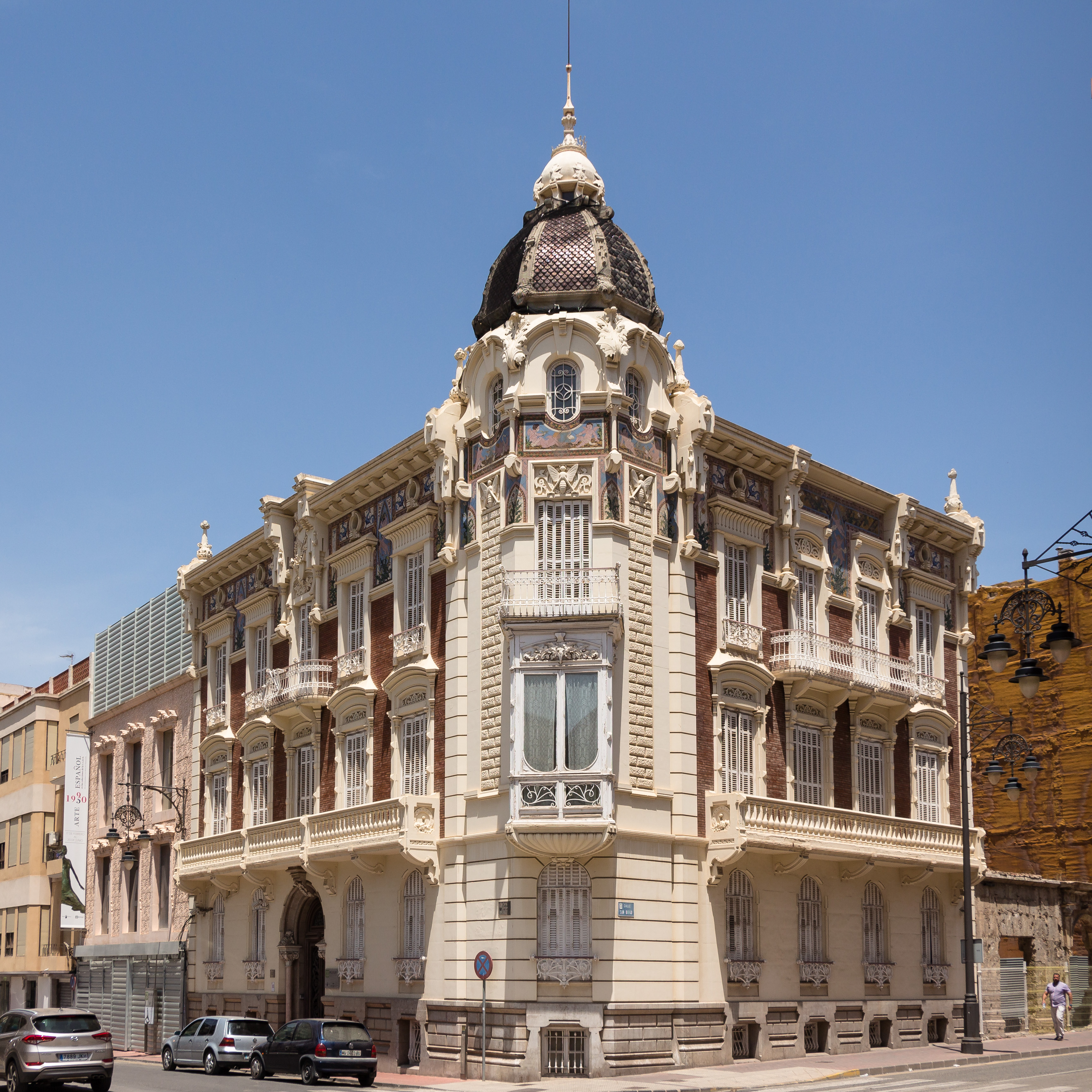
Palacio de Aguirre en Cartagena

La explosión de la arquitectura modernista en Cartagena y La Unión tiene su explicación en la coincidencia del destrozo del centro de Cartagena tras los bombardeos de la revolución cantonal en 1873, con un extraordinario auge de la explotación de la Sierra Minera, que atrajo a una potente burguesía acaudalada deseosa de mostrar su pujanza y poder económico a través de la arquitectura.
Entre los edificios modernistas más destacados se encuentran: el Palacio Consistorial, el Casino, la Casa Cervantes, el Palacio de Aguirre, la Casa Zapata, el Gran Hotel, la Casa Llagostera, la Casa Maestre, el Palacio de Riquelme, el antiguo Club de Regatas, las Escuelas Graduadas o la Casa de Misericordia, en Cartagena, y el Mercado público o la Casa del Piñón en La Unión. Los arquitectos más importantes fueron Víctor Beltrí, Tomás Rico, Carlos Mancha, Mario Spottorno, Pedro Cerdán o José Antonio Rodríguez.
El modernismo se dio en menor medida en el resto de la región, destacando el Mercado de Verónicas y la Casa Díaz-Cassou de la capital o la Cámara Agrícola de Lorca.
El más conservador eclecticismo se dio en mayor medida en la ciudad de Murcia, destacando el Casino, el Teatro Romea, la plaza de toros de La Condomina, la fachada y la nave central de la iglesia de San Bartolomé y la Casa Cerdá entre otros. También en Cartagena se encuentra el Palacio Pedreño, en Lorca el Palacio Huerto Ruano y en Archena el complejo de construcciones del Balneario de Archena.

### Museos

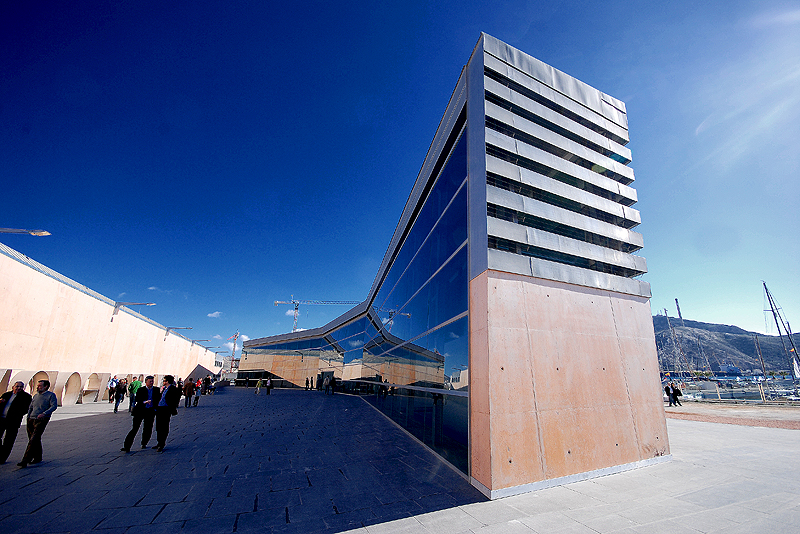
Museo Nacional de Arqueología Subacuática, Cartagena

La Región de Murcia dispone de un museo de titularidad estatal, el Museo Nacional de Arqueología Subacuática (ARQUA), situado en Cartagena. 
Dentro del Sistema Regional de Museos, destacan los de contenido arqueológico como el Museo Arqueológico de Murcia, el Museo de Santa Clara de Murcia, el Conjunto Monumental San Juan de Dios de Murcia, el Museo Arqueológico Municipal de Cartagena, el Museo del Teatro Romano de Cartagena, el barrio y museo del foro romano de Cartagena, el Museo Arqueológico Municipal de Lorca, el Museo Arqueológico Municipal de Jumilla, el Museo Arqueológico Municipal de Cehegín, la Factoría Romana de Salazones de Mazarrón, el Museo de Arte Ibérico El Cigarralejo de Mula, el Museo Arqueológico Los Baños de Alhama, el Museo Arqueológico Municipal de Caravaca, el Museo de Siyasa de Cieza, el Museo del Enclave de la Muralla (MUDEM) de Molina de Segura, el Museo Arqueológico Municipal de Yecla y el Museo Arqueológico y centro de interpretación del Mar de Águilas.
El Sistema Regional de Museos también dispone de espacios museísticos de contenido artístico como el Museo de Bellas Artes de Murcia (MURAM), el Museo Salzillo de Murcia, el Museo Ramón Gaya de Murcia, el Conjunto Monumental San Juan de Dios de Murcia, el Museo de Santa Clara de Murcia, el Museo de la Catedral de Murcia, Museo Regional de Arte Moderno (MURAM) de Cartagena, el Museo del Paso Azul (MASS) de Lorca, el Museo de Bordados del Paso Blanco (MUBBLA) de Lorca, el Museo de la Fundación Pedro Cano de Blanca o el Museo de Arte Sacro de la Vera Cruz de Caravaca. También los hay de contenido etnográfico, como el Museo Etnológico de la Huerta de Murcia de Alcantarilla o el Museo de Música Étnica de Barranda; sobre actividades económicas, como el Museo Hidráulico de los Molinos del Río Segura de Murcia, el Museo del Vino de Bullas y el Museo Minero de La Unión; sobre contenido científico, como el Museo de la Ciencia y el Agua de Murcia, el Museo Alfonso X el Sabio (MUSAX) de Murcia, el Museo de la Universidad de Murcia, así como espacios museísticos locales con diverso contenido como el Museo de la Ciudad de Murcia, el Museo Local de Archena, Museo de la Ciudad de Mula o el Museo Barón de Benifayó de San Pedro del Pinatar.
Otros museos destacables son el Museo Histórico Militar de Cartagena, el Museo Naval de Cartagena o el Museo de la Encomienda de Calasparra.

### Gastronomía

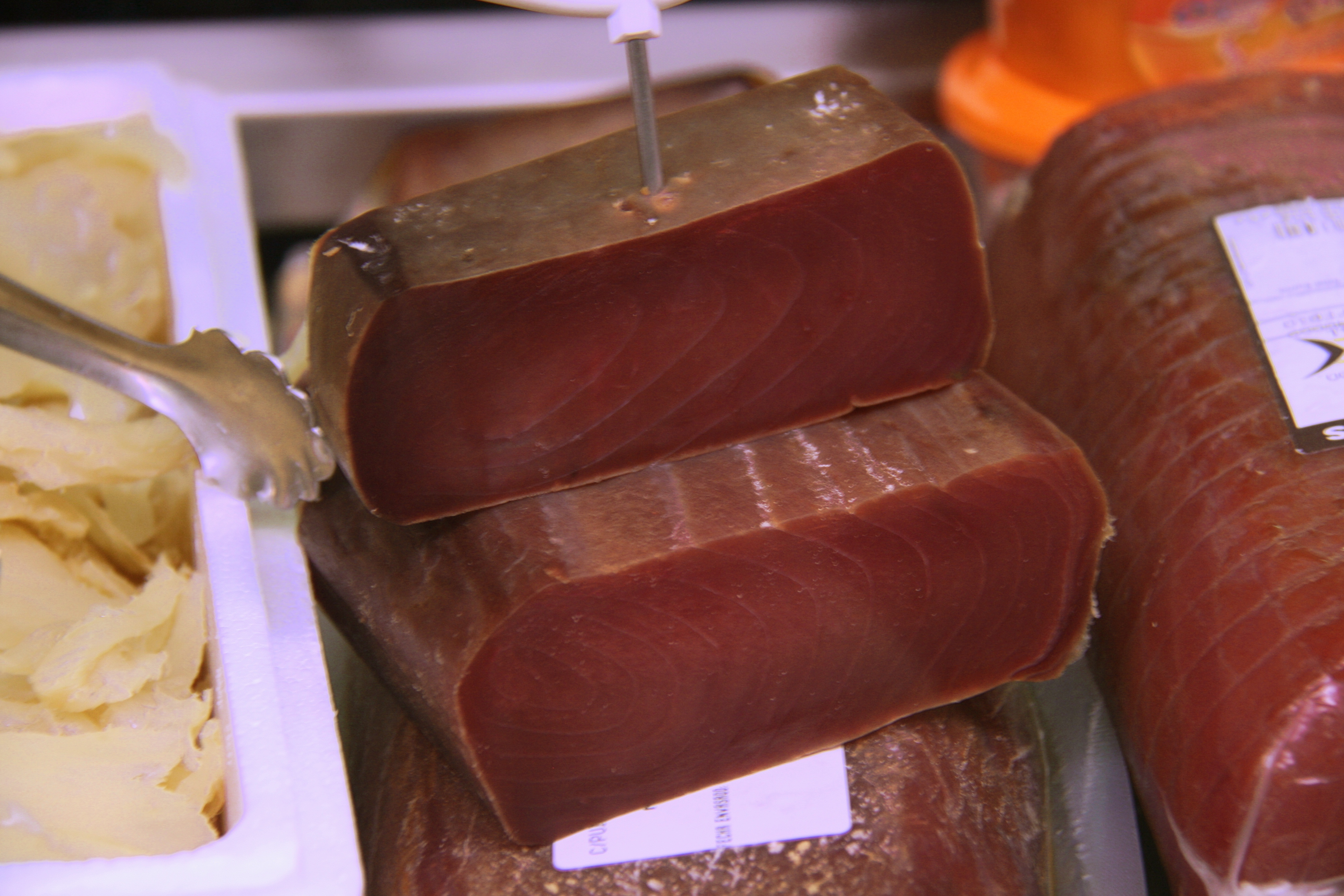
Las mojamas son muy populares en la cocina murciana

La cocina murciana tiene influencias de las vecinas cocina manchega, valenciana y granadina. No obstante la región de Murcia pertenece al levante español y eso se hace ver en el carácter marinero de algunos platos, siendo su ingrediente característico el arroz (con el caldero como máximo exponente) y algunas preparaciones de pescado en salazón: mojamas, entre muchos otros.
Resulta evidente un abundante peso de la huerta en el interior (representando la cocina ribereña y hortelana), un apego por los productos del cerdo identificados con la matanza del cerdo y una abundante cocina de pescados y mariscos. Cabe destacar que los elementos básicos de la cocina murciana son el pimiento y el tomate (presentes en otro plato fundamental como el arroz con conejo y caracoles). Algunas de las preparaciones más singulares son el pastel de carne murciano («regalo de gente rica y apaño de la pobre») y los crespillos, típicos de Cartagena, Lorca y La Unión.

### Artesanía

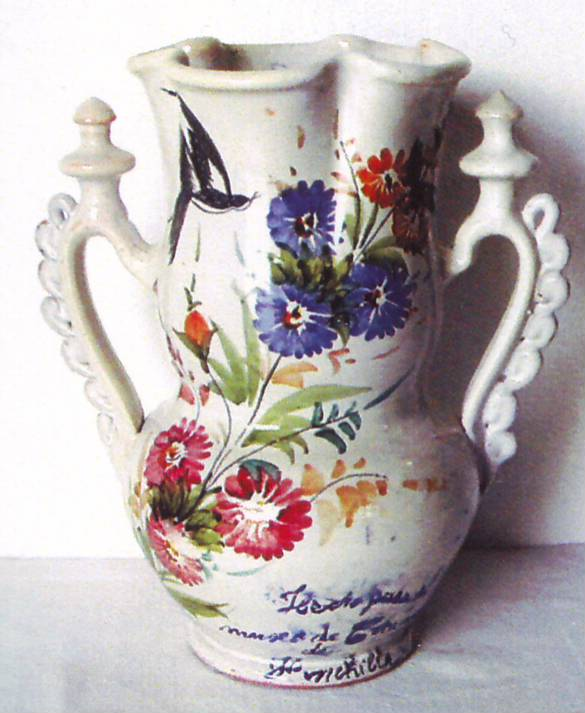
Jarra de novia de Lorca

Además de la notable herencia musulmana en la elaboración de alfarería de agua y de fuego, y de una estimable producción de tinajas para cubrir el mercado local, el alfarero murciano ha desarrollado desde el siglo XVIII una importante industria dedicada a la artesanía de las figuritas del Belén.
Los mayores focos alfareros que perviven en la actualidad se centran en la zona del valle del Guadalentín, en Totana, Aledo y Lorca. La artesanía del Belén se da principalmente en diversas pedanías de la ciudad de Murcia, como Puente Tocinos.

### Música

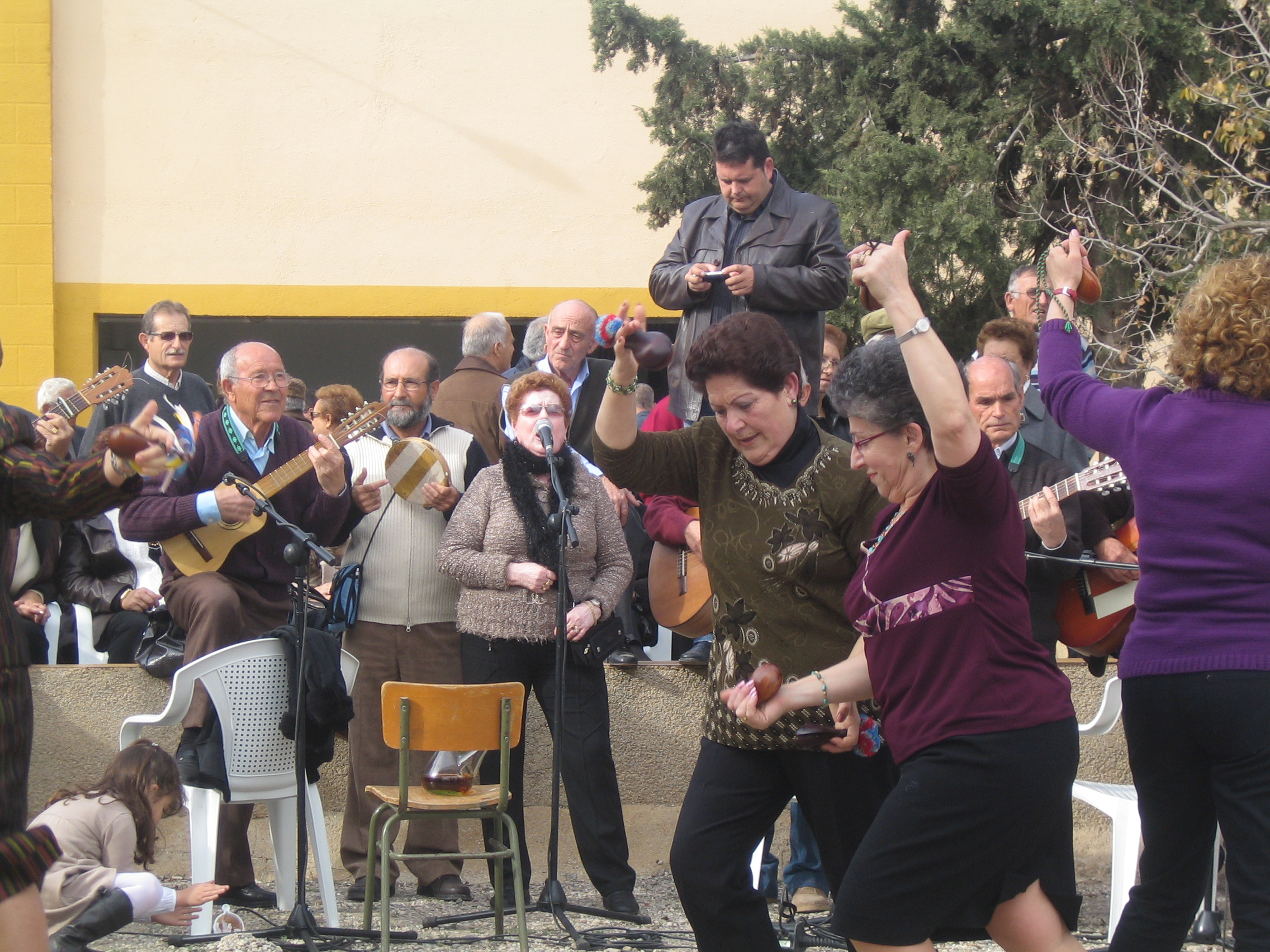
Músicos y bailaoras espontáneas de la Cuadrilla de Ánimas de la Zarzadilla de Totana, durante el Encuentro de Aguaderas de 2008

La música tradicional de la Región de Murcia destaca por poseer diversas composiciones que le son propias, entre las que destaca el cántico religioso de origen incierto denominado Canto de Auroros, que todavía se conserva en diversos pueblos de la Huerta de Murcia, así como en Lorca, Bullas, Abanilla, Yecla y algunas localidades de la Vega Baja alicantina.
También destacan otras variedades musicales de carácter festivo como fandangos, malagueñas, jotas, parrandas, aguilandos, etc. Estas últimas piezas son cantadas en festividades especiales, especialmente en la Pascua, por la agrupación musical típica del Sureste español, la Cuadrilla de Ánimas.
El trovo es otra de las manifestaciones más importantes del folclore. La tradición de trovo murciano había tomado carácter propio a partir de 1880, saliendo de las minas y tabernas en lo social, y sustituyendo la quintilla tradicional de esta poesía por otro tipo de estrofas literarias, la décima y la glosa. Fue declarado Bien de Interés Cultural inmaterial en 2014
La región es también origen de algunos de los más destacados grupos de indie rock del panorama nacional, como Second, Viva Suecia y Arde Bogotá.

#### Festivales
- Festival Internacional del Cante de las Minas de La Unión
- Festival Internacional de Jazz de San Javier
- La Mar de Músicas de Cartagena
- Cartagena Jazz Festival
- Festival Internacional de Folclore de Murcia
- Festival Warm Up de Murcia
- Festival de Cine de Cartagena (FICC)

### Universidades
- Universidad de Murcia (UM)

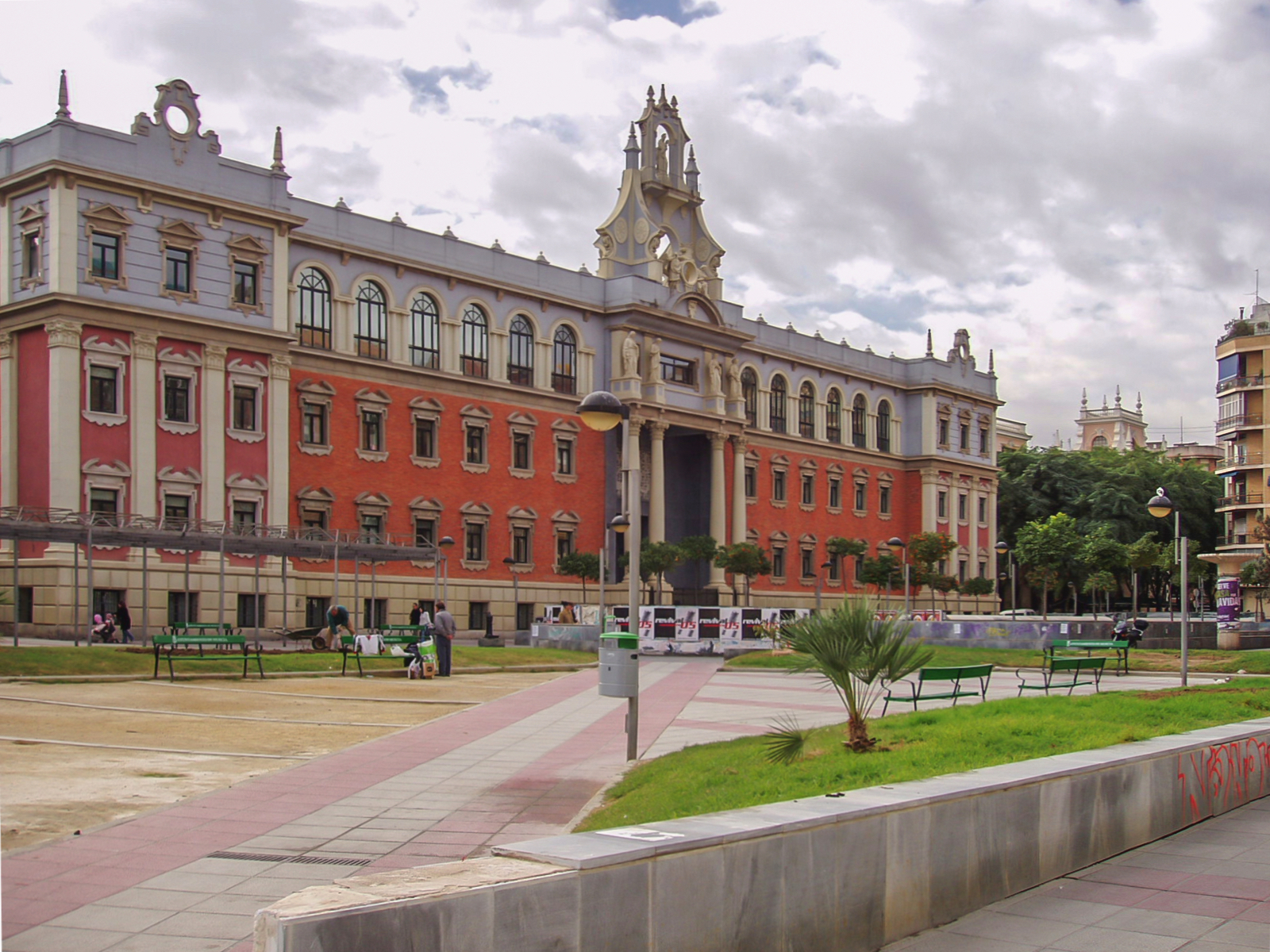
Campus de la Merced de la UMU

Fundada en 1914. Está formada por seis campus: el de la Merced, el de Espinardo y el de Ciencias de la Salud en El Palmar, en el municipio de Murcia; el de Ciencias de la Actividad Física y del Deporte en el municipio costero de San Javier; el de Cartagena (Centro universitario ISEN y Escuela de Enfermería) y el más reciente de todos en Lorca. En la institución estudian casi 35 000 alumnos.

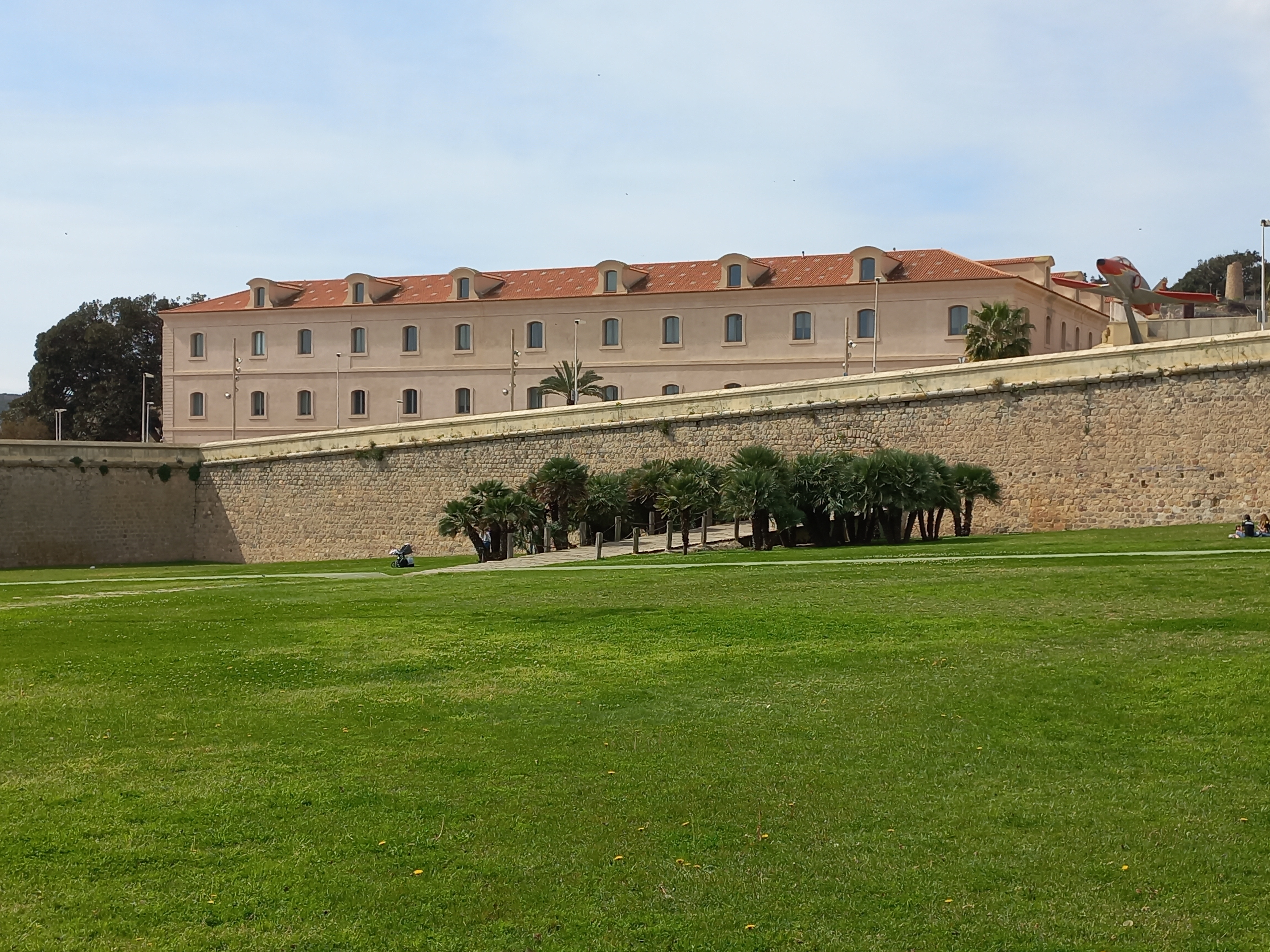
Universidad Politécnica de Cartagena (Escuela Técnica Superior de Ingeniería Industrial)

- Universidad Politécnica de Cartagena (UPCT)

Es una de las cuatro universidades politécnicas de España. Dispone de cuatro campus: Campus Muralla del Mar (junto al tramo de muralla de Carlos III del puerto), Campus de Alfonso XIII (en la avenida del mismo nombre), el Campus CIM (en el puerto, junto al Arsenal Militar) y el Campus Tecnológico de Fuente Álamo. En esta institución estudian más de 7000 alumnos. La primera Escuela fue la de Minería (actual Escuela de Ingeniería de Caminos, Canales y Puertos y de Minas), que impartía clases desde 1871, y nació formalmente por decreto el 4 de septiembre de 1883, siendo la más antigua de la Región que continúa funcionando actualmente.
- Universidad Católica San Antonio (UCAM)

Universidad privada fundada en 1996. Está repartida en dos campus, uno en Murcia, y otro en Cartagena. El campus murciano se ubica junto al Monasterio de los Jerónimos en la pedanía de Guadalupe, mientras que el cartagenero lo hace en el antiguo cuartel de Los Dolores, barrio al norte de la ciudad. En esta institución estudian aproximadamente 14 000 alumnos.
- Universidad Nacional de Educación a Distancia (UNED)

La sede del Centro Asociado de la UNED en la Región de Murcia se emplaza en Cartagena (Cl. Ingeniero de la Cierva, s/n.)

### Tauromaquia
La fiesta de los toros en la Región de Murcia tiene el estatus de Bien de Interés Cultural Inmaterial desde 2011.

### Patrimonio de la humanidad
En la Región de Murcia, el plan de protección de los bienes culturales y naturales de la Unesco conocido como Patrimonio de la Humanidad y Patrimonio Cultural Inmaterial de la Humanidad ha catalogado como tales varias obras y elementos que se encuentran en la comunidad:
| Elementos Patrimonio de la Humanidad en la Región de Murcia |                                                                |                 | |        |
| Año                                                         | Elemento                                                       | Tipo            | Descripción | Imagen |
| 1998                                                        | El Arte rupestre del arco mediterráneo de la península ibérica | Bien cultural   | Situados a lo largo del litoral mediterráneo de la península ibérica, estos yacimientos de arte rupestre datan del final de la Prehistoria. Constituyen un conjunto de excepcional envergadura, en él se muestra de forma vívida una etapa crucial del desarrollo del ser humano mediante pinturas que, por su estilo y temática, son únicas en su género. |        |
| 2009                                                        | El Consejo de Hombres Buenos de Murcia                         | Bien inmaterial | Es un tribunal consuetudinario que se encarga de dirimir los conflictos por el agua de riego de las acequias entre los agricultores de la denominada Junta de Hacendados de la Huerta de Murcia. Su origen es totalmente desconocido, pese a que lo más probable es que sea una evolución medieval cristiana basada en tradiciones andalusíes anteriores. |        |
| 2018                                                        | Las Tamboradas de Mula y Moratalla                             | Bien inmaterial | La tamborada es una tradición antiquísima vinculada a las celebraciones de Semana Santa cuyo origen se asocia al terremoto producido tras la muerte de Jesucristo en la cruz. No obstante, el comienzo de dicha tradición no está claro. La Tamborada de Moratalla se cree originaria del siglo XVII, mientras que en Mula se tiene constancia que a mediados del XIX se pretendió impedir el uso de tambores en Semana Santa, sin éxito. |        |
| 2020                                                        | Caballos del Vino de Caravaca de la Cruz                       | Bien inmaterial | Es un festejo de origen medieval que tiene lugar en la ciudad de Caravaca de la Cruz, los días 1 y 3 de mayo. Está organizado por el Bando de los Caballos del Vino, una federación compuesta por sesenta asociaciones denominadas peñas caballistas. Las sesenta peñas, con sus respectivos caballos, participan en tres concursos de distinta índole. Estos son el Concurso de Caballos a Pelo, de Enjaezamiento y de Carrera. El concurso más multitudinario es la carrera de los Caballos del Vino, celebrada en la mañana del día 2 de mayo. |        |
| Fuente: UNESCO                                              |                                                                |                 | |        |

### Fiestas

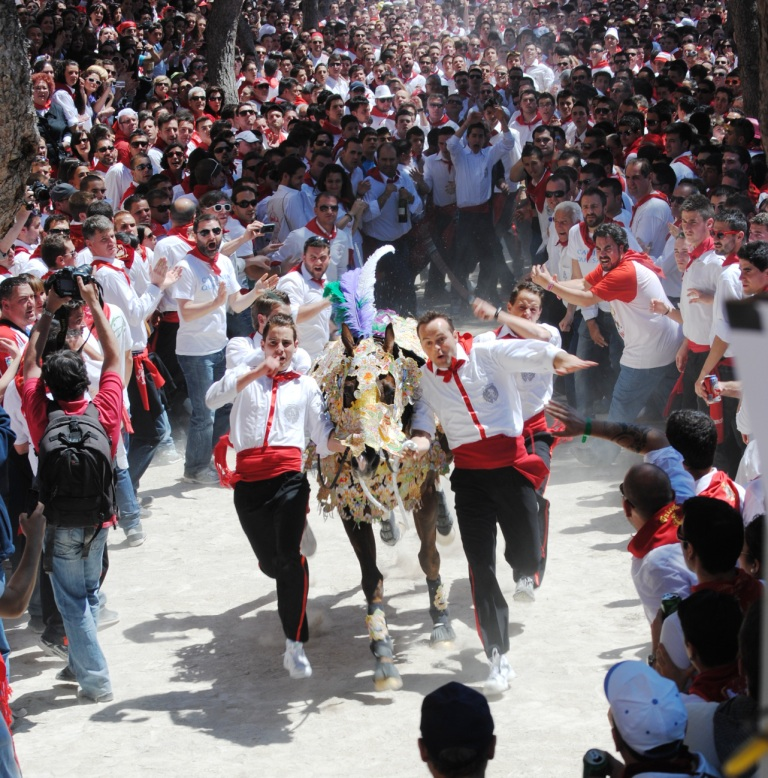
Carrera de los Caballos del Vino, con motivo de las Fiestas Patronales de la Santísima y Vera Cruz de Caravaca. Primera fiesta declarada de Interés Turístico Internacional en la Región de Murcia

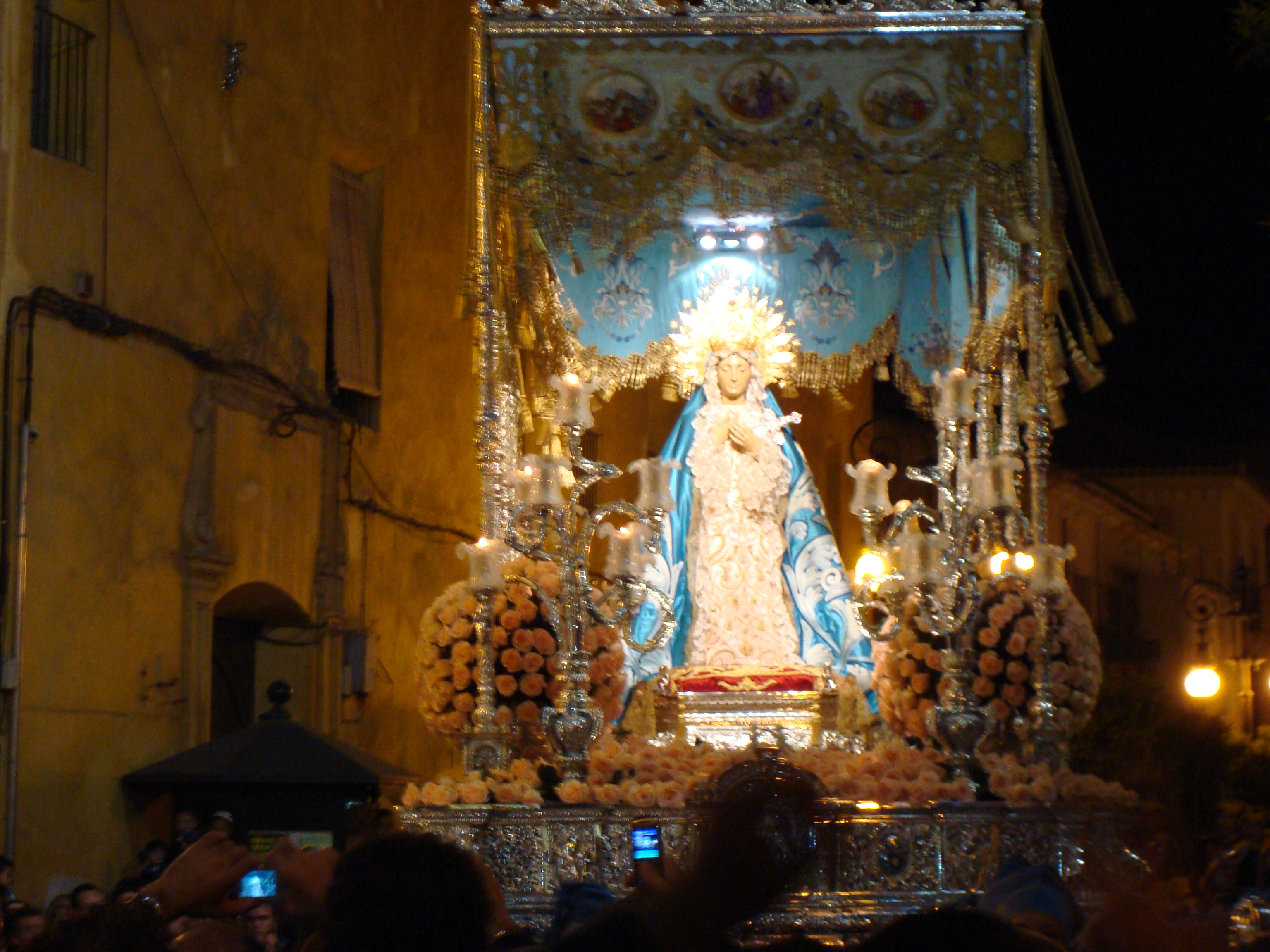
La Virgen de los Dolores del Paso Azul de la Semana Santa en Lorca

El 9 de junio se celebra el Día de la Región de Murcia, conmemorando el aniversario de la promulgación de la Ley Orgánica del Estatuto de Autonomía. Pero existen además diversas fiestas locales.
Dentro de las festividades más características de la Región de Murcia destacan los encuentros de cuadrillas que a comienzos de año se celebran en Barranda (de Interés Turístico Nacional), Patiño y Aledo (entre muchos otros). En cuanto las celebraciones de Carnaval, los más conocidos son los Carnavales de Águilas (declarados de Interés Turístico Internacional), destacando también los de Cartagena, Cabezo de Torres o Beniaján. La Semana Santa posee una gran tradición en la Región de Murcia, siendo cinco las principales, la Semana Santa en Cartagena, la Semana Santa en Lorca, la Semana Santa en Murcia, la Semana Santa en Jumilla y la Semana Santa en Cieza, declaradas todas de Interés Turístico Internacional. Como rasgo distintivo también son típicas las Tamboradas, como las de Moratalla y Mula, declaradas Patrimonio cultural inmaterial de la Humanidad en 2018.
En lo referente a las celebraciones de primavera, destacan las Fiestas de Primavera de Murcia, con el Bando de la Huerta y el Entierro de la Sardina, declarados ambos de Interés Turístico Internacional. Los festejos de exaltación de tradiciones huertanas se han expandido a otras localidades de la región con ocasión de sus respectivas fiestas patronales, como Santomera, Mula, Cehegín o Bullas entre otros muchos.
En mayo tienen lugar las fiestas de exaltación de la cruz, con la tradicional celebración de Los Mayos, además de las Fiestas Patronales de la Santísima y Vera Cruz de Caravaca (declaradas de Interés Turístico Internacional) como principal exponente, así como las de Abanilla y Ulea. En Caravaca y Abanilla tiene lugar desfiles de Moros y Cristianos, celebración típicamente levantina que también se da en otras localidades con motivo de sus fiestas patronales, como ocurre en Murcia, Lorca, Cieza, Jumilla, Archena, Santomera y Molina de Segura. También se han desarrollado otras celebraciones que han adaptado el mismo esquema de fiesta histórica a otras épocas, como los Carthagineses y Romanos de Cartagena, celebrada durante la segunda quincena de septiembre (de Interés Turístico Internacional), los Sodales Íbero-romanos de Fortuna, con motivo de sus fiestas patronales, al igual que los Trinitarios y Berberiscos de Torre-Pacheco.
Durante el verano destacan las Fiestas de la Vendimia en Jumilla, las romerías marítimas en muchas localidades costeras, o los encierros en Moratalla, Blanca o Calasparra. Mientras que en septiembre y octubre tiene lugar buena parte de las fiestas patronales y ferias de multitud de localidades de la región, siendo la Feria de Murcia y las de Lorca las más importantes.
Llegado diciembre, poco antes de las fiestas navideñas, tienen lugar las Fiestas de la Virgen de Yecla, con el tradicional disparo de arcabuces, declaradas de Interés Turístico Nacional. Relacionadas con la celebración de la Navidad, en enero se representan diversos Autos de Reyes Magos, como el de Aledo.

### Medios de comunicación
La Región de Murcia cuenta con dos periódicos diarios en papel, La Verdad y La Opinión, y las ediciones regionales de otros medios de tirada nacional, como La Razón o la edición murciana del digital eldiario.es.
En cuanto a televisión digital terrestre, hay cinco canales que emiten desde la región:
- 7 Región de Murcia (Radiotelevisión de la Región de Murcia)
- Televisión Murciana (TVM)
- Televisión Popular de la Región de Murcia (Popular TV)
- Canal 8

Hay una emisora de radio pública en la Región de Murcia: Onda Regional, perteneciente al grupo Radiotelevisión de la Región de Murcia.

## Curiosidades
- Casi cien murcianos murieron en campos de concentración nazis.[147]
- La Región de Murcia y Cantabria son las únicas comunidades autónomas que no cuentan con ningún toro de Osborne.[cita requerida]
- Unidades tradicionales de medida: la tahúlla que equivale a 1118 metros cuadrados, compartida con la vecina provincia de Alicante.